# Liste der Bewohner Entenhausens
In dieser Aufstellung werden Bewohner der fiktiven Stadt Entenhausen in Disney-Comics wie den Micky-Maus-Heften, Lustigen Taschenbüchern (LTB), Serien und Filmen sowie Figuren, die mit diesen Bewohnern eng in Verbindung stehen, beschrieben.
Die Einwohner der Stadt sind allesamt anthropomorphe Tiere unterschiedlichster Spezies; die „normalen“ Bürger sind überwiegend (aber nicht nur) Hunde und Schweine, seltener Enten und Mäuse, um sie von den Hauptpersonen abzugrenzen. Vorherrschend sind zwei Gruppen, einerseits der ducksche Clan um Donald Duck, genannt Duck-Kosmos, andererseits der Clan um Micky Maus, genannt Maus-Kosmos. Dass diese gemeinsam in Entenhausen leben, ist nur in deutschsprachigen, niederländischen, skandinavischen und brasilianischen Comics der Fall – ursprünglich leben die Ducks in den amerikanischen Comics in Duckburg, während Micky Maus und seine engen Freunde und Verwandten in Mouseton leben. In Deutschland wurden diese beiden Städte sozusagen zusammengelegt. Im Laufe der Jahrzehnte wurden diverse neue Figuren dazuerfunden, in den 1930er Jahren z. B. der Hund Bolivar, der heute in Geschichten selten vorkommt, oder Figuren wie Indiana Goof, die in den 1980er bis 1990er Jahren geschaffen wurden. Auch unter den Tieren wird wiederum zwischen menschlichen und tierischen Wesen unterschieden; das heißt, es gibt weiterhin auch sich nicht wie Menschen verhaltende Tiere in Entenhausen – ein Beispiel ist Pluto, der sich im Gegensatz zu den anderen Figuren wie ein ganz „normaler“ Hund verhält.
Die meisten Figuren der Ducks stammen aus der Hand von Carl Barks, Al Taliaferro, Floyd Gottfredson und Romano Scarpa.

## Figuren im Duck-Kosmos

### Donald Duck

Donald Duck (Plastikfigur vor dem Ehapa-Verlag)

Donald Fauntleroy Duck wurde ursprünglich als Gegenstück zum cleveren Micky Maus erfunden und hatte seinen ersten Auftritt im Kurzfilm Die kluge kleine Henne (The Wise Little Hen) von 1934, damals mit seinem ersten Begleiter Peter Pig. Donalds zweiter Vorname, Fauntleroy, ist eine Anspielung auf seinen Matrosenanzug, der in den 30er Jahren als Fauntler bezeichnet wurde. Er wird jedoch nur äußerst selten erwähnt. Donald ist ein notorischer Pechvogel, der seine Missgeschicke stets sehr persönlich nimmt und meist cholerisch darauf reagiert. Besonders in neueren Geschichten ist er bei seinem Onkel Dagobert hoch verschuldet und muss für ihn arbeiten oder ihn auf abenteuerliche Reisen, meist Schatzsuchen, begleiten. Charakteristisch ist ebenfalls seine chronische Arbeitslosigkeit. Immer wieder probiert Donald sich in neuen Tätigkeiten aus, die er meistens jedoch schnell verliert. Im Micky Maus Magazin ist er u. a. als Mitarbeiter in der Margarinefabrik tätig, während er im LTB (Lustiges Taschenbuch) als Münzpolierer von Dagobert Duck zu sehen ist. Von Walt Disney selbst wurde festgelegt, dass Donald an einem Freitag den 13. im März geboren wurde. Verschiedene Comicfolgen verzeichnen jedoch, dass Donald am 9. Juni 1934, dem Erscheinungsdatum von Die kluge kleine Henne (The Wise Little Hen), Geburtstag hat. Außerdem gerät Donald immer wieder in Konflikte mit Gustav Gans, der mit ihm um die Gunst von Daisy konkurriert.

#### Phantomias
Phantomias (ital. Paperinik) ist ein Alter Ego von Donald Duck, ursprünglich geschaffen, um Donald in der Nacht Rache an Personen nehmen zu lassen, die ihn ausnutzen oder ihm übel mitspielen, wie sein Onkel Dagobert Duck oder Gustav Gans. Im deutschsprachigen Raum findet er die erste Erwähnung in der Geschichte Die Verwandlung im LTB Nr. 41. Donald ist stets auf der Hut, sein zweites Ich geheim zu halten. Im genannten LTB verwechselt der Postbote Gustav Gans mit Donald. Letzterer denkt dadurch, er habe die „Villa Rosa“ gewonnen. Bei der Besichtigung des Hauses entdeckt er das Tagebuch des Phantomias, der eine Art Robin Hood darstellt. Er beschließt, in seine Fußstapfen zu treten. Donald gibt sich als bester Freund von Phantomias aus und versorgt ihn so scheinbar mit Informationen. Gleichzeitig ist Donald meist Nutznießer von Phantomias’ „halblegalen“ Aktivitäten. Phantomias’ Versteck befindet sich im geheimen Keller von Donalds Haus, der über einen als Kleiderschrank getarnten Aufzug mit Donalds Schlafzimmer verbunden ist. Außerdem geht er mit Hilfe einiger Erfindungen von Daniel Düsentrieb auf die Jagd nach Verbrechern und beweist als Superheld, dass auch Donald ein Gewinner sein kann, wenn auch nur im Geheimen. Er wird auch als der Maskierte Rächer bezeichnet.

#### Agent DoppelDuck
Agent DoppelDuck (ital. Doubleduck) ist Donald, der bei einem Geheimdienst – der „Agentur“ – tätig ist. Das erste DoppelDuck-Comic erschien im LTB Nr. 384. Donald Duck ist nicht dauerhaft bei der Agentur angestellt, sondern wird nur bei äußerst heiklen Missionen zu Rate gezogen. Meist muss er mit der Agentin Kay-K zusammenarbeiten, die später die Agentur verlässt. Der oberste Chef der Agentur ist so geheim, dass er selbst kaum seinen Namen kennt. Nur DoppelDuck und der Direktor der Agentur kennen ihn. In einigen Comics wird dargestellt, dass ein Hologramm der positiven Eigenschaften von DoppelDuck der oberste Chef der Agentur ist.

### Bolivar

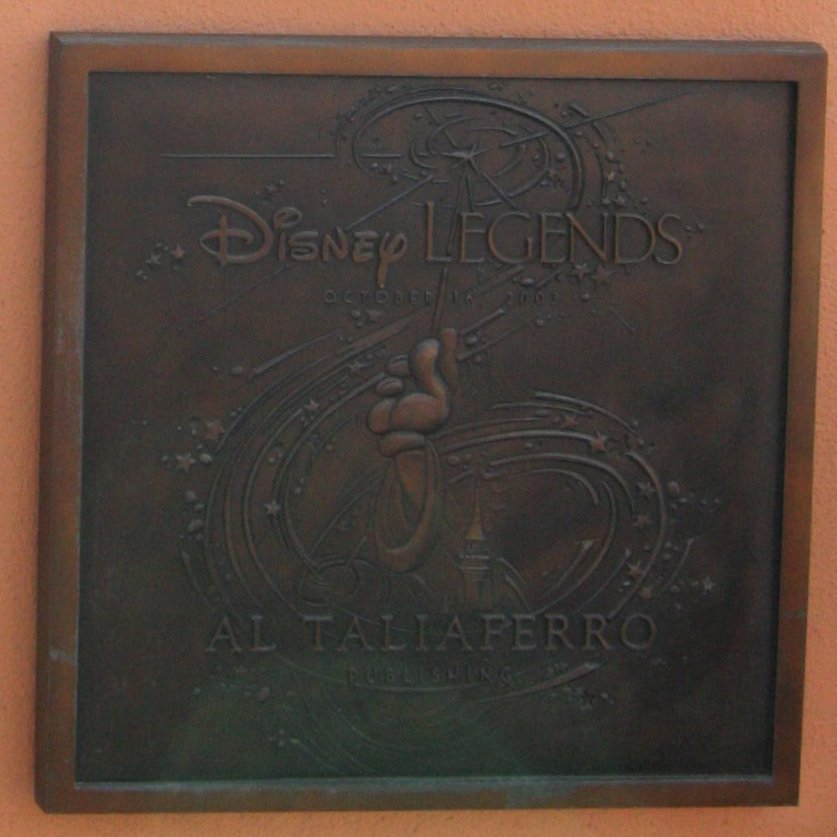
Disney-Legend-Plakette von Taliaferro

Bolivar (engl. Bolivar, Bornworthy, Borny oder Bernie, vor allem in älteren Übersetzungen auch deutsch Bernie, sehr selten auch Berni oder Barbarossa) ist Donalds kalbsgroßer Bernhardiner. Er wurde von Al Taliaferro erfunden und taucht sonst nur selten in Geschichten anderer Zeichner auf; am häufigsten wird er von Vicar verwendet. Ferner hat er einen Sohn namens Flocki, der ebenfalls von Taliaferro erfunden wurde. Bolivar ist faul, verfressen und sehr gutmütig.

### Schnurri
Schnurri (auch Schnurlli, Mauzi oder Maunzi, engl. Tabby) ist Donalds Hauskater. Er wurde von Dick Kinney und Al Hubbard erfunden. Im Gegensatz zum stummen Bolivar nimmt der Leser an seinen Gedanken teil. Er hat panische Angst vor Dussel, dessen Erscheinen er immer im Voraus erahnt. Daraufhin sucht er immer vergeblich sein Heil in der Flucht. Schnurri tritt auch in den Geschichten von Barks und Vicar auf, aber nur als Hintergrundfigur.

### Tick, Trick und Track Duck

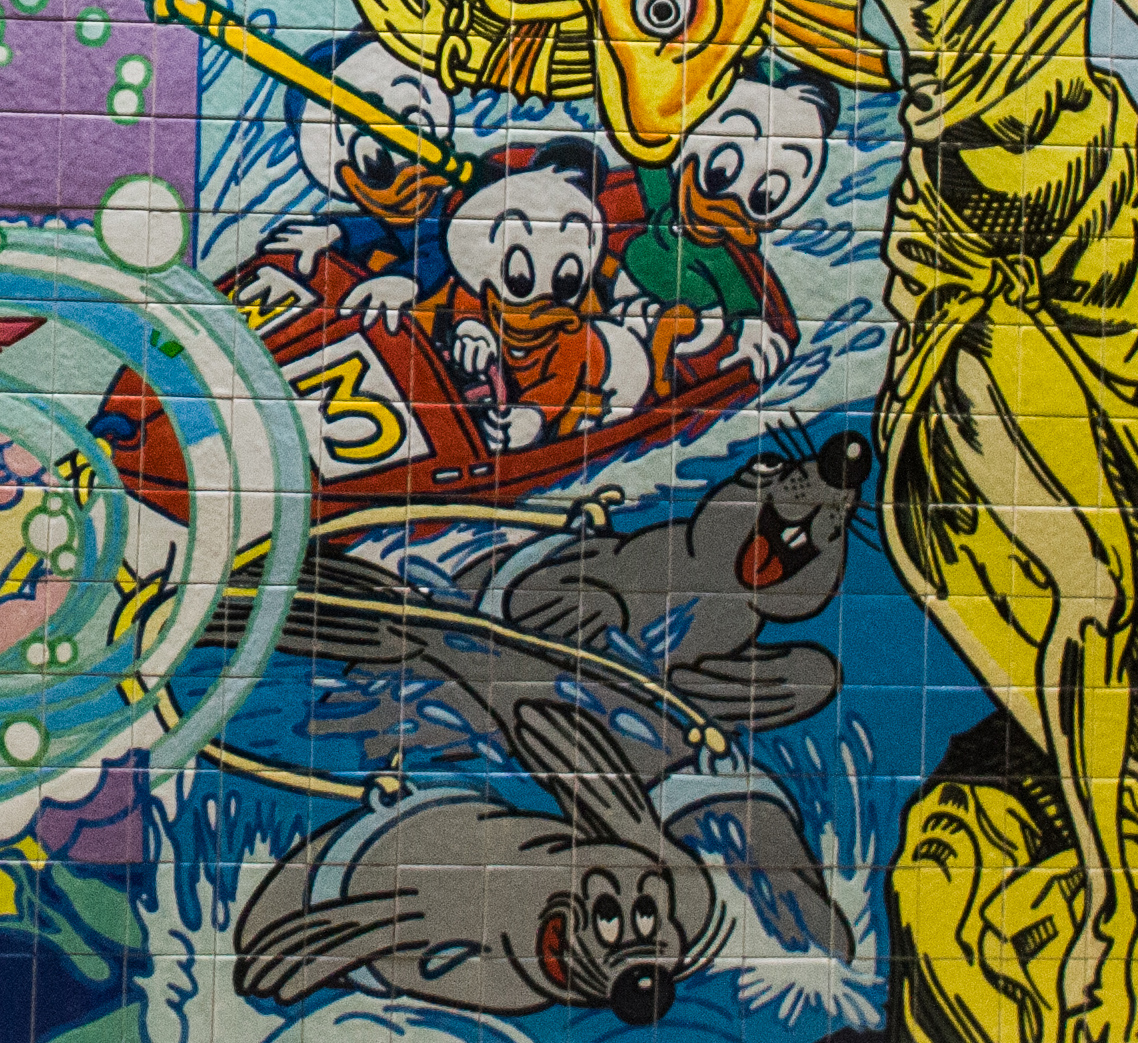
Tick, Trick und Track mit Robben. Detail eines Wandgemäldes im U-Bahnhof Oriente, Lissabon

Die Drillinge Tick, Trick und Track (engl. Huey, Dewey and Louie) sind die Söhne von Donalds Schwester „Della Duck“ (auch: Dumbella Duck, Thelma Duck). Der Name ihres Vaters ist unbekannt, Don Rosa behauptete aber einmal, es sei der Bruder von Daisy Duck. Sie leben bei ihrem Onkel Donald. Im Kurzfilm Donald’s Nephews von 1938 heißt ihre Mutter Dumbella.
Die drei sind Pfadfinder beim Fähnlein Fieselschweif (engl. Junior Woodchucks) und haben stets Das Schlaue Buch zur Hand. Man kann sie nur anhand ihrer verschiedenfarbigen Mützen unterscheiden. Die Farben sind jedoch keiner speziellen Figur zuzuordnen, da sie je nach Zeichner variieren (Bei den meisten Zeichnern ist Tick der Rote, Trick der Blaue und Track der Grüne). Es handelt sich fast immer um die Farben blau, rot und grün; in älteren Geschichten von Vicar kommt statt grün auch gelb vor. In den Comics von Al Taliaferro können sie anhand eines farbigen Brustrings am Pullover unterschieden werden. Meist verwenden sie auch Handtücher, Taschen, Bettwäsche usw. in ihrer jeweiligen Mützenfarbe. In einigen Comics sind sie brav und folgsam, in anderen vernünftig und intelligent sowie geistig erwachsen und in wieder anderen werden sie als freche, ungezogene Kinder dargestellt. In einer Geschichte weigern sie sich zum Beispiel, dem Wunsch ihres Onkels zu folgen und in die Badewanne zu steigen. Sie reichen sich die Hände und sprechen die berühmten, von der Übersetzerin Erika Fuchs stammenden Worte: „Wir wollen sein ein einig Volk von Brüdern, in keiner Not uns waschen und Gefahr“ (dies ist eine Anspielung auf den Rütlischwur, wie er in Schillers Wilhelm Tell formuliert wird).
In der ersten Ausgabe des Micky-Maus-Magazins von 1951 wurden in einem Bild ihre dänischen Namen Rip, Rap und Rup verwendet.
In einigen Geschichten haben die drei einen irrtümlich eingefügten zusätzlichen Bruder, der vom Herausgeber Bob Foster Phooey Duck genannt wurde. Im Deutschen erhielt er den Namen Treck.
Die drei Brüder tauchen erstmals im Zeitungscomic vom 17. Oktober 1937 auf. Ihr erster Filmauftritt war am 15. April 1938 in dem Trickfilm Donald’s Nephews, in dem sie Donalds Haus verwüsten. Danach traten sie in 24 weiteren Kinokurzfilmen auf. Sie erlebten eine filmische Wiederauferstehung in den Fernsehzeichentrickserien DuckTales (1987–1990) und Quack Pack (1996). Auch in der Neuauflage der DuckTales sind sie vertreten; dort haben die Drillinge erstmals eigene Persönlichkeiten: Tick ist neugierig, leicht cholerisch wie sein Onkel und etwas reifer als seine Brüder, Trick ist abenteuerlustig, furchtlos und sportlich, hängt allerdings auch sehr an seiner Mutter und Track etwas geldgierig und faul, allerdings auch sehr emotional.

### Dagobert Duck

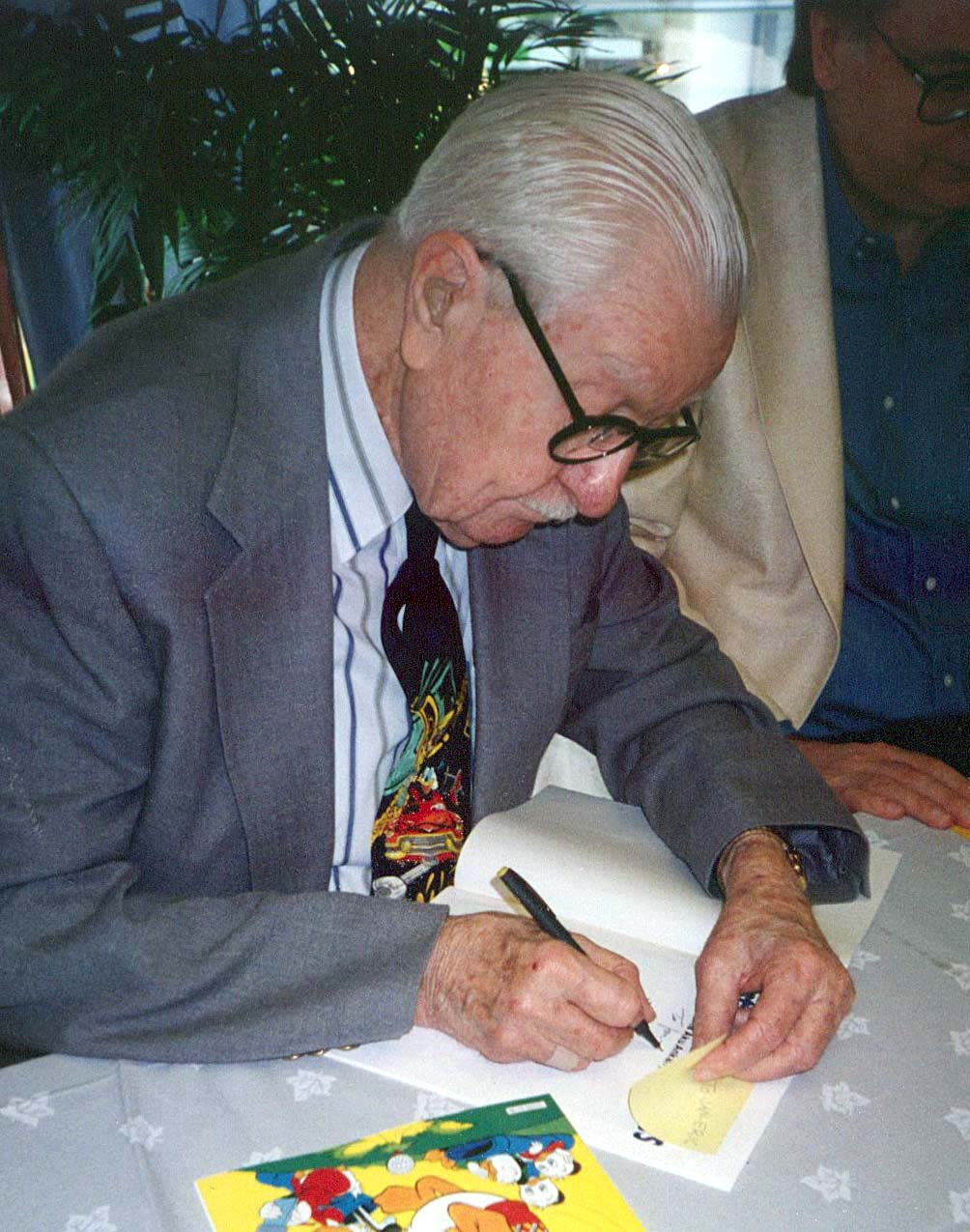
Carl Barks, Erfinder vieler Comicfiguren, insbesondere aus dem Duck-Clan (1994)

Dagobert Duck (engl. Scrooge McDuck, auch $crooge geschrieben) wird in den Disney-Comics als „reichste Ente der Welt“ bezeichnet. Sein englischer Name Scrooge ist abgeleitet von Ebenezer Scrooge, der reichen und geizigen Hauptfigur aus Charles Dickens’ A Christmas Carol. Dagobert Duck gehört halb Entenhausen und er möchte seinen Reichtum ständig vermehren. Ferner gilt er als der geizigste Mann weit und breit.
In italienischen und dänischen Comics gilt Dagobert als der Bruder von Oma Duck (Dorette Duck), in amerikanischen dagegen nicht. Erika Fuchs übersetzte Barks’ Comics aber auch dahingehend, dass Dagobert und Dorette Geschwister sind. Diese Übersetzung wurde auch bei anderen Zeichnern beibehalten, lediglich in den Übersetzungen von Rosas Geschichten wird das amerikanische Verwandtschaftsverhältnis verwendet.
Zudem war er eine der Hauptfiguren der Serie DuckTales. In dem Zeichentrickfilm Uncle Scrooge and Money lieh ihm Bill Thompson seine Stimme, in allen anderen Produktionen Alan Young. Dagoberts deutsche Stimme war zunächst Hermann Ebeling, später Joscha Fischer-Antze.
Don Rosa schrieb zwischen 1991 und 1993 mit Sein Leben, seine Milliarden Dagoberts Lebensgeschichte auf, laut der er 1867 geboren wurde.
1877 verdiente er sein erstes Geld durch einen Schuhputzkasten, den ihm sein Vater gebaut hatte. Jedoch handelte es sich hierbei um eine amerikanische Münze, die Dagobert dazu anspornt, besser aufzupassen und „härter zu sein als die Härtesten und schlauer als die Schlauesten“, bis er es auf ehrliche Art bis ganz nach oben geschafft hat. Die von einem Freund seines Vaters bekommene Münze ist Dagoberts Nummer 1 und wurde von Carl Barks erfunden. Nach Sein Leben, seine Milliarden hasst er den Ausdruck „Glückszehner“, da er sich sein ganzes Vermögen mit eigener Kraft aufgebaut hat.

### Daisy Duck
Daisy Duck (engl. ebenfalls Daisy Duck) ist die Cousine wie auch Verlobte von Donald Duck und Angebetete von Gustav Gans. Ihr Herz gehört eindeutig Donald, sie flirtet aber ab und zu mit Gustav. Außerdem ist sie Phantomime, die weibliche Form des Phantomias (LTB Nr. 57).
Erst Carl Barks verpasste ihr die heute noch bekannte Darstellung mit Haarschleife, Bluse mit Puffärmeln, Pumps und Armring sowie langen Wimpern. Bei Taliaferro trug sie meist der damaligen Zeit entsprechende Mode mit Hütchen. Daisy Duck ist Mitglied in verschiedenen Damenclubs und -kränzchen von Entenhausen.
Daisy Ducks erster Auftritt war im Kurzfilm Mr. Duck Steps Out, zu Deutsch Ein Tänzchen mit Daisy (1940).
Seit den Neuen Micky-Maus-Geschichten wird sie standardmäßig von Sabine Arnhold gesprochen.

### Donna Duck
Donna Duck (engl. ebenfalls Donna Duck) gab ihr Debüt in dem Disney-Cartoon Don Donald (1937). Es gibt verschiedene Ansichten dazu, ob Donna Duck identisch mit Daisy Duck ist. Diese Ansicht wird oft vertreten, es gibt jedoch mehrere Comics von Bob Karp, in denen sich die beiden Figuren begegnen.

### Dicky, Dacky und Ducky Duck
Dicky, Dacky und Ducky (engl. April, May and June) sind die Nichten von Daisy Duck, die gelegentlich bei ihr zu Besuch sind. Außerdem sind sie mehr oder weniger gute Freundinnen von Tick, Trick und Track.
Im Gegensatz zu den Jungen sind sie gar nicht zu unterscheiden. Sie gehören dem Schwärmlein Kohlmeisen an und haben in vielen Folgen ein eigenes Zimmer bei ihrer Tante Daisy. In den USA fand der erste Auftritt der Drillinge im Februar 1953 statt, im deutschsprachigen Raum debütierten die Mädchen bereits ein Jahr später in der Micky Maus.

### Gustav Gans

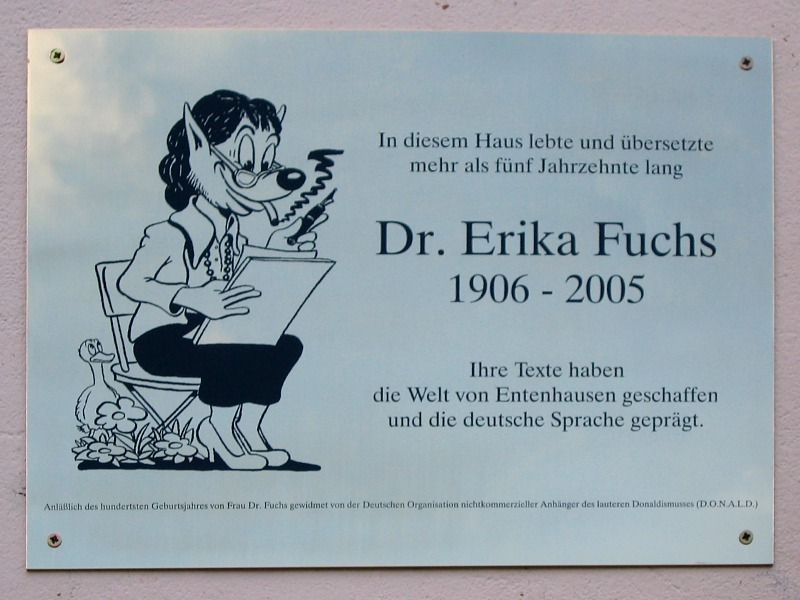
Gedenkplakette der D.O.N.A.L.D. am ehemaligen Wohnhaus von Erika Fuchs in Schwarzenbach (2006)

Gustav Gans (engl. Gladstone Gander) ist Donald Ducks Vetter und, besonders in den Geschichten von Carl Barks und Vicar, dessen erbitterter Rivale um die Gunst Daisy Ducks, die als Donalds Freundin gilt. Seine herausragendste Eigenschaft ist sein Glück, das ihm immer zur Seite steht. An einem Geburtstag verlässt ihn im Zuge eines Blitzeinschlages das Glück, an einem der späteren Geburtstage findet er dieses allerdings wieder. Aufgrund seines enormen Glücks gewinnt Gustav oft im Lotto oder bei Preisausschreiben, findet Unsummen an Geld auf der Straße oder Diamanten in Pralinenschachteln. Entsprechend verlässt er sich auf Fortuna und verabscheut jegliche Arbeit. Im Gegensatz zu Dagobert Duck bringt es Gustav nicht zu großem Reichtum, da er gewonnenes Geld seiner hedonistischen Lebensweise opfert. Manchmal hat Gustav entgegen seinem Stereotyp auch ausdrückliches Pech, was ihn dann besonders hart trifft. In Geschichten, in denen Donald und Gustav mit schmutzigen Tricks um die Gunst von Daisy buhlen, kommt der Charakterunterschied nicht immer zum Tragen.
Nach einer von Don Rosa kreierten Geschichte hat Gustav das Glück von seiner Mutter Daphne Duck – die Tochter Dorette Ducks –, die ebenfalls vom Glück gesegnet war. Sein Vater war General Golo Gans. Einer seiner Vorfahren ist Ritter Gustavus der Glückliche, der in der Geschichte Drachengold in LTB 197 einen von drei Schlüsseln holen muss, wobei ihn aber zwischendurch sein Glück verlässt und er somit zum Schluss sogar etwas schlechter dasteht als seine Kollegen Dusselbart und Franzerich.

### Golo Gans
Golo Gans (engl. Shamrock Gander), auch Güldo Gans in LTB Enten-Edition 23, ist ein Neffe von Gustav Gans, der das Glück ebenfalls geerbt hat. Er erschien erstmals im Deutschen im 1969 veröffentlichten LTB 8 – Donald gibt nicht auf, wurde allerdings schon ab 1955 unter Tony Strobl eingesetzt.

### Dorette Duck
Dorette Anette Liesette Duck oder Oma Duck (engl. Elvira „Grandma Duck“ Coot) ist nach Don Rosa die Mutter von Donald Ducks Vater Degenhard Duck, Gustav Gans’ Mutter Daphne Duck, Dussels Vater Teddy Duck und Enkelin des Entenhausener Stadtgründers Emil Erasmus Erpel (1790–1880), ist aber nicht dem McDuck-Zweig der Familie zugehörig. Dorette besitzt einen Bauernhof am Rande Entenhausens. Sie ist sehr bekannt für ihren leckeren Apfelkuchen, der in der ganzen Familie unglaublich gerne gegessen wird. Doch auch andere Speisen aller Art kann sie sehr gut zubereiten: Daher gibt es oft Familienfeste auf ihrem Hof. Ihr Ehemann hieß Hilmar Duck, ihre Eltern waren Gunhilda Gans und Emelrich Erpel, der Gründer des Fähnleins Fieselschweif. Franz Gans ist der Enkel ihres verstorbenen Bruders Emanuel Erpel. In manchen älteren Comics war ihr Rufname auch Anette. Sie fährt einen Detroit Electric, ein Elektroauto.
In manchen Übersetzungen, besonders in denen von Erika Fuchs, wird sie als Schwester von Dagobert vorgestellt, in anderen ist sie, wie oben gesagt, die Mutter von Dagoberts Schwager. Die Darstellung, dass sie nicht Dagoberts Schwester ist, wird vor allem von Don Rosa verwendet, Dagoberts Schwester ist sie besonders in den Geschichten von Vicar.
Regelmäßige Auftritte haben bei Carl Barks und Vicar auch ihre Nutztiere, Hansi das Pferd, Billy bzw. Fridolin der Ziegenbock, Susi das Schwein, Emilie das Huhn und Ferdinand bzw. Stefan der Stier.

### Franz Gans
Franz Gans (engl. Gus Goose) ist ein Cousin von Donald Duck und arbeitet als Knecht auf dem Hof von Dorette Duck. Zu seinen Lieblingsbeschäftigungen zählen vor allem Essen und Schlafen. Dorette Duck übt trotzdem ihm gegenüber bemerkenswerte Toleranz und lässt ihn gewähren.
Franz Gans erschien das erste Mal am 6. April 1938 in einem italienischen Comicheft. Seine Schöpfer sind Bob Karp und Al Taliaferro.
Der deutsche Name rührt daher, dass bei der Eindeutschung die korrekte Übersetzung Gustav Gans schon vergeben war. Franz Gans ist einer der wenigen, deren deutscher Name nicht auf einer Alliteration, sondern auf einem Reim beruht.
Nach dem Stammbaum von Don Rosa sind seine Eltern Wilhelmine Erpel (Tochter von Emanuel Erpel) und Gangolf Gans. Einer seiner Vorfahren ist vermutlich Franzerich der Wohlbeleibte, der in den Geschichten Drachengold (LTB 197), Der Ritter ohne Furcht und Adel (LTB 203) und Der Geist aus der Kanne (LTB 226) auftaucht. Dieser lebte im Mittelalter und war wie Franz verfressen und faul und kämpfte nicht gerne. In der ersten Geschichte geht er jedoch als Sieger hervor.

### Fränzchen
Franz hat auch einen Neffen namens Fränzchen (engl. Pepper), der allerdings insofern genau das Gegenteil seines Onkels ist, als er sportlich interessiert ist und es für ihn nichts Schlimmeres gibt, als nichts zu tun. Sein Traum ist es, Basketballprofi zu werden.

### Primus von Quack
Primus von Quack (engl. Ludwig von Drake), der noch auf Walt Disney zurückgeht, hat als Universalgelehrter, der „von Archäologie bis Zoologie alles studiert hat, was man nur studieren kann“, akademische Grade in allerlei Disziplinen und unterstützt die Familie Duck mit seinem mehr oder weniger hilfreichen theoretischen Wissen. Von Quack ist als Universitätsprofessor tätig, sofern dies seine Forschungen zulassen. Nach eigener Aussage hat von Quack 166 Doktorhüte und 92 Staatsexamina (LTB 25) bzw. eine Urkunde, auf der ihm bescheinigt wird, dass er der Wissenschaftler mit den meisten Urkunden ist (LTB 307). Nur dass die Geographie noch nie „sein Fach“ gewesen sei (MM 27/76), räumt er ein. Von Quack versucht den Problemen immer wissenschaftlich auf den Grund zu gehen („Was eh klar ist, will besonders gut geprüft sein“) und erregt dabei auch Widerwillen („Wissenschaftler. Wiener. Muss man sich da wundern?“ (LTB 391, S. 185)).
Charakteristisch für ihn ist sein weißer Haarkranz, sein freundliches und manchmal wissenschaftlich zerstreutes Wesen und seine große Privatbibliothek. Er steht mit seinem Streben nach Wissen – „Dem ehrenvollen Dienst an der Wissenschaft“ – im Gegensatz zum praktischen Genie Daniel Düsentrieb, teilt jedoch mit diesem das fehlende Interesse am Geschäftlichen. Primus von Quack trägt meistens eine feine tannengrüne Trachtenjacke. Seine Hobbys sind Bergsteigen sowie alles mit der Endung „-logie“, wie Ornithologie, Geologie oder Paläontologie. Besonders mag er Wiener Schnitzel, Wiener Krapfen, Sachertorte, Kaiserschmarrn und Omas gutes Essen. Seine Lieblingstiere sind alle aus der hochalpinen Gebirgswelt und seine Lieblingspflanze ist die Kamille.
Als einer der wenigen Bewohner Entenhausens pflegt er gute Beziehungen zu Dagobert Duck ohne jegliches geschäftliches Interesse und wird von diesem gern als Fachmann herangezogen oder vermittelt bei Streit. Wenn Primus einmal in der Stadt ist, was weniger häufig der Fall ist, laufen die Treffen mit Dagobert oft freundschaftlich ab, nur Primus’ diversen Ideen gegenüber ist Dagobert oft skeptisch eingestellt. Umgekehrt darf von Quack seinem Cousin Dagobert auch unwidersprochen seine Meinung sagen, wie „Wer sich mit der Menschheitsgeschichte einzig deshalb beschäftigt, um sich zu bereichern, anstatt sie um ihrer selbst willen zu betrachten, ist ihrer Schätze nicht würdig!“
Primus von Quack erschien erstmals 1961 als Präsentator in dem Kurzfilm An Adventure in Color in der Sendung Walt Disney’s Wonderful World of Color des Senders NBC und wurde als Donald Ducks Onkel eingeführt. Von Quack war in diesen Sendungen ein brillanter Wissensvermittler. Für die Animation dieser Figur war Ward Kimball, einer von Disney’s Nine Old Men, verantwortlich. Das erste Comic, in dem er erschien, war die „Primus von Quack Mini-Serie“ (1961–1962); zeitgleich tauchte er auch in verschiedenen Serien von WDC und Donald Duck auf (Beispiele: DD 91 und WDC 283). Barks verwendete ihn nur einmal, in einem Einseiter in „Onkel Dagobert Nr. 54“. Danach ist er größtenteils in europäischen Geschichten verwendet worden, doch auch die Amerikaner Tom Yakutis und Bill White produzierten einige Geschichten über ihn unter dem Namen March of Science oder die, die in WDC&S 555, 557, 559 und 561 erschienen sind. Im LTB 46 – Enten Edition (2015) – tritt Primus von Quack (wie ihn Walt Disney anfänglich präsentierte) als Wissensvermittler in 22 Kurzgeschichten über teilweise spröde, doch spannend erklärte Themen wie Archäologie, Bürokratie, Entdeckung des Feuers, Konsumgesellschaft oder Umgangsformen auf. Unter einem Pseudonym, um seinen wissenschaftlichen Ruf nicht zu gefährden, ist von Quack als Belletristik-Autor tätig und verfasst eine autobiografische Romanreihe über den Abenteuer-Archäologen Crocodile Duckee (LTB-Spezial 66).
Primus sagt von sich selbst, dass er aus Wien stammt. Der 111 cm große von Quack wurde laut Comics am 24. September 1924 im österreichischen Wien geboren und besuchte im alpinen Hinterwalden die Grundschule. Für ihn war Lernen anfänglich alles andere als eine Leidenschaft und erst ein neuer Klassenlehrer, dem er noch als Grundschüler bei dessen Berufung an die Universität nachfolgte, weckte durch praxisnahen Unterricht sein Interesse an den Wissenschaften.
Von Quack wanderte 1930 in die Vereinigten Staaten aus, wo er Mathilda Duck (Schwester von Dagobert Duck) heiratete und damit ein Onkel von Donald Duck wurde. Als Vorbild der Figur gilt Ludwig von Mises; dies ist auch am österreichischen Akzent zu erkennen, den Primus in den frühen Ausgaben der LTB zu verwenden pflegt. So gebrauchte er zum Beispiel gelegentlich Ausdrücke wie „ein bisserl“ oder „ei, geh“. Eberhard Prüter, der in den Disney-Cartoons als Standardsprecher für von Quack agierte, sprach ihn in den Kurzfilmen ab 1999, den Neuen Micky Maus Geschichten, dementsprechend mit einem österreichischen Akzent. Primus von Quack hat sich jedoch seine österreichischen Wurzeln nicht im Sinn eines jodelnden, skifahrenden Wissenschaftlers erhalten, sondern Aussprüche wie „Das ist eine absolut kapuzinergruftige Katastrophe!“, „Immerhin habe ich Diplome in Heraldik und Genealo-Dendrologie, also Stammbaumkunde“, „Küss die Hand, Frau Doktor …“, seine hedonistische Liebe zu Wiener Schnitzeln („Nun, in dem Paket war meine Leib- und Magenjause – Wiener Schnitzel à la Weltschmerz!“), seine unpraktisch-schrullige, ausgleichende, vermittelnde, aber auch unbestechliche Art und seine adelige Herkunft („von“ Quack) weisen ihn als Alt-Österreicher in Trachtenjacke, angelehnt an den „habsburgischen Mythos“ eines Claudio Magris bzw. den „theresianischen Menschen“ eines Hugo von Hofmannsthal, aus. Gemäß der Comic-Faktenlage wurden Quacks Vorfahren durch die Herrscherfamilie Habsburg-Lothringen geadelt, wobei Verdienstadel (Edler von) zu vermuten ist. Von Quacks Mutter, die „Frau Mama“, lebt nach wie vor in Wien und beglückt ihren nun ebenfalls im Seniorenalter angelangten Sohn wöchentlich mit postalisch übersandten, tiefgekühlten Wiener Schnitzeln.
Nach Don Rosas Zeitlinie war Primus von Quack 1970 bereits tot, was seinen Comic- und Fernsehauftritten jedoch widerspricht.

### Dussel Duck
Dussel Duck (engl. Fethry Duck, portugiesisch Peninha Pato) ist ein sehr ungeschickter, teils auch emotionaler Vetter von Donald Duck und Gustav Gans. Donald versucht meist, sich von ihm fernzuhalten. Dussel Duck wurde von Dick Kinney und Al Hubbard erfunden und tauchte das erste Mal in der Geschichte The Health Nut aus dem Jahr 1964 auf. Seither wird er hauptsächlich von italienischen und brasilianischen Disney-Autoren verwendet, wobei sich der Charakter in Europa und in Brasilien recht unterschiedlich entwickelt hat (in Europa zum trotteligen Kumpel von Donald, in Brasilien zum eigenständigen Helden). Der Charakter wird nicht von allen Zeichnern als kanonisch betrachtet; so hat ihn beispielsweise Don Rosa – als Geste an die europäischen Fans – zwar in den Stammbaum der Duckfamilie aufgenommen (als Sohn von Degenhard Ducks Bruder Teddy Duck und Enkel Dorettes), lässt ihn jedoch nicht in seinen Geschichten auftreten. Seine Mutter hieß Gretchen Gogel. Wie Donald eine Matrosenmütze trägt, hat Dussel beinahe immer eine Schlafmütze auf dem Kopf. Dussel ist, je nach Geschichte und Zeichner, Hausmeister eines Apartments im Zentrum von Entenhausen, Dagobert Ducks Chauffeur und in einigen amerikanischen Geschichten zusammen mit Donald Duck Zeitungsredakteur. Besonders in italienischen Geschichten wechselt er seine Berufe aber in jeder neuen Geschichte. Die Kenntnisse zu seinen Tätigkeiten bezieht er dabei aus Fernkursen. In Geschichten mit Hubert Bogart ist er dessen Detektiv-Assistent. Dussel ist oft in Rot, in amerikanischen Comics rosa gekleidet.
Etwas weniger unreif ist Dussel in den brasilianischen Comics (in denen er meist gelb gekleidet ist), da er in Brasilien die größte Beliebtheit genießt (es existiert sogar eine Fast-Food-Restaurantkette namens Lanches Peninha). Er ist dort dennoch sehr tollpatschig und geht Donald auf die Nerven, erfährt jedoch in den Comics auch, wie es ist, selbst genervt zu werden. Er hat dort eine Freundin namens Gloria, welche perfekt das Klischee der Hippies repräsentiert, wie Donald und Daisy leben die beiden aber nicht zusammen. Die nähere Ähnlichkeit zu Donald als in den italienischen Comics wird dazu noch durch seinen Neffen Biquinho (in Deutschland als Didi bekannt, siehe Abschnitt unten) verstärkt, dessen Erziehungsberechtigter er ist und von dem seine Nerven ähnlich getestet werden, wie die Donalds von Dussel. Das führt dazu, dass die brasilianischen Comics Dussel als naiv, aber besorgter darstellen, allerdings keineswegs antiautoritär gegenüber seinem Neffen. Seine Versuche, ihn zu erziehen (welche nicht immer mit seiner sonstigen Einstellung, leben und leben lassen, harmonieren), scheitern allerdings stets durch Dussels Schusseligkeit, ebenso seine Versuche, Gloria zufrieden zu stellen. Gleichzeitig allerdings wird er in dieser Fassung als sehr kreativ dargestellt. Dussel stellt also in Brasilien einen klassischen Antihelden, allerdings mit weniger Egoismus, dar.
In DuckTales wurde Dussel in der deutschen Fassung von Christoph Banken vertont.

#### Flederduck
Flederduck (port. Morcego Vermelho) ist das Superhelden-Alter Ego von Dussel. Wobei das „-held“ hier nicht wirklich zutrifft, da er die Gegner meist eher durch einen Zufall seiner Schusseligkeit zu Boden streckt. Insgesamt tritt er, wie Dussel, sehr tollpatschig auf. Die Figur wird hauptsächlich in Brasilien verwendet, wo sie das erste Mal 1973 auftrat.

### Didi Duck
Didi Duck (engl. Dugan, bras. Biquinho) ist der 4- bis 7-jährige Neffe von Dussel Duck, der zum Teil die Eigenschaften seines Onkels geerbt hat (allerdings ist er deutlich rebellischer und hasst nichts mehr als brav sein) und teilweise sogar diesen zur Verzweiflung treibt, ähnlich wie es bei Dussel sonst gegenüber Donald der Fall ist. Dies erklärt auch, warum Dussel in den brasilianischen Comics etwas weniger chaotisch ist; allerdings scheinen Didis Missgeschicke eher bedingt von seinem Alter und seiner Neugier zu sein. Möglicherweise ist er der Sohn der verschollenen älteren Schwester von Dussel, welche scheinbar bereits verstorben ist (andere Quellen nennen Dussels Bruder Wastel als den Vater). Didi tritt in Deutschland sehr selten auf, während er in Brasilien sehr beliebt ist, wo er von Luiz Podavin erfunden wurde. Seinen ersten deutschen Auftritt hatte er 1992 in LTB 176. In den brasilianischen Comics hat er auch einen kleinen Freundeskreis, seine beste Freundin ist Cintia, die vier- bis fünfjährige Tochter einer wohlhabenderen Familie, den Paivas (die es allerdings nicht sonderlich gern hat, dass sich die beiden zum Spielen treffen, allgemein können Cintias Eltern Dussel und Didi nicht leiden). In seinen sporadischen Auftritten in den italienischen Comics hingegen geht er bereits zur Schule, trotzdem ist er auch dort jünger als Tick, Trick und Track. Dort ist sein bester Freund ein Junge mit dem Namen Leo Lieblich.
Er ist im Dschungel aufgewachsen, da das Flugzeug seiner Eltern über Brasilien abgestürzt ist und er dort die ersten vier Jahre seines Lebens verbrachte.

### Daniel Düsentrieb
Daniel Düsentrieb (engl. Gyro Gearloose) tritt meist in Geschichten mit Donald und Dagobert Duck auf. Er ist von Beruf Erfinder und hat „nützliche“ Sachen wie den Brotschmierapparat, das Dunkellicht, das tragbare Loch oder das Telefon mit eingebautem Bügeleisen erfunden, kann aber auch leicht innerhalb einer Woche ein überlichtschnelles Raumschiff konstruieren. Sein berühmtes Motto lautet „Dem Ingeniör ist nichts zu schwör“. Für Dagobert Duck hat er immer die richtige Erfindung parat, und wenn es mal etwas hakt, hilft ihm sein kleiner Roboter Helferlein. Sein Großvater heißt Dankwart Düsentrieb, der 1880 bis 1883 für Dagobert Duck auf dessen Dampfer gearbeitet hat, und sein Vater heißt Dübel Düsentrieb, der einer der ersten Fieselschweiflinge war und von Dagobert 1902 aus dem Fort Entenhausen hinausgeworfen wurde, an dessen Stelle heute der Geldspeicher steht. Daniel Düsentrieb wurde 1952 von Carl Barks erfunden.

### Dieter Düsentrieb
Manchmal, vor allem in Einseitern, wird Daniel von seinem ähnlich aussehenden Neffen Dieter (oder Darius; engl. Newton) begleitet. Er ist, wie sein Onkel, technisch begabt. Dieter ist ebenfalls Mitglied des Fähnlein Fieselschweifs, was ihm im Blut liegt, da sein Großvater einer der ersten Fieselschweiflinge war. Das erste Mal erschien er 1960 unter Vic Lockman.

### Della Duck

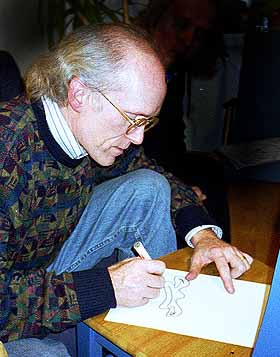
Don Rosa (1999)

Della Duck (auch: Dumbella Duck, Thelma Duck) ist Donalds Schwester (bei Al Taliaferro Donalds Cousine) und die Mutter von Tick, Trick und Track.
In einem Comicstrip von Taliaferro vom 17. Oktober 1937 schickt Della ihre Söhne zu Donald, worüber sie ihn in einem Brief informiert. In diesem bezeichnet sie sich selbst als Cousine Donalds. Im Comicstrip vom 21. November 1937 sendet Della Donald ein Telegramm, in dem sie schreibt, dass sie ihre Söhne gerne zurückhaben möchte, wozu es auch kommt. In einem weiteren Comicstrip von Mai 1938 informiert Della Donald telefonisch darüber, dass sie für eine Weile die Stadt verlassen müsse, und gibt ihre Kinder wieder in seine Obhut.
Im Cartoon Donald’s Nephews, der am 15. April 1938 veröffentlicht wurde, erhält Donald eine Postkarte von seiner Schwester, in der sie ankündigt, dass Tick, Trick und Track ihren Onkel besuchen werden. Della heißt in diesem Cartoon Dumbella.
Della blieb lange ein „ungesehener Charakter“. Zu sehen war sie erstmals im Duck-Stammbaum von Carl Barks, der von Mark Worden illustriert wurde. In diesem wird sie als Thelma Duck bezeichnet. In Don Rosas Duck-Stammbaum (erschienen 1993) wird sie wiederum als Della bezeichnet und gilt als Donalds Schwester.
In der niederländischen Comicgeschichte 80 is prachtig (erschienen 2014) wird Della als einer der ersten weiblichen Piloten bezeichnet. Demnach wurde sie später Astronautin. Vor einer Reise in den Weltraum ließ sie ihre Kinder bei Donald. Anschließend ging sie infolge eines missglückten Raketenstarts im Weltraum verloren. In der niederländischen Comicreihe Donald’s Eerste von 2017 ist eine junge Della zu sehen.
In der Fernsehserie DuckTales ist Della erstmals in animierter Form zu sehen. Man erfährt, dass sie einst zusammen mit Donald und Dagobert zahlreiche Abenteuer bestritt. Da Della den Weltraum erforschen wollte, baute Dagobert heimlich ein Raketenschiff für sie, um sie zu überraschen. Della fand dies vorzeitig heraus, stieg in die Rakete und flog los. Anschließend geriet sie infolge eines kosmischen Sturms im Weltraum verloren. In der DuckTales-Folge „Der Schattenkrieg – Teil 2“ wird bekannt, dass Della den Sturm überlebt hat und auf dem Mond gestrandet ist. Sie hat allerdings bei einem Unfall ihr linkes Bein verloren und trägt jetzt eine Prothese. Nach zehn Jahren auf dem Mond gelingt Della schließlich die Rückkehr auf die Erde. Dort lernt sie nun auch ihre Söhne kennen.

### Wastel Duck
Wastel Duck (engl. Whitewater Duck oder Abner Duck) ist der ältere Bruder von Dussel und Cousin von Donald sowie Franz und Gustav Gans. In den meisten Geschichten ist er Flößer oder Holzfäller. Gemäß Stammbaum von Don Rosa (siehe Duck) sind seine Eltern wie die von Dussel Teddy Duck (engl. Eider Duck) und Gretchen Gogel (engl. Lulubelle Loon). Er scheint auch noch eine Schwester zu haben, die Didis Mutter war (nur zu gerne wird auch Didi von vielen als Sohn Wastels angegeben, eine genaue Bestätigung Disneys gab es allerdings bis heute nicht). Er wurde von Carl Barks erfunden. Dussel und er allerdings waren bis heute nie zusammen in einem offiziellen Comic, deshalb kann ihr Verhältnis zueinander nur vermutet werden. Zudem wird Dussel von Don Rosa ohnehin nicht anerkannt, da er nicht Teil des Kanons Carl Barks war. Dafür sind Wastel und Dussel seit 2019 vermehrt Teil von Bildern des Entenhausen-Fandoms auf Tumblr (vor allem der südamerikanischen Mitglieder) geworden, Anteil daran trägt auch maßgeblich die DuckTales-Serie, in der Dussel auch einen Auftritt hat (Wastel allerdings nicht). Sein Verhalten kann als leicht cholerisch (wie bei Donald) und stark übermütig bezeichnet werden; er lässt sich nichts gefallen, und nachdem er herausgefunden hat, dass Donald sein Vetter ist, möchte er diesen, nachdem er sich selbst den Fuß gebrochen hat, gegen die Konkurrenz als seine Vertretung einsetzen.

### Vorfahren der Familie Duck
In den letzten 70 Jahren wurden der Familie Duck von den unterschiedlichsten Autoren und Zeichnern etliche Vorfahren hinzugefügt. Als „offizieller“ Stammbaum gilt heute der von Don Rosa, der allerdings nur Figuren von Carl Barks wieder aufgreift. Durch verschiedenste Interpretationen kam es zu unzähligen Ungereimtheiten. Z. B. werden Dagobert und Dorette in den meisten Geschichten als Geschwister dargestellt, stammen bei Rosa aber aus komplett unterschiedlichen Familien (Dorettes Familie lebte schon lange in Entenhausen, bevor Dagobert sich überhaupt aus Schottland dorthin aufmachte).

### Rivalen von Dagobert Duck
Als zweitreichster Mann der Welt und damit Hauptrivale von Dagobert Duck tritt zumeist eine der beiden Figuren Mac Moneysac oder Klaas Klever auf. Die beiden erscheinen üblicherweise nicht gleichzeitig – in Geschichten mit dem einen ist der andere meist nicht existent. Die bislang einzigen Geschichten, in der beide auftreten, sind Club der Milliardäre von 1967, Alle gegen einen von 2014, Erzfeinde von 2020 und Mission zum Mars von 2024 (im deutschsprachigen Raum abgedruckt in den jeweils gleichnamigen Lustigen Taschenbüchern 341, 452, 536 und 589). Die Geschichte Alle gegen einen weist Mac Moneysac als den zweitreichsten und Klaas Klever als den drittreichsten Mann der Welt aus. Nach Don Rosa existieren beide, wer der zweitreichste Mann der Welt ist, ändert sich ständig. Gemeinsam ist ihnen, dass sie mit Dagobert Duck um Geschäfte konkurrieren und ihn als reichsten Mann der Welt ablösen wollen, manchmal mit zwischenzeitlichem Erfolg. Dabei greifen sie auch zu schmutzigen Tricks, wobei Mac Moneysac häufig skrupelloser auftritt als Klaas Klever. Oft haben die Konflikte aber symmetrischen Charakter ohne Gut-Böse-Schema.

#### Mac Moneysac
Mac Moneysac (engl. Flintheart Glomgold) gilt als zweitreichste Ente der Welt und ist ebenso geizig wie Dagobert Duck und, abgesehen von seiner oft ausgeprägten kriminellen Energie, sein charakterliches Spiegelbild. Seinen ersten Auftritt hatte er 1956 im Comic "Der zweitreichste Mann der Welt" (engl. The Second-richest Duck) von Carl Barks. Bei Don Rosa tritt Mac Moneysac als Hauptfeind Dagobert Ducks auf. Seinen ersten Fernsehauftritt hatte Mac Moneysac 1987 in der TV-Zeichentrickserie DuckTales, wo er Dagobert Duck und dessen Großneffen Tick, Trick und Track stets aufs Neue erfolglos zu demütigen versucht. In dieser Serie wird er zudem etwas anders dargestellt als sonst üblich: So trägt er hier einen Schottenrock und wohnt nicht in Südafrika, sondern in Entenhausen. Außerdem wird sein Name in DuckTales Mac Moneysack geschrieben.
Den Geschichten von Don Rosa ist zu entnehmen, dass Mac Moneysac 1865 in Südafrika geboren und 1965 im Alter von 100 Jahren gestorben ist. In dem Kapitel bzw. Band Der Schrecken von Transvaal der Reihe Onkel Dagobert – Sein Leben, seine Milliarden bezeichnet sich der junge Mac Moneysac in einem Gespräch mit Dagobert Duck als einer, der vom Tafelberg kommt, wobei es sich hier um den Sammelband handelt. Im Originalband meint Mac Moneysac nach der Rettung vom Wasserbüffelrücken, er komme „aus England“. In Gedanken nennt ihn Dagobert später einen Engländer, obwohl Mac Moneysac ihm nie verraten hatte, dass er einer ist. Vermutlich ist „Engländer“ hier als Schimpfwort des Schotten Dagobert für den Buren Mac Moneysac zu verstehen. Laut Don Rosa ist Moneysac – im Gegensatz zu den Panzerknackern, die eher gutmütige Verbrecher darstellen – skrupellos und sogar mörderisch veranlagt, was für Rosa den Hauptunterschied zwischen ihm und Klaas Klever darstellt. Bei seinem ersten Auftritt im LTB trat er unter dem Namen Guido Gütermann auf, obwohl er im Micky Maus Magazin schon als Mac Moneysac bekannt war.
In Geschichten von Don Rosa sowie Barks lebt Moneysac in Afrika und hat wie Dagobert dort einen Geldspeicher, während er in den Geschichten nahezu aller anderen Zeichner (z. B. Vicar) in Entenhausen lebt. In der Geschichte Das älteste Auto der Welt lebt Moneysac in Schottland.

#### Klaas Klever
In den italienischen Disney-Comics, zum Beispiel bei Romano Scarpa, spielt meist Klaas Klever (früher auch: Claas Clever, engl. John Davison Rockerduck) die Rolle des ewigen Zweitplatzierten. Dieser Platz wird dadurch zementiert, dass er im Gegensatz zu Dagobert einen Hang zum Luxus hat und weitaus freigiebiger im Umgang mit Geld ist. Er schreckt im Konkurrenzkampf mit Dagobert Duck auch vor kriminellen Machenschaften nicht zurück – selbst mit den Panzerknackern geht er in manchen Geschichten eine Allianz ein. Typisch für ihn ist es in den Geschichten italienischer Zeichner, nach einer Niederlage gegen Dagobert Duck am Ende vor Wut seinen Hut zu verspeisen. Am besten mit Salz. Erstmals trat Klaas Klever in Italien 1963 in der Geschichte Zio paperone e il kiwi volante (Onkel Dagobert und der fliegende Kiwi) von Gian Paolo Barosso und Giorgio Bordini auf.
Die Figur an sich wurde aber schon 1961 von Carl Barks für die Geschichte Boat Buster (Das Bootsrennen) als Parodie auf John D. Rockefeller, Jr. erfunden. In der deutschen Fassung trägt er hier den Namen Emil Erpel, der später aber für den legendären Gründer von Entenhausen verwendet wurde. Da im selben Jahr allerdings Rockefellers Enkelsohn Michael verschwand und das Geschehen obendrein entfernt an Barks’ Story erinnerte, verwendete dieser die Figur nie wieder.
Auch Don Rosa nutzte die Figur nur einmal, in der Geschichte Kupfer-König von Montana. Nach Rosa hat Klaas Klever, anders als Dagobert Duck und Mac Moneysac, sein Vermögen nicht selbst erarbeitet, sondern von seinem Vater Kuno geerbt, der es im kalifornischen Goldrausch 1849 zu immensem Reichtum gebracht hatte. Laut Rosa war Kuno Klever ein Mentor Dagoberts, der ihm das Schürfen nach Erzen beibrachte. Eine andere Geschichte erzählt, dass Klevers Vermögen die Hälfte von Dagoberts früherem Vermögen ist. Laut den Geschichten von Don Rosa ist Klaas Klever 1878 geboren und irgendwann in den 1970er Jahren, wahrscheinlich aber 1980, im Alter von 102 Jahren gestorben.

### Panzerknacker
Als Panzerknacker (engl. Beagle Boys Inc.) bezeichnet sich eine Verbrecherorganisation, deren Abteilung für Entenhausen es in vielen Comics auf Dagoberts Geldspeicher abgesehen hat, jedoch bei den meisten Vorhaben erfolglos bleibt oder festgenommen wird. Oft werden die Mitglieder in ihrem Versteck, einem Wohnwagen, als hungernd und karg lebend dargestellt. Kennzeichnend sind immer auf der Brust getragene Sträflingsnummern (176-167, 176-176, 176-617, 176-671, 176-716, 176-761, 176-???, die Nummern variieren je nach Anzahl der Panzerknacker, bestehen aber so gut wie immer aus den Ziffern 1, 6 und 7). Sie werden fast ausschließlich mit schwarzer Maske dargestellt (eines der wenigen Beispiele anderer Art ist die Geschichte Die Zebramuschel in LTB Nr. 1, wo sich zwei Vertreter bei Onkel Dagobert als Geschäftsleute „Panz & Knack“ vorstellen). Weiterhin erklärt Don Rosa, dass die Masken und der Name aus ihrer und Dagoberts Zeit am Mississippi stammen. Die deutsche Übersetzung Panzerknacker geht auf eine Bezeichnung der Wehrmacht zurück.
Das Gehirn der Bande ist, vor allem bei italienischen Zeichnern, ihr Großvater Opa Knack (auch Käpt’n Knack oder 186-802; engl. Grandpa Beagle oder Blackheart Beagle), der in einigen Geschichten mit einem Schild mit dem Text „Begnadigt“ auftaucht. Die Panzerknacker bezeichnen sich meist selbst als „Panzerknacker AG“. Ihre Väter (176-617, 176-167, 176-716) machten in den Geschichten von Rosa und Barks bereits zusammen mit ihrem Vater Käpt’n Knack dem jungen Dagobert das Leben schwer. Die erste Generation bestand damals aus Flusspiraten auf dem Mississippi.
Manchmal sind zusätzlich zu den „üblichen“ Panzerknackern weitere vertreten:
- Iku (engl. Intellectual-Beagle) mit Sträflingsnummer 176-IKU für „IQ“, also Intelligenzquotient.
- Häufig werden die Panzerknacker durch ihren „glückbringenden“ Dackel Achtmalacht, selten auch Achtminusacht (ital. Ottoperotto), unterstützt, der eine Plakette mit der Aufschrift „64“ oder „8x8“ um seinen Hals trägt und immer auf der Suche nach Würstchen ist. In einigen Geschichten ist auch eine Katze mit von der Partie.
- Mehrfach haben die Panzerknacker drei ungehorsame Neffen mit Namen Knackerknaben 1, 2 und 3 (engl. Beagle Brats) oder eine Nichte namens Penny (engl. ebenfalls Penny), die sich meist um Achtmalacht kümmert und eine Steinschleuder bei sich trägt. Im Gegensatz zu den Panzerknackern ist Penny ehrlich. So sabotiert sie in ihrem ersten Auftritt in LTB 360 in der Geschichte Penny räumt auf beispielsweise absichtlich den Einbruch der Panzerknacker in Dagobert Ducks Geldspeicher, erwirkt jedoch bei diesem im Anschluss, dass er die Panzerknacker wieder gehen lässt.
- Dynamitknacker mit der Aufschrift D-167.
- Sturmknacker mit der Aufschrift ST-671.
- Chemie-Knacker mit der Aufschrift C-176.
- unsichtbarer Knacker mit einer Aufschrift, die nur die anderen Panzerknacker sehen können ???.
- Magnus, der keine Aufschrift hat.
- Vetter Nebel mit Sträflingsnummer NEBEL, der mittels seiner Mütze eine Nebelwolke um sich herum erzeugen kann. Meistens ist diese (aufgrund von Ventilatoren oder Wind) nicht von langer Dauer.
- Selten taucht noch ein Kollege mit der Aufschrift VIP auf, was Very Important Panzerknacker bedeutet. Das ist abgeleitet von Very Important Person (sehr wichtige Person), einer Bezeichnung, die z. B. für Prominente verwendet wird.
- In einer Geschichte erscheint außerdem ein Onkel namens Al Knackone, der Dagobert Duck mithilfe einiger Verkleidungen zu übertölpeln versucht.
- In der Fernsehserie DuckTales bekamen die Panzerknacker die individuellen Namen Karlchen, Burger, Schlabber, Knubbel, Beebop, Bullauge, Kuno und Bankjob. Babyface rührt von dem Kriminellen Babyface Nelson her.

176-167 ist in einigen Geschichten als notorischer Liebhaber von Backpflaumen charakterisiert.
Oft hängt in der Zelle der Panzerknacker ein Bild einer älteren Frau mit schwarzer Maske, Oma Panzerknacker (engl. Ma Beagle), die besonders in der Fernsehserie DuckTales anstelle von Opa Knack auftritt.
Die englische Abkürzung „BB“ (= Beagle Boys) wird in der deutschen Übersetzung häufig zu „PB“ oder „PK“ retuschiert, was als Panzerknacker-Bande interpretiert wird.
Die Panzerknacker AG ist, wie in LTB Nr. 58 zu erfahren ist, eine internationale Organisation und hat unter anderem Vertretungen auf dem australischen Kontinent, auf Kreta und sogar in Deutschland, wie aus der Serie „Die Ducks in Deutschland“ im Micky Maus Magazin hervorgeht. Die Befehlsgewalt geht aber in der Regel voll und ganz von den Entenhausener Panzerknackern aus, seltener von 110-110, der dann auch Oberboss der drei unmittelbaren „Kumpels“ um Opa Knack herum ist und diese auch entlassen kann. Sofern sie die Befehlsgewalt haben, werden sie auch „Führungs-“ oder „Befehlsstab“ genannt.
Ab und zu werben die Panzerknacker sogar fremde Verbrecher an und lassen sie Teil der AG werden. Die Panzerknacker treten auch gelegentlich in Verbindung mit Gundel Gaukeley, Kater Karlo, Mac Moneysac, Klaas Klever und dem Schwarzen Phantom auf. Von Klever und Moneysac werden sie in vielen Comics angeworben, da diese die Gier nach Dagoberts Vermögen unterstützen, um so seine Stellung als reichste Ente der Welt zu gefährden.
Laut Don Rosa ist das höchste Ziel der Panzerknacker zwar, Dagobert Duck um sein Vermögen zu bringen, nicht zuletzt aufgrund früherer Differenzen mit Opa Knack (damals Käpt’n Knack) auf dem Mississippi, jedoch sind sie eher gutmütige Verbrecher und könnten niemals jemanden ums Leben bringen, auch wenn sie es oft androhen (siehe LTB 454).

#### Namen der Panzerknacker in anderen Ländern
- Brasilien: Irmãos Metralhas
- Chile: Los Chicos Malos
- Volksrepublik China: 庀兄弟 (Pǐ Xiōngdì)
- Dänemark: Bjørne-banden
- Finnland: Karhukopla
- Frankreich: Les Rapetou
- Griechenland: Μουργόλυκοι, Συμμορία των Λύκων
- Vereinigtes Königreich: The Beagle Boys
- Kolumbien: Los Chicos Malos
- Kroatien: Braća Buldozi
- Spanien: Los Golfos Apandadores
- Vereinigte Staaten: The Beagle Boys
- Ungarn: Kasszafúrók
- Indonesien: Gerombolan Siberat
- Island: Bjarnabófar
- Italien: Banda Bassotti
- Japan: ビーグルボーイズ (Bīguru Bōizu)
- Mexiko: Los Chicos Malos
- Norwegen: B-gjengen, Knall-gutta
- Niederlande: Zware Jongens, Brandkastkrakers
- Polen: Bracia Be, Równe Chłopaki
- Portugal: Irmãos Metralhas
- Tschechien: Rafani
- Russland: Братья Гавс (Bratja Gaws)
- Slowenien: Buldogi
- Schweden: Björnligan, Björnbusarna, Björnluringarna, Grizzlyligan
- Türkei: Karabela Çetesi

### Gundel Gaukeley
Die Hexe Gundel Gaukeley (engl. Magica De Spell) ist eine weitere Feindin von Dagobert Duck. Ihr Ziel ist es, den Glückszehner (manchmal auch -kreuzer oder -taler, jedenfalls Dagoberts erste selbstverdiente Münze) zu ergattern, um ihn im Vesuv, an dem sie lebt, zu einem Amulett einzuschmelzen, das sie zur mächtigsten Hexe der Welt machen würde. In ihrem Debüt „Der Midas-Effekt“ (Carl Barks) braucht sie den Glückszehner, um alles, was sie berührt, in Gold zu verwandeln. Um dieses Ziel zu erreichen, kooperiert sie hin und wieder mit den Panzerknackern.
Gundel wurde von Carl Barks erfunden. Dieser wollte sie nicht wie eine dieser typischen hässlichen Hexen aussehen lassen, sondern geheimnisvoll, mysteriös und ein klein wenig verführerisch.
Er schuf sie u. a. nach dem Vorbild von Morticia Addams aus der „Addams Family“. Ferner legte er sie nicht als typische Hexe an, die von Natur aus mit Zauberkraft versehen ist, sondern als eine Frau, die sich die Zauberei selbst beigebracht hat. Erst durch andere Zeichner wurde aus ihr die gebürtige Hexe.
Nach den Geschichten von Don Rosa wurde Gundel Gaukeley 1908 in Neapel, am Fuße des Vesuvs in Italien, geboren.
Gundel kann sich in andere Personen verwandeln. Ihr ständiger Begleiter ist ein Rabe namens Rurak oder Nimmermehr (siehe unten). Ihre Lieblingsfarbe ist pechschwarz, ihr Lieblingsparfum Moschus und ihr Lieblingsgewächs die Stinkmorchel. Gegen Knoblauch ist sie allergisch, was dadurch erklärt wird, dass Hexen und Vampire verwandt seien.

#### Namen von Gundel Gaukeley in anderen Ländern
- Saudi-Arabien: الساحرة سونيا (as-Sahira Sunya)
- Brasilien: Maga Patalógika
- Esperanto: Mis Tika
- Dänemark: Hexia de Trick
- Spanien: Mágica de Hechizo, Bruja Amelia [Comics]
- Finnland: Milla Magia
- Frankreich: Miss Tick
- Griechenland: Μάτζικα ντε Σπέλ (Mátzika de Spél)
- Indonesien: Mimi Hitam
- Island: Hexía De Trix
- Italien: Amelia
- Japan: マジカ デ スペル (Majika De Superu)
- Kroatien: Magika Vračarić
- Norwegen: Magica fra Tryll
- Niederlande: Zwarte Magica
- Polen: Magika de Czar
- Portugal: Maga Patalógika
- Australien/ Vereinigtes Königreich/ Kanada/ Vereinigte Staaten: Magica De Spell
- Russland: Магика де Гипноз (Magika de Gipnoz [Das »Z« wie im Engl.])
- Serbien: Мага Врачевић (Maga Vračević)
- Slowenien: Čarodejnica Magika
- Schweden: Magica de Hex
- Tschechien: Magika von Čáry

### Nimmermehr
Rurak (engl. Ratface) ist der Rabe von Gundel Gaukeley. In einigen Comics kann er sprechen. Meistens heißt er jedoch Nimmermehr (nach Edgar Allan Poes berühmtem Gedicht Der Rabe („Quoth the raven: Nevermore.“ – „Sprach der Rabe: Nimmermehr.“))
In der Serie DuckTales ist er Gundels verwandelter Bruder, den sie trotz ihrer Hexenkräfte nur mit Hilfe des Glückzehners zurückverwandeln kann. In den Comics hingegen ist er nur ihr tierischer Begleiter.
In einer Geschichte soll er in einen Adler verwandelt werden. Er ist außerdem Gundels helfende Hand im Haushalt und ihre Gedächtnisstütze.

### Hokus und Pokus
Hokus und Pokus (auch Gelsea und Gosta) sind die „Nichten“ von Gundel Gaukeley, die sie gelegentlich besuchen. Sie wurden 2009 von Byron Erickson eingeführt, Carlos Mota ist ihr Standardzeichner. Ihre Namen weichen in den Veröffentlichungen ab, da die deutschen Namen erst 2019 im Inducks eingepflegt wurden.

### Mona Menetekel
Manchmal arbeitet Gundel mit einer erfinderischen Hexe namens Mona Menetekel (ital. Roberta) zusammen. Sie ist quasi das Gegenstück zu Daniel Düsentrieb und versucht, diesem zu schaden. Dabei ist sie das klischeehafte Beispiel einer Alternativen mit Strickpullover und zerzausten Haaren. Mona hatte ihren ersten Auftritt 1976 unter Rodolfo Cimino. Ihre Haarfarbe änderte sich schon mehrmals, wobei sie meist blond auftritt. Sehr zu Gundels Leid bringt sie des Öfteren ihre nervigen Neffen mit zu ihr. Nach Cimino ist sie Fußballfan.

### Gundel Gaukeleys Familie
Auch Gundel hat eine Familie, die aber (ähnlich den Goofs) sehr merkwürdig auftritt.
Karoline (engl. Granny De Spell) ist die Tante Gundels, die allerdings dement ist. So vergisst sie ständig, wo sie sich gerade befindet. Außerdem verwandelt sie sich im Schlaf in das, wovon sie gerade träumt.
Die Zweite im Bunde ist Klein Wanda (ital. Minima De Spell), die Nichte Gundels. Sie ist relativ unerzogen und geht ihrer Tante meist gehörig auf die Nerven. Sie hat die Angewohnheit, immer wieder Nimmermehr zu piesacken.
Zu guter Letzt wäre da noch Roderich (ital. Rosolio), der eigentlich gar nicht zu Familie gehört, aber trotzdem als deren Mitglied angesehen wird. Dazu kommt noch, dass er dauernd Gundel den Hof macht in der Hoffnung, sie könnten heiraten. Doch diese Liebe wird leider nie von Gundel erwidert, sodass er letztendlich wieder allein dasteht. Gundels Hass gegen ihn ist nicht unbegründet: Er wird als dümmlicher, breitgebauter Trottel dargestellt.

### Madame Mim
Madame Mim (engl. Mad Madam Mim) ist eine wohlbeleibte Zauberin oder Hexe und Freundin von Gundel Gaukeley und verhält sich auch den Panzerknackern gegenüber sehr umgänglich. Mim taucht in Duck- wie auch in Maus-Geschichten sporadisch auf, um Unrecht zu säen.
In eigenständigen Geschichten ist sie gutmütig und eine überzeugte Naturschützerin. Gelegentlich wird sie von den Panzerknackern für ihre Zwecke missbraucht, durchschaut aber die Taten und zahlt es ihnen am Ende dann doch heim.
Die Figur stammt ursprünglich aus dem Disneyfilm Die Hexe und der Zauberer.

### Hugo Habicht
Hugo Holo Habicht (engl. Emil Eagle) ist der persönliche Erzfeind von Daniel Düsentrieb. Seine eigenen Erfindungen sind zu schlecht, deshalb bestiehlt er Düsentrieb immer mit Hilfe einer Zeitmaschine. In mehreren Geschichten erfährt man, dass er zwar einen äußerst wohlhabenden Lebensstil mit Chauffeur und Limousine pflegt, aber noch immer unter der Fuchtel seiner Mutter steht. Das Aussehen Habichts hat sich in verschiedenen Ländern unterschiedlich entwickelt. So ist er in seinem Ursprungsland, den USA, ein dunkelgefiederter Tunichtgut, während er in Italien einen weißgefiederten kriminellen Wissenschaftler darstellt.

### Destruktor, Genie der Zerstörung
Destruktor (engl. Mad Ducktor) ist praktisch Daniel Düsentriebs dunkle Seite, die sich durch die Beta-Version einer Maschine abgespalten hat. Er will Onkel Dagoberts gesamtes Geld vernichten als Rache dafür, dass dieser Düsentrieb in diesen Geschichten arg geschunden hatte. Durch eine Erfindung gelang es Daniel Düsentrieb ihm seinen Körper zu nehmen, was allerdings in einer späteren Geschichte versehentlich rückgängig gemacht wurde. Sein Lieblingsessen sind Muffins.

### Zacharias Zorngiebel
Zacharias Zorngiebel (engl. Neighbour Jones) ist der Nachbar Donald Ducks. Er gehört zu den größten Feinden Donalds, weil er oft mit ihm in Nachbarschaftsstreitigkeiten verwickelt und uneins ist. Die Ursachen für einen Streit sind meist lächerlich, so z. B., dass ein Blatt vom Baum des anderen auf das eigene Grundstück gefallen ist. Die Konflikte arten nicht selten aus, sodass am Ende die Häuser Donalds und des Nachbarn schwer beschädigt oder gar vollkommen zerstört sein können. Der Realität widersprechend stehen die Häuser im nächsten Comic wieder dort, als wäre nichts gewesen.
Zacharias Zorngiebel wurde gelegentlich auch Schorsch Schurigl (dieser Name wurde auch von Übersetzer Michael Bregel in einem Donald-Duck-Comic, das im Micky Maus Magazin erschien, für den Anführer einer Gaunerbande genutzt), Zanker, Nickel, Knoll, Knackfuß oder Eisenbeiß genannt. In ein paar alten Comics wird sein Name auch „Zorngibel“ geschrieben.
In LTB Nr. 101 taucht er außerdem mit dem Namen Käpt’n Kirk (klassische Analogie zu James T. Kirk in Raumschiff Enterprise) auf. Dort ist er in zwei Geschichten ein rachsüchtiger Seemann, der allerdings unter der Knute seiner Mutter steht.

### Zanker
Zanker (ital. Anacleto Mitraglia) sieht Zacharias Zorngiebel in vielerlei Hinsicht ähnlich, ist jedoch schlanker und ein wenig geschickter. Er erfindet nicht selten ausgereifte Pläne, um seinen Nachbarn Donald zu necken.
Ein Markenzeichen seinerseits ist ein Schnauzbart sowie die Tatsache, dass er immer eine Melone trägt. Er wurde 1965 von Rodolfo Cimino das erste Mal verwendet, bekam seine heutige Form aber erst durch Giulio Chierchini.

### Rupert Schurigel
Rupert Schurigel (ital. Anacardo Mitraglia) ist der Neffe von Zanker, dem mürrischen Nachbarn von Donald. Er hat keine große Ähnlichkeit mit seinem Onkel, sodass er nach ersten Schwierigkeiten bald eine Freundschaft mit Tick, Trick und Track schließt. Bei seinem ersten Auftritt sieht man ihn als Gegner der Drillinge bei einem Seifenkistenrennen. Erfunden wurde er von Andrea Freccero, den man unter anderem für seine Cover des LTBs kennt.

### Baptist
Baptist (voller Name: Baptist Bernhard Brinksdink; ital. Battista) ist der mehrheitlich in den Comics vorkommende Butler Dagobert Ducks. Seine Hauptaufgaben bestehen darin, Dagoberts Neffen Donald Duck in den Geldspeicher zu rufen, Tee zu kochen und das Riechsalz zu holen, wenn sein Herr mal wieder – meist infolge vermögensdezimierender Katastrophen – in Ohnmacht gefallen ist. Gelegentlich kommt er auch als helfende Hand auf abenteuerliche Reisen mit, weil Dagobert Duck ihn dazu zwingt, wie dieser es auch mit Donald Duck tut. Im Englischen ist er unter dem Namen Albert bekannt.
In einigen Comics gibt es keinen Baptist. Stattdessen wird Dagobert Duck von Fräulein Rührig bedient. Oft ist es aber auch so, dass Baptist und Fräulein Rührig in den Geschichten vorkommen. Dort ist Fräulein Rührig eher die Sekretärin und gibt Telegramme auf. In vielen englischen Comics ist Dagoberts Diener ein Mann namens Johann, der in der Interpretation von Don Rosa ein Cousin von Baptist ist. In einer Geschichte bekommt Baptist im Geldspeicher von einem Bruder namens Victor Besuch.
Baptist hat eine hohe moralische Wertvorstellung und ist mit dieser Eigenschaft manchmal Dagobert Ducks Gewissen, wenn dieser sich über gewisse Grenzen hinwegsetzt. Dazu möchte er dauernd die Urlaubszusicherung einlösen, die ihm Dagobert laut einzelner Geschichten vor langer Zeit machte, was ihm meist mit schöner Regelmäßigkeit verweigert wird. Zudem erfährt man über ihn, dass er gerne Kreuzworträtsel löst und allergisch gegen Äpfel ist.
In LTB 374 wird angedeutet, dass Baptist verheiratet sein könnte, jedoch nicht näher darauf eingegangen.

### Johann
Der treue Diener und Haushälter von Dagobert Duck heißt in der Zeichentrickserie DuckTales Johann (engl. Duckworth). Er erledigt kommentarlos alle noch so absurden Aufgaben, die ihm aufgetragen werden. Johann ist nach Don Rosa ein naher Cousin von Dagoberts anderem Diener Baptist.
In DuckTales (2017) ist Johann bereits tot und kehrt als Geist in die Villa Duck zurück.
Dort wird erwähnt, dass er ein Meister darin war, Geburtstagspartys für Dagobert Duck zu organisieren.

### Fräulein Rührig
Fräulein Rita Rührig (engl. Miss Quackfaster) ist die Sekretärin von Dagobert Duck.
Nach den Geschichten von Don Rosa stellten Dagoberts Schwestern, während er auf einer Reise war, Rita Rührig als Sekretärin ein, womit sich Dagobert nur schwer zufriedengeben konnte. Bezieht man sich auf Don Rosas Biografie zu Dagobert Duck, dürfte Rita Rührig ihren Job bis in die 1960er Jahre ausgeübt haben. Trotzdem findet ihre Figur auch in aktuellen Ausgaben immer wieder Verwendung. Oft ist Fräulein Rührig Dagobert Ducks Chefsekretärin und, in den Comics ohne Baptist, auch Butler für Dagobert Duck. Aus LTB 371 geht hervor, dass Fräulein Rührig kurzzeitig eine Beziehung mit einem Panzerknacker führte (nämlich in LTB 20).
In den italienischen Comics ist sie meist schlank und hat blonde Haare, während sie in den amerikanischen Comics klein ist und graue Haare hat. Sie wurde von Carl Barks erfunden.

### Frieda und Nicky
Frieda (engl. Mrs. Beakley) wurde in DuckTales von Dagobert Duck als Kindermädchen für Tick, Trick und Track eingestellt. Sie brachte ihre Enkeltochter Nicky (engl. Webbigail „Webby“ Vanderquack) mit in den Haushalt der Ducks, für die Dagobert Duck familiäre Gefühle entwickelte. Frieda besitzt einen leicht gestressten, aber mütterlichen Charakter. Ihre Kochkünste werden von Tick, Trick und Track zwar hoch geschätzt, doch Dagobert reagiert auf ihr Essen stets mit Ablehnung (Sie sagen doch immer, so wie ich aussehe, müsste mir mein Essen schmecken).
In DuckTales (2017) wird sie muskulöser dargestellt. Hier sieht man sie eher als Sicherheitsbeauftragte Dagoberts. Nicky war in DuckTales ein normales kleines Mädchen, das gerne mit Puppen spielt und Teepartys feiert, allerdings sich gelegentlich auch bei den Fieselschweiflingen versucht, während sie in DuckTales (2017) als abenteuerlustiges und aufgedrehtes Mädchen dargestellt wird, das sehr intelligent ist.

### Anwantzer
Adelar Anwantzer (ital. Lusky) ist der Sekretär von Klaas Klever. Er muss alle möglichen und unmöglichen Aufgaben erledigen und ist so quasi das Pendant zu Baptist. Allerdings geht er für seinen Chef auch gerne mal über die Grenze der Legalität hinaus. Oft wird er auch als Trottel dargestellt.
Einmal allerdings, als sein Chef gekidnappt wird, weigert er sich, Lösegeld auszuzahlen, um dessen Geschäfte zu übernehmen.
Anwantzer ist in frühen Geschichten auch als Müller, Beutenmüller, Strebke oder Schmidt bekannt. Selten wird er auch Alfons oder Jippo genannt.

### Helferlein

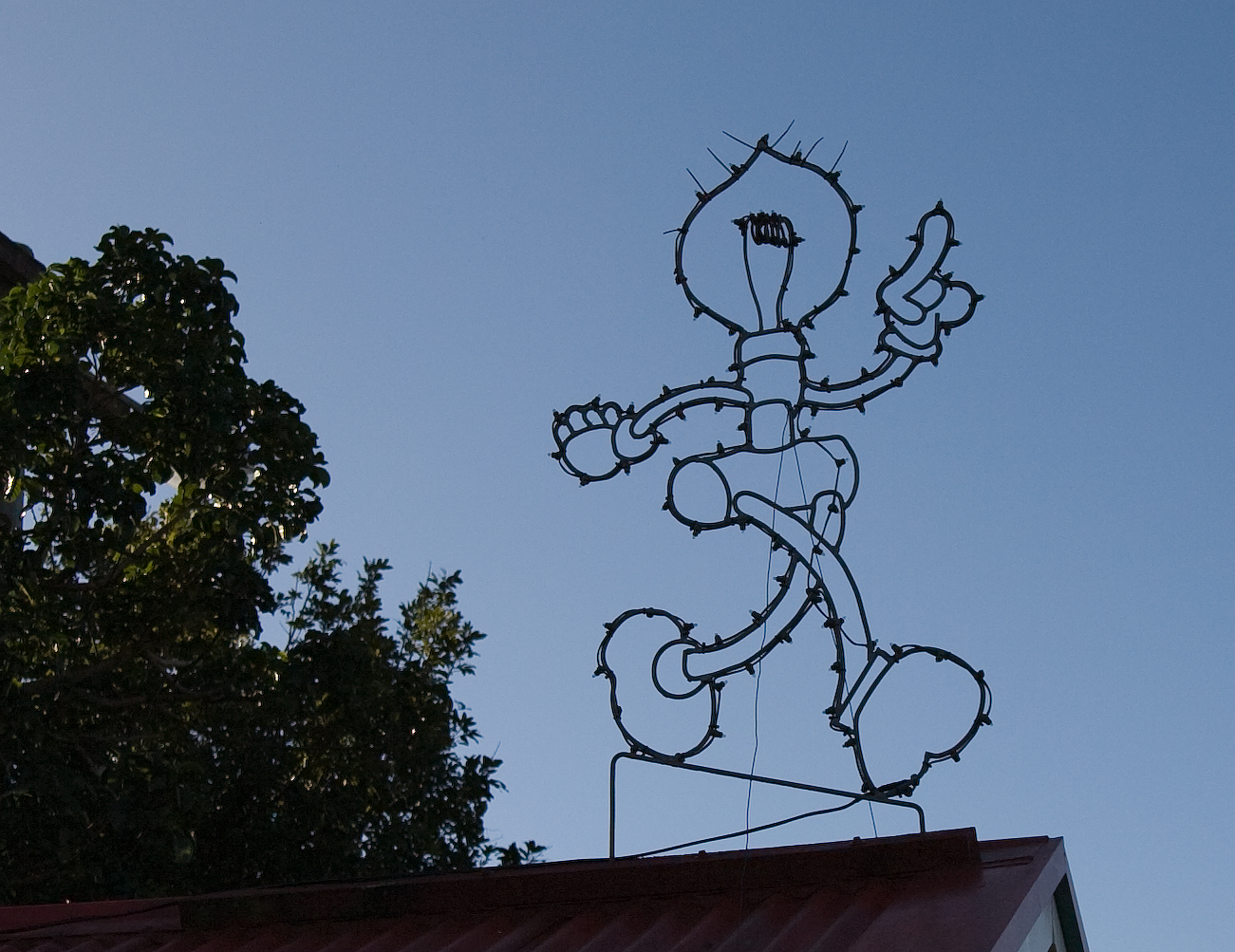
Das Helferlein von Daniel Düsentrieb

Helferlein (engl. Little Helper) wurde im September 1956 zum ersten Mal gezeichnet und ist der kleine Roboter-Gehilfe von Daniel Düsentrieb, dem Erfinder. Es besteht aus einer Glühlampe und ein paar Drähten und wurde in dem Don-Rosa-Comic Gyro’s first invention (Der erste Erfolg, erschienen 2002) von Donald Duck als defekte Lampe zur Reparatur gebracht. Diese bekam etwas von Daniel Düsentriebs Intelligenzstrahler ab und entwickelte dann ein ungeahntes Eigenleben.
Helferlein ist neben der Denkkappe eine entscheidende Motivationsquelle für die Erfindungen von Daniel Düsentrieb und rettet ihn und andere durch besonnene Reaktionen oftmals aus misslichen Lagen. Helferlein ist eine künstliche Intelligenz; in der deutschen Version steht in den Sprechblasen meist „Bzzz“, was von Daniel meist als Sprache verstanden werden kann, zudem schreibt Helferlein eine eigene, von Daniel verstandene Schrift. Helferlein ist Daniel ans Herz gewachsen, und man sieht Daniel fast nie ohne ihn. Gelegentlich brennt Helferleins Glühlampe durch oder wird beschädigt, dann ersetzt Daniel sie; Helferlein ist aber auch imstande, dies selbst zu tun. Helferlein wurde von Carl Barks erfunden.

### Gitta Gans
Gitta Gans (ital. Brigitta McBridge) ist die Verehrerin Dagobert Ducks. Sie verehrt ihn als Person, nicht wegen seines Geldes. Doch dieser will keine Beziehung mit ihr eingehen. Sie sei wegen ihres Lebensstils zu teuer, behauptet er. In Wirklichkeit wird Dagobert Duck als typischer Einzelgänger niemals eine feste Bindung eingehen. Allerdings wird in neueren Ausgaben des LTB immer wieder darauf eingegangen, dass Dagobert eventuell ihr gegenüber auch versteckte Gefühle besitzt.
Gitta Gans rennt häufig Dagobert hinterher. Sie tritt häufig mit Kuno Knäul als Geschäftspartner auf. Privat läuft zwischen diesen beiden aber nichts. Sie hat vermutlich keinen festen Job und jobbt in verschiedenen Berufen, unter anderem betreibt sie eine Agentur für Liebesangelegenheiten oder stellt Stoffe her (letzteres sieht man in LTB Nr. 1 in der Geschichte Der Kolumbusfalter). Trotz des gleichen Nachnamens ist Gitta nicht mit Gustav oder Franz Gans verwandt.
Erfunden wurde Gitta Gans von Romano Scarpa. Das erste Mal im Lustigen Taschenbuch wurde sie von ihm gezeichnet in LTB Nr. 1 in der Geschichte Der Kolumbusfalter.

### Kuno Knäul
Kuno Knäul (ital. Filo Sganga) ist ein erfolgloser Geschäftsmann. Wenn er einmal Erfolg hat, ist dies meist von sehr kurzer Dauer. Er zeichnet sich durch seinen nimmermüden Erfindungsgeist aus. Wenn er wieder einmal eine gute Geschäftsidee entwickelt hat, gelangt er mit dieser und der Bitte um finanzielle Unterstützung an Dagobert Duck, der von seinen Erfindungen aber nicht viel hält. In solchen Fällen erhält Kuno Knäul Hilfe von Gitta Gans, die sein Genie erkennt und eine Chance wittert, durch geschäftliche Erfolge Dagobert Duck auf sich aufmerksam zu machen. Diese Geschäfte sind aber immer zum Scheitern verurteilt. Nach anfänglichen Erfolgen wird die Pleite durch unglückliche Umstände oder durch das Eingreifen Dagobert Ducks eingeleitet.
Sein Motto lautet in jedem Beruf „Geschäft ist Geschäft“. Die Romano-Scarpa-Schöpfung trat das erste Mal im LTB 6 mit dem Namen Jakob Quackmann auf.

### Sergei Schlamassi
Sergei Schlamassi (ital. Bum Bum Ghigno) ist einer der faulsten Bewohner Entenhausens.
Er hat einen kleinen Schnabel und große, buschige Augenbrauen. Seine Beschäftigungen am Tag bestehen aus Schlafen. Falls er mal wach ist, dann stellt er meist ein solches Chaos an, dass er damit manchmal sogar Donald Duck übertrifft.
Seine Freunde sind Donald Duck und Daniel Düsentrieb, gegen die er oft Quizspiele spielt, bei denen er, trotz Schummelns, meist verliert. Er hat einen großen Bruder, der beim Entenhausener Geheimdienst arbeitet. Ein weiteres Familienmitglied ist seine Cousine Lara Schlamassi (ital. Mary-Jane Ghigno).
Er wurde von Corrado Mastantuono erfunden.

### Habakuk
Habakuk (engl. Hard Haid Moe) ist ein menschenhassender Hinterwäldler aus Hinterwildenwaldwinkel, einem Ort, der nur von 2 Personen bewohnt wird und weiter weg von Entenhausen liegt. Falls sich jemand seinem Haus nähern sollte, vertreibt Habakuk diesen mithilfe einer Schrotflinte.
Auf seinem Bauernhof lebt u. a. sein fauler Jagdhund Tiger (engl. Houn' Dawg). In den meisten seiner Auftritte wird er von Donald und Dussel besucht, die er nicht ausstehen kann.
Habakuk ist einer der wenigen Menschen in Entenhausen und kann nur Kinder leiden, während er Erwachsene hasst.
Einmal wurde Habakuk fast Bürgermeister von Hinterwildenwaldwinkel, verlor dann jedoch gegen seine Kuh, da er zu jähzornig ist. Laut Dussel ist Habakuk sehr „einfach gestrickt“ und man sollte besser keine schweren Wörter in seiner Nähe erwähnen.
Habakuk wurde 1964 von Dick Kinney und Al Hubbard erfunden.

### Truz
Habakuks einziger Nachbar ist Truz (ital. ebenfalls Truz), mit dem er sich ständig streitet. Truz ist wie Habakuk nicht gerade der Hellste, aber dafür erheblich jünger, was ihm wegen seines Übergewichtes aber nicht hilfreich ist, wenn er wieder vor Habakuks Flinte wegrennen muss.

### Moby Duck
Moby Duck (engl. ebenfalls Moby Duck) ist ein Seemann, der erfolglos Wale für Dagobert Duck fängt.
Moby Duck war anfangs für das Fernsehen ausgelegt und trat das erste Mal 1968 in The Wonderful World of Disney auf.
Sein Comicdebüt hatte er schon eineinhalb Jahre davor unter Tony Strobl und Vic Lockman.
Sein Name ist eine Anspielung auf Moby Dick.
In Deutschland wurden von Egmont Ehapa Media zwischen 1972 und 1983 etliche Comics mit Moby in der Hauptrolle erstellt.
Heute ist Moby Duck fast vollkommen aus den Comics wegen des Walfanges verschwunden.
Ein kurzer Wiederbelebungsversuch waren die Geschichten aus Entenhafen.

### Doofy Duck und Tümmi
Mobys Freunde sind der Tümmler Tümmi (engl. Porpy) und der Maat Doofy Duck (engl. Dim-Witty Duck). Letzterer ist nicht der Hellste und stellt somit die Enten-Version von Goofy dar. In älteren Geschichten trat Doofy oft mit Donald als Detektiv auf.

### Bürgermeister
In der Rolle des Bürgermeisters sieht man während der Zeit viele Personen, die meistens als Schweine dargestellt werden. Der berühmteste ist wohl Bürgermeister Balduin Bleibtreu, der sich fest etabliert hat. Hinter dem Bauchumfang und Schweinegesicht kann man eine versteckte Kritik an Politikern erkennen, vor allem, da bei Barks Schweine meist die Bösen sind.
In einer Geschichte stellt sich heraus, dass sich Balduin Bleibtreu und Donald Duck aus ihrer Schulzeit kennen, wobei dies einer weiteren Geschichte widerspricht, in welcher Donald mit Bleibtreus Neffe noch aus Schulzeiten befreundet ist, und der Bürgermeister somit deutlich älter als Donald sein müsste.
Der Bürgermeister sorgt sich meist um die Wiederwahl und tut alles dafür, weiterhin in dieser Situation zu sein. In LTB 377 heißt der Bürgermeister Emil Eber.

### Peter Pig
Peter Pig (engl. ebenfalls Peter Pig) ist Donalds erster Kumpel und erscheint bereits bei Donalds Debüt, Die kluge kleine Henne. Einen zweiten und letzten Auftritt hat er als Trompeter in dem Film The Band Concert (dt. Mickys Platzkonzert), der am 23. Februar 1935 in die Kinos kam. Einen Cameo-Auftritt gibt es noch in der Nummer „Smile, Darn Ya, Smile!/That’s All Folks“ in Falsches Spiel mit Roger Rabbit aus dem Jahr 1988.
In Comics von Federico Pedrocchi fungiert Peter als Donalds Begleiter, bevor Tick, Trick & Track eingeführt wurden.
Peter trifft sich mit Donald im Idle Hour Clube, aus dem später im Deutschen der „Club der Müßiggänger“ wird.
In neueren Geschichten ist Peter Pig der Neffe des Entenhausener Bürgermeisters Bleibtreu, so zum Beispiel in Club der Müßiggänger in LTB 412 oder in Ausgeschlafene Retter in LTB 423.

### Quack
Quack der Bruchpilot (engl. Launchpad McQuack) ist der private Pilot von Dagobert Duck. Für Herrn Duck fliegt er alles, was Flügel hat. Dabei kommt es fast immer zu Abstürzen oder Notlandungen (Zitat im Originalton: „If it has wings, I can crash it!“). Die Figur ist in DuckTales sowie in Darkwing Duck zu sehen. Sein deutscher Name ist eine Anspielung auf Quax, den Bruchpiloten aus der gleichnamigen Filmkomödie mit Heinz Rühmann von 1941.

### Doofy
Doofy (auch Doofus; engl. Doofus Drake) ist ein Freund von Tick, Trick und Track in DuckTales. Er wohnt neben der Villa Duck und ist Fieselschweifling. Der etwas breitere Erpel verehrt außerdem Quack den Bruchpiloten. Er liebt Essen und hat fast immer Hunger. Er tritt fast nur in der ersten Staffel von DuckTales auf. In Comics wird er meist mit seinem englischen Namen Doofus gerufen.

### Panchito Pistoles
Panchito Romero Miguel Junipero Francisco Quintero Gonzalez, genannt Panchito Pistoles (engl. ebenfalls Panchito Pistoles) ist Donalds und Josés Freund und lebt in Chihuahua. Er ist typischer Mexikaner mit Sombrero, rotem Anzug und Pistolen. Panchito ist Teil der Drei Caballeros und besitzt ein Pferd namens Señor Martinez. Sein erster Auftritt war der 7. abendfüllende Disney-Film Drei Caballeros von 1944.

### José Carioca
José Carioca (brasil. Zé Carioca) ist ein brasilianischer Freund von Donald Duck. Der Papagei wohnt in der Vila Xurupita in Rio de Janeiro. Sein erster Auftritt war 1942 in Saludos Amigos. Er ist sehr charmant und bei Frauen beliebt. In Brasilien bekam er noch weitere Weggefährten, darunter seine Neffen Zico und Zeca und seinen Gegner Josef Hahn (brasil. Galo).

### Oona
Oona (engl. Princess Oona) ist eine aus der Steinzeit stammende Prinzessin. Sie wurde mit der Zeitmaschine von Daniel Düsentrieb in die Gegenwart geholt. Hier hat sie sich mit Donald Duck angefreundet und will gar nicht mehr zurück. Sie hat ein ausgezeichnetes Näschen und hat ständig Hunger. Sie bringt Donald oft mit ihrer kindlichen Art zur Weißglut.

### Striezel Streunecke

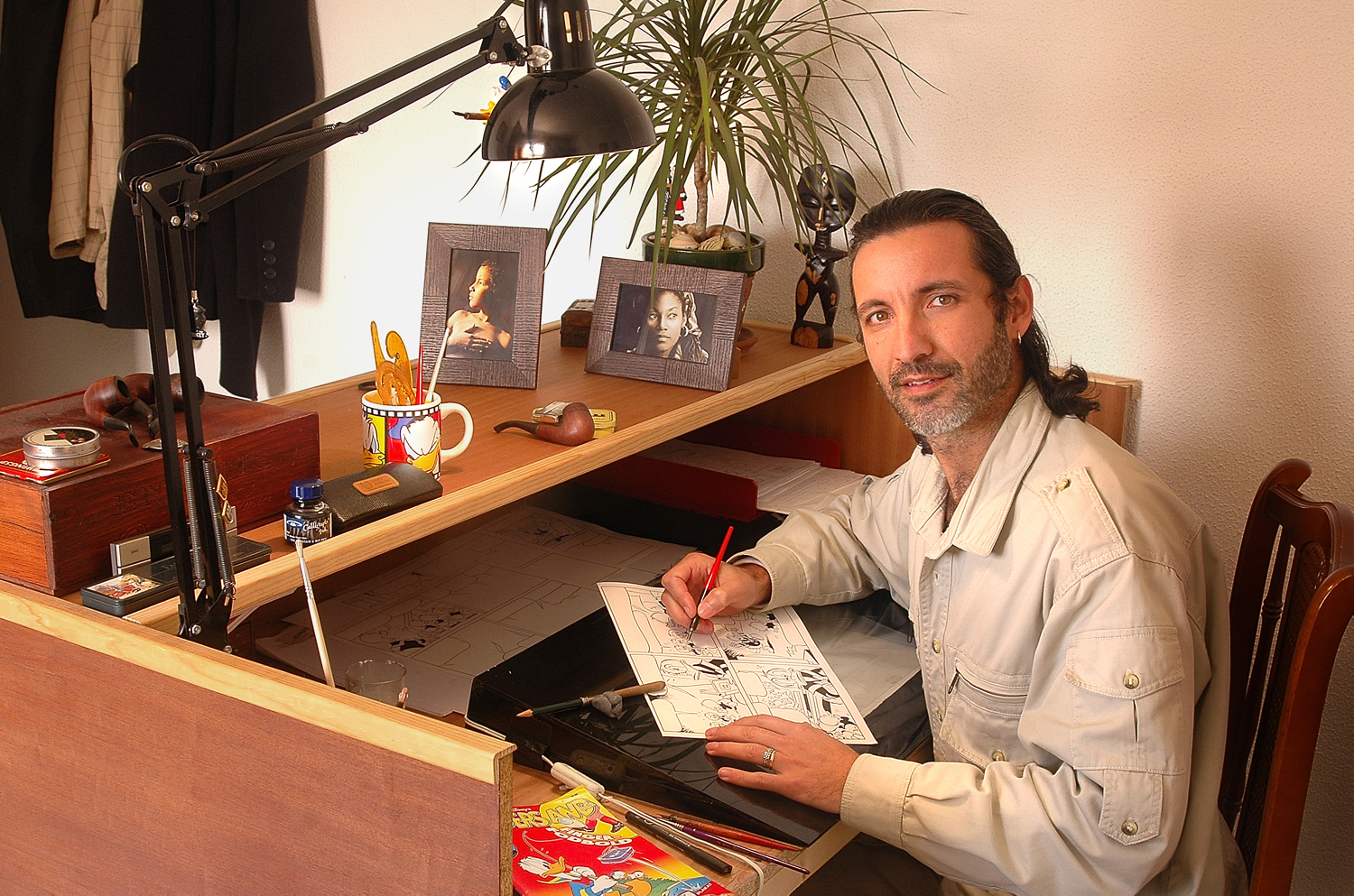
Wanda Gattino (2006)

Striezel Streunecke (engl. Sonny Seagull) ist ein Freund von Tick, Trick und Track. Er hat keine Verwandten und lebt in einer alten Lok in der Nähe des Entenhausener Güterbahnhofs. Donald kann Striezel nicht ausstehen, da er „kein guter Umgang für die behütenden Knaben“ sei, obwohl Striezel Donald schon das Leben gerettet hat. Hauptzeichner von Striezel war Daniel Branca, nach dessen Tod vor allem Wanda Gattino.

### Streckenwärter Spitzkriegler
Striezels größter Feind ist Streckenwärter Spitzkriegler (engl. Mr. Phelps), der immer versucht, Striezel einzufangen, da seiner Ansicht nach niemand einfach in einem Waggon hausen darf. Spitzkriegler hat ein rattenartiges Gesicht, was seine Aufgabe als Schurke verstärkt.

### Bubba
Bubba (engl. ebenfalls  Bubba) ist eine aus der Steinzeit stammende Ente aus DuckTales, die einen Triceratops namens Treter (engl. Tootsie) besitzt. Er ist mit Tick, Trick und Track befreundet. Er wurde zum Anfang der zweiten Staffel von DuckTales eingeführt. Dort reisen Dagobert, Quack und die Drillinge in die Vergangenheit. Doch als sie wieder zurückkehren, schleicht sich Bubba mit Treter an Bord der Zeitmaschine und reist mit nach Entenhausen.
Obwohl Dagobert ihn nicht leiden kann, darf er letztendlich im Garten der Villa Duck leben. Er nennt Dagobert Dagolart. Da sich wegen Bubba eine Jump-the-shark-Situation aufstellte, verschwand er allmählich aus der Sendung. In der 2017-Version wurde angekündigt, dass Bubba noch in der zweiten Staffel auftreten wird.

### Emil Erpel

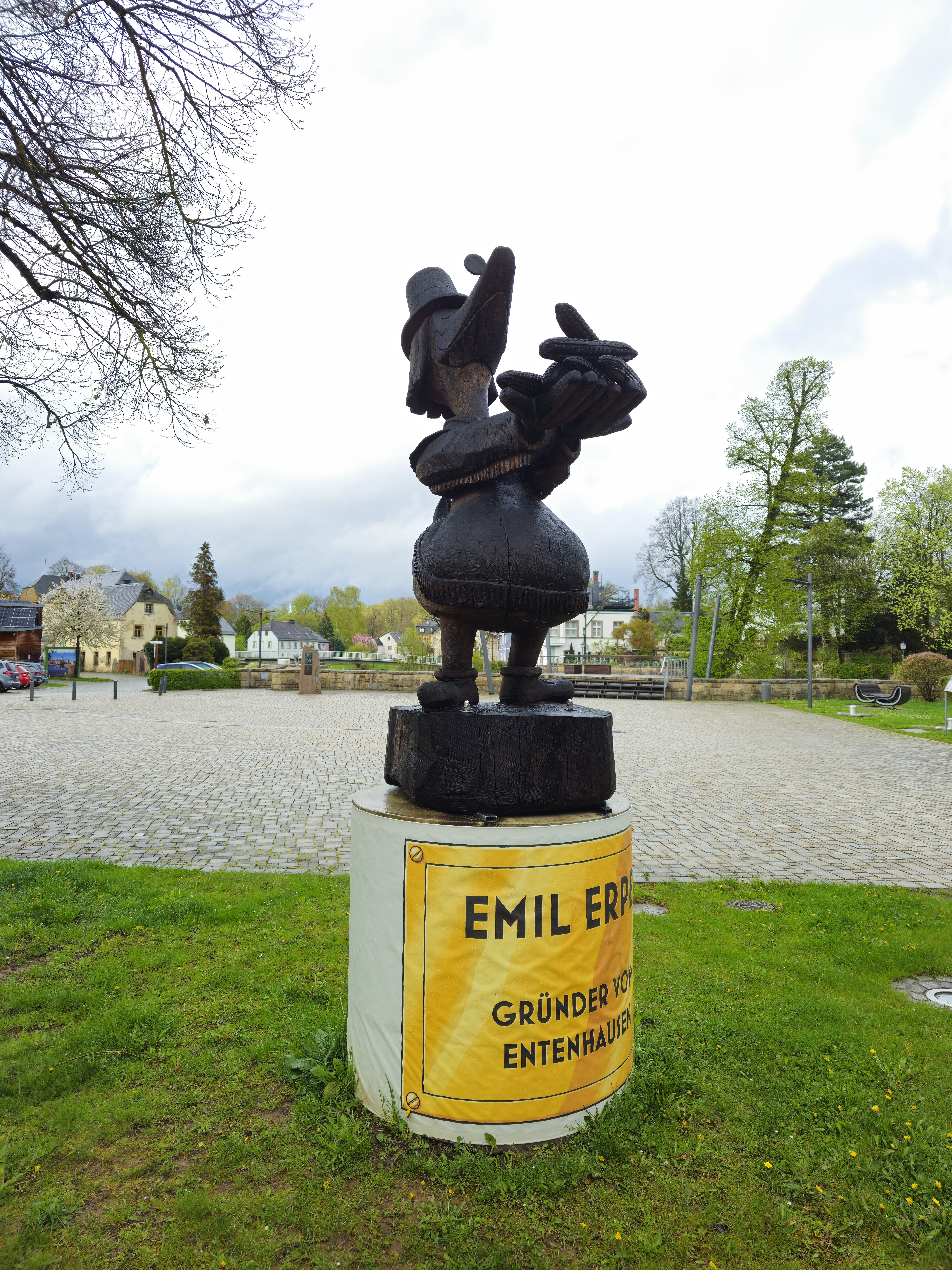
Emil Erpel aus Holz in Schwarzenbach an der Saale

Emil Erpel (engl. Cornelius Coot) gilt als der Gründer von Entenhausen. Die Figur ist eine Erfindung von Carl Barks und trat erstmals 1952 in Erscheinung. Emil Erpel wird in den Lustigen Taschenbüchern als Pionier dargestellt, der eine Vorliebe für Mais hat, auf welchen auch sein Spitzname Kukuruz (Bairisch-Österreichisch für Mais), mit dem er in LTB 437 in der Geschichte „Folge den Platanen“ bezeichnet wird, hervorgeht. In eben dieser Geschichte wollte er mit einer Gruppe von anderen Pionieren zu einer Expedition aufbrechen (aus der später die Gründung von Entenhausen hervorging), diese hatte er allerdings verschlafen und ging deshalb auf eigene Faust los, um sie einzuholen. Auf seinem Weg schlief er auf Platanen. Er tritt in mehreren Donald Duck-Geschichten auf. Seine Statue steht im Entenhausener Stadtpark und wurde mehrere Male durch Finanzkrisen fast abgerissen. Nach Don Rosa ist er der Großvater von Oma Duck. Die ersten Hütten, die er errichtete, lagen auf dem Glatzenkogel, der Hügel, auf dem Dagobert Duck später seinen Geldspeicher errichtete.

### A-Hörnchen und B-Hörnchen
A-Hörnchen und B-Hörnchen, auch Ahörnchen und Behörnchen oder Chip und Chap (engl. Chip ’n’ Dale), sind zwei Streifenhörnchen (engl. chipmunks) bzw. Backenhörnchen, deren größte Leidenschaft Nüsslein sind. Bedroht ist ihr idyllisches Dasein immer mal wieder durch Holzfäller, die es ausgerechnet auf den Baum abgesehen haben, der ihnen als Wohnstatt dient. Die Figuren tauchen erstmals 1943 auf. In den Trickfilmen ist es in erster Linie Donald, der unter ihren Späßen leidet. In der TV-Serie Chip und Chap – Ritter des Rechts wurden die beiden zu Hauptpersonen und traten als Detektive auf. Im deutschsprachigen Raum werden sie kaum noch verwendet, während sie sich in Skandinavien weiterhin größter Beliebtheit erfreuen.

### Henriette Huhn
Henriette Huhn (früher Klara Kluck; engl. Clara Cluck) ist eine Henne und Freundin von Daisy und Minnie Maus. Ihr erster Auftritt war 1934 in Orphan’s Benefit. Sie trägt einen sehr großen, blauen Hut mit rosa Feder.
Henriette hat in den Comics eine vielgestaltige Identität. Sie ist zum einen im Damenkränzchen in Entenhausen, tritt mit Daisy Duck, Minnie Maus und Klarabella Kuh auf und ist Bekannte von Oma Duck und besitzt selbst einen Bauernhof.

### Hubert Bogart

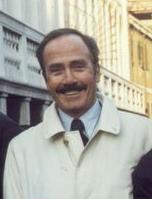
Massimo De Vita 1990

Hubert Bogart (ital.  Umperio Bogarto) hält sich für den größten Privatdetektiv von Entenhausen, ist in Wahrheit aber vollkommen unbegabt. Im deutschsprachigen Raum hatte er seinen ersten Auftritt am 11. Juli 1982 in einer Geschichte von Massimo de Vita.
Er wird meist von Dagobert Duck beauftragt, rätselhafte Fälle zu lösen.
Außerdem hilft er Quacky, sein Raumschiff zu finden. Hubert Bogart trägt immer einen gelben Regenmantel und einen braunen Schlapphut. Sein Assistent ist Dussel Duck, ein Vetter von Donald. Sein deutscher Name ist eine Anspielung auf Humphrey Bogart sowie dessen Auftreten als Privatdetektiv in diversen Hollywoodfilmen.

### Quacky
Quacky (ital. OK Quack) ist ein Außerirdischer in Entengestalt mit außergewöhnlichen Fähigkeiten. Er stammt vom Planeten Ducky und reist mit einem Raumschiff. Seinen ersten Auftritt hatte Quacky 1981 in der Geschichte „Quacky, der Weltenbummler“. Quacky ist sehr gutmütig und kann nicht lügen. Er spricht die Sprache von Schlössern und kann daher jedes Schloss knacken. Außerdem kann er durch Gedankenkraft Dinge schweben lassen. In einer Geschichte verliert er diese Kraft, als Daisy ihm einen Stein an den Kopf wirft. Quacky ist immer auf der Suche nach seinem verloren gegangenen Raumschiff, das die Größe einer Zehnkreuzermünze besitzt. Bei der Suche nach dem Raumschiff helfen ihm Hubert Bogart und Dagobert Duck, der Quacky in seinem Geldspeicher nach dem Raumschiff suchen lässt.
In LTB 225 hat er einen Bruder namens Quarky, der Dieb ist und sich mit den Panzerknackern verbündet.

### Dolly Duck
Dolly Duck (ital. Paperetta Yè Yè) ist die Enkelin von Dagoberts Jugendliebe am Klondike, Nelly.
In LTB 517 erfährt man, dass sie bei ihrer Oma in Nugget Town aufgewachsen ist. Nelly kann sich aber nicht mehr um sie kümmern, so dass Dagobert dorthin kommt und sie, gegen seinen Willen, nach Entenhausen mitkommt. Dort angekommen, eröffnet sie mit Tick, Trick und Track eine Band. Das eingenommene Geld nimmt sie jedoch alleine und verschwindet. Währenddessen plant Dagobert Duck ein Fest für Dolly. Als Dagobert von Tick, Trick und Track erfährt, was passiert ist und auch noch die Panzerknacker das Fest überfallen, kommt Dolly zusammen mit Nelly und ihren Freundinnen zurück und lässt die Panzerknacker festnehmen.
Sie ist deutlich jünger als Donald, Daisy, Gustav und Dussel (ca. 20-30 Jahre, vielleicht auch etwas darunter) und ist deshalb mit Tick, Trick und Track befreundet.
Eine Vorfahrin von ihr ist Dollina aus Drachenland, die in den Geschichten Drachengold (LTB 197), Der Ritter ohne Furcht und Adel (LTB 203) und Das Gold aus der Kanne (LTB 226) vorkommt und neun bis 14 Jahre alt ist. Sie möchte unbedingt ein Ritter werden und trägt immer Jungenkleider, obwohl sie als Nichte von König Dagobertur Prinzessin sein soll. Daisetta, Dorette, Henrietta und Gittalia fordern sie deshalb auf, sich schleunigst zu ändern. Jedoch halten ihre Cousins Tickos, Trickos und Trackos, der Magister Meister Primus sowie Meister Düsentrieb stets zu ihr und ermuntern sie, nicht aufzugeben. In der ersten Geschichten spielt sie die entscheidende Rolle, als sie, erst als Ritter verkleidet, losgeht und dann erfährt, dass der Zauber nur durch ein Mädchen gestoppt werden kann. Im zweiten Teil spielt sie nur eine Nebenrolle, während sie im dritten versehentlich entlarvt wird und sie sich nun den typisch weiblichen Pflichten widmen muss, da die Damen finden, dass sie nun zu alt zum Spielen ist. Sie kommt jedoch weder mit Kochen noch mit Tanzen oder Weben klar. Und sie wird gezwungen, ihre Hose gegen einen Rock auszutauschen. Am Ende schafft sie es jedoch, die angreifenden Piraten zu bezwingen. Jedoch glaubt ihr, wie dem Ritter Donaldus, der es geschafft hat, ein Reich zu bekommen, niemand. Beide beschließen jedoch nach wie vor, ihren Traum zu leben.
Ihren ersten Auftritt hatte Dolly 1966 in der Geschichte  Und dann kam Dolly! (ital. Arriva Paperetta Yè Yè) von Romano Scarpa, die erst 2019 in deutscher Sprache veröffentlicht wurde.

### Nelly
Nelly (genannt Nelly – der Stern des Nordens; engl. Glittering Goldie bzw. Goldie O’Gilt) ist die Jugendliebe von Dagobert Duck, die versuchte, Dagobert um sein Straußeneinugget zu bringen. Sie war in Dawson Bardame und Sängerin des Black Jack Saloons. In ihrem ersten Auftritt Wiedersehen mit Klondyke erfährt man, dass Dagobert sie für einen Monat auf seinem Claim arbeiten ließ. Was in diesem Monat passierte, erklärte später Don Rosa. Sie ist die Großmutter von Dolly Duck. Sie hatte auch ein paar Auftritte in DuckTales. Nelly stammt aus der Feder von Carl Barks.

### Shandy Schofel
Shandy Schofel (engl. Soapy Slick) ist ein krimineller Kasino- und Dampfschiffbesitzer, der Dagobert das Leben in dessen Jugend am Klondike schwer machte. Bei seinem ersten Auftritt erfährt man, dass Schofel Dagobert 1898 einen Kredit gewährte. Den zahlte Dagobert zwar zurück, dennoch war sich Schofel sicher, dass Dagobert die Quittung nicht mehr besitzt, weswegen dieser dazu aufgefordert wurde, sie zu finden. Nachdem Dagobert sie gefunden hatte, warf Schofel sie samt Koffer aus dem Fenster eines Flugzeuges, woraufhin die Quittung im ewigen Eis verschwand. Nachdem man die Quittung wiederfand, zerstörte Schofel sie zwar, wurde dabei aber von einer Meute an Journalisten fotografiert.
Später wurde seine komplette Geschichte mit Dagobert am Klondike in Sein Leben, seine Milliarden von Don Rosa erklärt. Unter anderem entstand 1988 außerdem noch eine Geschichte von Rosa, in der Schofel und Dagobert in der Gegenwart um einen verschollenen Schlitten Dagoberts wetteifern, in der Hoffnung, darin sei etwas Wertvolles. Die Barks-Schöpfung trat das erste Mal 1965 auf.

### Dummy Duck
Dummy Duck (engl. Kildare Coot) ist ein Cousin von Dussel. Er ist sehr hyperaktiv und liebt alles, was laut ist, egal, ob Motorräder, Rockmusik oder gar Schusswaffen. Er lebt zurückgezogen auf einer Berghütte. Als Markenzeichen trägt er stets einen Schlips. Er arbeitet zusammen mit seinem besten Freund Andrew „Andy“ Ascott bei Dagoberts jüngerem Bruder Dettmar als Reporter.

### Dettmar Duck
Dettmar Duck (engl. Gideon McDuck) ist Dagoberts jüngerer Bruder und Herausgeber des Rasenden Kuriers, den er vor 40 Jahren gründete. Dettmar ist Dagoberts Konkurrent, da der Rasende Kurier die erfolgreichste Zeitung Entenhausens ist. Dagobert versucht des Öfteren, Dettmar die Rechte abzukaufen. Jiminy Cricket ist das Maskottchen der Zeitung. Dettmar ist wichtig, dass die Leser immer die Wahrheit erfahren und weiß immer genau, wie viele Leser er hat (so wie Dagobert weiß, wie viel Geld er hat). Der Fokus der Zeitung liegt auf Verbrechensbekämpfung, womit er manchmal der Polizei in die Arbeit pfuscht. In manchen Geschichten arbeitet Dolly Duck für ihn. Er hasst es, mit seinem Bruder verglichen zu werden.
Er trat das erste Mal 1956 auf und wurde von Romano Scarpa erfunden.

### Die Agentur
DoppelDuck arbeitet für die Agentur (eigentlich Agentur, die so geheim ist, dass sie nicht mal einen richtigen Namen hat). Das Ziel der Agentur ist, gegen Verbrechen und Verschwörungen vorzugehen.

#### Mitglieder
Jay-J (ital. Jay J) ist der Direktor der Agentur. Er wechselte vorgeblich zur Organisation. Seine Sekretärin ist die freundliche Liz (ital. Liz Zago). Auf seinen Wunsch hin wurde er nicht pensioniert. Er war bis LTB 413 Chef der Agentur.
Sein Nachfolger ist Head-H (ital. Head H).
Arianna Adelaide Konnery bzw. Kay-K (ital. Kay K) ist Donalds Partnerin. Sie ist eine streng geheime Agentin, von der die wenigsten wissen, dass sie für die Agentur arbeitet. Ihre Eltern leben in Zürich.
Der Erfinder in der Agentur ist Gizmo (ital. ebenfalls Gizmo), der die Waffen der Agenten entwirft. Donald kann sich seinen Namen nie merken.
Black-B (ital. B-Black) ist ein handgreiflicher Agent, der sich nicht gut mit Donald versteht. Er mag Lakritze.
Berry-B (ital. B-Berry) ist nicht so kräftig wie Black-B. Er hat angeblich einen Computer mit geheimen Daten der Agentur gestohlen, um Kay-Ks Machenschaften aufzudecken.
Der oberste Chef unterliegt strengster Geheimhaltung. Nur Jay-J und Donald wissen, wie er aussieht. Eigentlich ist er ein Hologramm von DoppelDucks einfallsreichem Teil des Unterbewusstseins.

### Fenton Crackshell/Krachbumm-Ente
Bei Fenton Amadeus Crackshell (auch Otto Frühauf; engl. ebenfalls Fenton Crackshell) handelt es sich um den treuen Buchhalter von Dagobert Duck, der das erste Mal in der 2. Staffel von DuckTales auftrat. Er besitzt das Talent, innerhalb weniger Sekunden jegliche Dinge in der Umgebung zu zählen. So kann Crackshell in Millisekunden die Anzahl an Schrotkörnern zählen, die Dagobert auf die Panzerknacker abfeuert. Insgeheim ist er außerdem Krachbumm-Ente (engl. Gizmoduck): ein Superheld, der Dagoberts Geld beschützen soll. Der Anzug für Krachbumm-Ente wurde von Daniel Düsentrieb entworfen. Von der Geheimidentität Fentons wissen nur Dagobert und Fentons Mutter. Im Ducktales-Reboot heißt Fenton mit Nachnamen Crackshell-Cabrera und hat lateinamerikanische Wurzeln.

### Mama Crackshell
Mama Crackshell (engl. Ma Crackshell) ist die Mutter von Fenton und hat ständige Geldprobleme, was mit ihrer Faulheit in Verbindung gebracht werden kann. Sie verbringt den Tag meist nur damit, Seifenopern zu schauen. Sie wohnt mit ihrem Sohn in einem Wohnwagen und trägt oft nur einen Bademantel, Lockenwickler und eine Gesichtsmaske aus Gurkencreme, was sie für Außenstehende als „verkorkste Hexe“ dastehen lässt.

### O.M.A.
Die Organisation zum Kampf gegen Monster aller Art, kurz O.M.A. (engl. Tamers of Nonhuman Threats, kurz TNT) ist eine geheime Organisation gegen Invasionen von Außerirdischen und übernatürlichen Phänomenen. Donald und Dussel sind Mitglieder der O.M.A. Die Geschichten wurden bis jetzt ausschließlich von Flemming Andersen gezeichnet.

#### Mitglieder
Der Chef (engl. Head) ist der geheimnisvolle Anführer der O.M.A. Sein Name wird nie erwähnt und er wird immer nur Der Chef genannt. Er hat dunkle Hautfarbe, eine Glatze und ist kräftig gebaut.
Agentin Katrina Kolik (engl. Kolik) ist die Ausbilderin von Dussel und Donald. Sie ist eine der besten Agentinnen und leitet mit ihrer Erfahrung viele Einsätze.
Die Agenten Hackmann und Hämmerle (engl. Jackson und Finch) arbeiten fast immer zusammen. Hackmann ist sehr groß, während Hämmerle (dessen Vorname Horst lautet) eher klein geraten ist.
Agent Hermann (engl. Alf) ist ein riesiger Agent, der statt der Waffen der O.M.A. lieber seine Fäuste einsetzt. Er ist der einzige, der Huja versteht.
Zur Verständigung mit Außerirdischen ist Agent Huja (engl. Snort) vom Planeten Botch zuständig. Wenn er wütend wird, fängt er an, unangenehm zu stinken.
Das einzige Wort, das er sagen kann, ist „Huja“.
Hanna Hübsch (engl. Boysenberry) ist auf Technik und Sabotage aus, weswegen sie immer Schraubschlüssel dabei hat.
Agent Hacke (engl. Kessel) ist der Erfinder der O.M.A. und sorgt dafür, dass die Waffen den dementsprechenden Monstern auch schaden können.

### Dietram Duck
Dietram Duck (engl. Rumpus McFowl) ist der Halbbruder von Dagobert Duck. Dietram (eingeführt von William van Horn) ist faul, fettleibig und eine Plage für seine Verwandtschaft. Er ist der einzige Sohn aus erster Ehe von Dietbert Duck, dessen verwandtschaftliche Verhältnisse Dagobert peinlich sind und die er (zunächst) mit allen Mitteln zu vertuschen versucht. Als Dietram dennoch die Wahrheit herausfindet, arrangiert sich Dagobert mit ihm und lässt ihn im Geldspeicher wohnen.

### Graf Gollersberg
Graf Gollersberg (ital. Cavillo Busillis) ist ein Rechtsanwalt, der öfters Onkel Dagobert in juristischen Fällen helfen muss. Doch dabei ist er meist keine große Hilfe, da er sich in seinen Reden verliert und um den heißen Brei herumredet. Mit dieser Eigenschaft wird das Rechtswesen parodiert. Gollersberg ist relativ groß und ähnelt einer Gans. In den 60ern rauchte er Pfeife, die in den späten 80er Jahren durch einen Bleistift ersetzt wurde. Sein Motto lautet: „Gleiches Recht für alle“. Die Scarpa-Schöpfung hatte ihren ersten Auftritt 1966.

### Gero Ganter

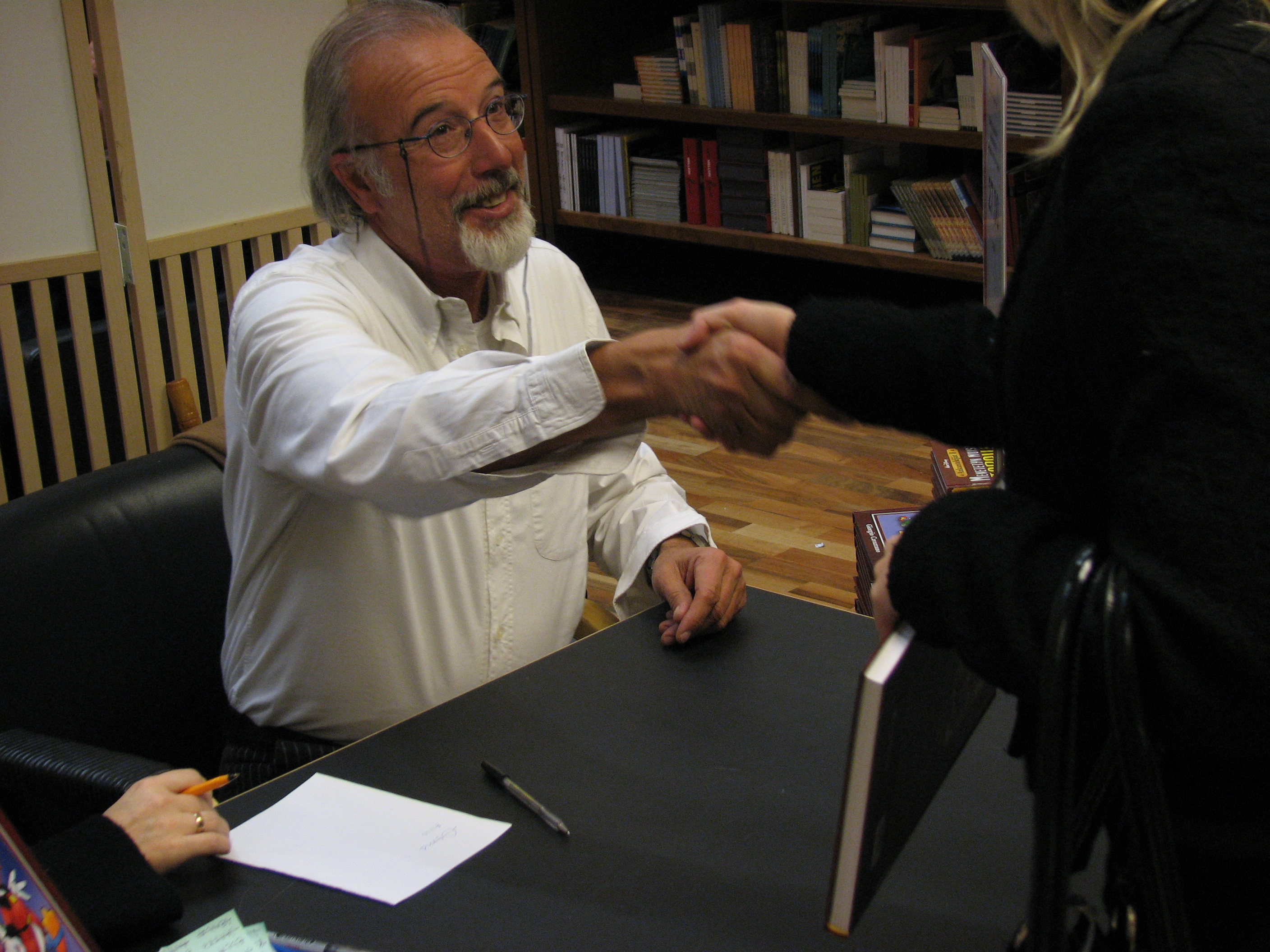
Giorgio Cavazzano 2007 in Finnland

Gero Ganter (auch Peter Plauder; ital. Vincenzo Paperica) ist Reporter und Freund von Donald. Er hat eine Leidenschaft für Kinos.
Die Figur entstand, als Andrea Pazienza den Reporter Vincenzo Mollica mit einem Schnabel porträtierte. Ihm gefiel die Idee, mit anderen Entenhausenern in einer Geschichte aufzutreten, so dass er mit Giorgio Cavazzano 1995 diese Figur erarbeitete.

### Bewohner von Quackhausen
Donald ist als Kind bei seiner Oma in Quackhausen aufgewachsen, wo er mehrere Freunde hatte. Donalds Spitzname zu dieser Zeit war übrigens „Donnie“, der teilweise als eigenständige Figur auftritt, aber letztendlich nur eine 8-jährige Version des Erpels darstellt.

#### Dennis
Donnies bester Freund war Dennis (ital. Louis Cromb), der ein wissenschaftsliebender, introvertierter und schüchterner Junge ist. Er wird oft als Erfinder eingesetzt. Später erfährt man, wie Dennis in der Gegenwart aussieht. Dort trägt er, wie sein Vater Lester, eine Brille und arbeitet als Antiquitätenhändler. Er arbeitet mittlerweile mit Donald daran, deren ehemaligem Lieblingscomicheft wieder Leben einzuhauchen.

#### Biggi
Biggi (ital. Betty Lou Van Der Built) ist eine Freundin aus Donalds Kindheit aus Quackhausen. Sie kommt aus einem reichen Elternhaus, weswegen sie sich sehr eitel gibt und nicht gern bei Donnis Abenteuern mithilft, in der Angst, ihr Kleid könnte dreckig werden. Ihren ersten Auftritt hatte sie 1999.

#### Rafaela
Rafaela (ital. Millicent Webfoot, genannt Cent) ist Biggis beste Freundin, obwohl beide sehr unterschiedliche Charakterzüge besitzen. So ist Rafaela sehr an das Geld gebunden und versucht immer, aus allem Profit zu schlagen, in dem sie auch mal nicht ganz so saubere Geschäfte abliefert. Deswegen ist ihr großes Vorbild auch Dagobert Duck, den sie immer umgattert, sobald er Donni und Oma Duck besuchen kommt. Das erste Mal trat sie 1999 auf.

#### Guido
Guido (ital. Thomas „Tom“ Lovett) ist ein weiterer Freund Donnis. Anfangs wurde er noch als Rivale eingesetzt, mittlerweile aber mehr als Freund, der auch mal gern Streit anfängt. Er ist sehr stramm und hat eine Vorliebe für Erdbeer-Lutscher, von denen er immer einen im Mund hat. In seiner Rolle als Schulschläger hat er auch durchgehend schlechte Noten in der Schule und eine mäßig ausgeprägte Grammatik. Insgeheim ist er in Biggi verliebt.

#### Hank
Hank (ital. ebenfalls Hank) ist ein alter Seemann und Freund von Donnie, Dennis, Biggi, Rafaela und Guido.
In der Serie übernimmt er die Rolle des Geschichtenerzählers. Die Kinder versetzen sich mithilfe ihrer Fantasie direkt in die Erzählung hinein, um Abenteuer zu erleben. Erstaunlicherweise stellen sich die Abenteuer oft als sehr real heraus, was sogar den alten Hank überrascht. Erstmals trat er 2000 unter Diego Fasano und Donald Soffritti auf.

### Schmutzgeier
Wilfried zu Wirbelwind alias der Schmutzgeier (ital. Inquinator) ist ein Entenhausener Superschurke, dessen Ziel es ist, ganz Entenhausen zu verschmutzen, indem er Gebäude, Gegenstände oder Personen verdreckt. Er sieht sich selbst als „Anführer aller Umwelt- und Naturverschmutzer“. Sein größter Coup war ein Angriff auf das Weiße Haus (von Entenhausen), der von Phantomias verhindert werden konnte. Hinter dem Schmutzgeier steckt Wilfried zu Wirbelwind, der Sohn einer Gräfin, die streng auf Sauberkeit achtet, was ihm keine schöne Kindheit einbrachte. Erst nachdem er die komplette Villa seiner Mutter verschmutzt hatte, konnte er zum ersten Mal in seinem Leben seinen Teddybären berühren, woraufhin er das Schurkendasein an den Nagel hängte.

### Lucius Spectaculus
Lucius Spectaculus (ital. Spectrus) ist ein verbrecherischer Hypnotiseur. Er ist einer der gefährlichsten Gegner Phantomias’. Spectaculus trägt ein Teufelskostüm und bewegt sich mit kleinen Hüpfern fort, um bedrohlicher zu wirken. Er ist ein ausgezeichneter Hypnotiseur, der sogar Tiere in seinen Bann bringen kann, weswegen ihm im Gefängnis die Augen zugebunden werden müssen. Er hat das Sternzeichen Steinbock, hasst Fußball, mag Westernfilme und Zwiebelsuppe.

### Zavolta
Zavolta (ital. Zafire) ist eine Entenhausener Superschurkin, auch bekannt als die Herrin der Hypnose. Sie ist Hypnotiseur, weswegen sie öfters mit Spectaculus ein Team bildet. Außerdem verfügt sie über Elektro-Kräfte, mit denen sie Blitze aus ihren Händen schießen kann. Sie hat rote Haare und eine Vorliebe für Pizza mit Siliciumchips und Peperoni. Mit ihrem „attraktiven“ Aussehen wirkt sie oft unschuldig auf andere. Ihren ersten Auftritt hatte sie 2007.

### Bubble Billy
Bubble Billy (engl. Little Gum) ist ein außerirdischer Verbrecher, der sehr talentiert ist im Kaugummiblasen blasen. Laut Daniel Düsentrieb stammt er aus einer „anderen Dimension“. Er bewegt sich auf einer riesigen Kaugummiblase fort. Markant ist seine viel zu große Schirmmütze. Das erste Mal trat er 1988 unter Giulio Chierchini auf.

### Graf Zahltag
Graf Zahltag (auch Professor Piepenbrinck; ital. Zantaf) ist ein kriminelles Genie, das nach Gold und Reichtümern strebt und zusammen mit seinen Roboterschergen eine abgelegene Insel bewohnt. Sein erster Auftritt in Deutschland war 1969, wobei es sich hier schon um die Fortsetzung auf die, hier nie veröffentlichte erste Geschichte mit ihm handelte. Man kann aber erahnen, was in dieser ersten Geschichte passiert ist: „Das muß die Insel sein, auf der wir den verrückten Professor Piepenbrinck getroffen haben! Dieser Kerl, der alle Schätze der Welt an sich reißen wollte! Nur daß Onkel Dagobert und ich dazwischen kamen“, sowie „Ihnen [gemeint sind Donald und Dagobert] verdanke ich den Verlust der Zauberformel, nach der man Steine in Gold verwandeln konnte! Sie sind schuld, daß mein Traum von der Weltherrschaft nicht in Erfüllung ging!“. In der Geschichte will sich der Graf dafür rächen, indem er Dagobert und Donald ins 17. Jahrhundert schickt. In einer anderen Geschichte gelingt es Dagobert, Graf Zahltags Insel billig zu kaufen und darauf ein Hotel zu bauen, mit dem Grafen als Manager. Der Name Graf Zahltag ist eine Anspielung auf Graf Zahl aus der Sesamstraße. Der Charakter wurde 1968 von Carlo Chendi und Luciano Bottaro erfunden.

### Oberwaldmeister
Anführer des Fähnlein Fieselschweif im Kreis Entenhausen ist der Oberwaldmeister bzw. Oberstwaldmeister, dessen größtes Ziel es ist, endlich G.E.N.E.R.A.L. (Ganz Erhabener Natürlich Einzigartiger Rädelsführer Auf Lebenszeit) zu werden. Zum Equipment des 1,85 m großen Fähnleinführers zählt eine blaue Hose, in der sich so manches hilfreiches Gadget befindet, ein rotes Hemd und eine braune Weste, an der zahlreiche Orden hängen sowie ein brauner Cowboyhut. Er ist vom Sternzeichen Steinbock, seine Lieblingsfarbe ist waldmeistergrün und sein Lieblingstier der Luchs.

### Spurobold
Spurobold (auch Spürobold, genannt Boldi; engl. General Snozzie) ist der offizielle Spürhund des Fähnleins. Spurobold ist stets diszipliniert und stolz auf seine Orden. Seinen ersten Auftritt hatte er 1958 im Barks-Zehnseiter Der Frühjahrsputz. Barks wollte ihn nach 6 Kurzgeschichten und einer längeren noch einmal verwenden. Dann wurde Spurobold aber durch Pluto ersetzt.

### Graf Durchblick
Graf Durchblick (ital. Mr. Invisible) ist ein unsichtbarer Superschurke, gegen den Phantomias schon des Öfteren zu Kämpfen hatte. Seinen ersten Auftritt hatte er im Monat der Superschurken, wo er in Deutschland zum beliebtesten Schurken gewählt wurde. In der Story wurde in jeder Ausgabe des Micky Maus Magazins ein neuer Schurke vorgestellt, von denen dann am Ende des Monats ein Favorit ausgesucht werden konnte. Hierzulande entschied man sich für den Grafen, in Italien z. B. für Zavolta.

### Zwill-Brüder
Zack und Zock, besser bekannt als die Zwill-Brüder (ital. Twin Boys) sind ein Zwillingspaar von Superschurken, die 2007 erstmals im Monat der Superschurken gegen Phantomias antreten. Ihre Stärke liegt darin, mithilfe eines Gürtels sich in jede beliebige Person zu verwandeln. Dies führte zu einer großen Herausforderung Phantomias’, die er dennoch zu bezwingen wusste.

### Doktor Heck-Meck
Dr. Hilmar Heck-Meck (ital. Dr. Hach-Mack) ist ein verrückter Wissenschaftler, der erstmals 2007 auftrat. Er versucht dort zusammen mit seinem dümmlichen Assistenten Tumbo (engl. Dumb the Robot) die Zentralbank von Entenhausen auszurauben. Um dem Ziel näher zu kommen, setzt dieser Phantomias Hologramme vor, gegen die er, durch einen Fehler Tumbos nicht allzu lange kämpfen braucht. So braucht es gar nicht lang, bis sich der Doktor hinter Gefängnisstäben wiedersieht.

### Magowitz
Magowitz (ital. Mago Papernova) ist ein Magier, der mit Donald befreundet ist. Er ist relativ groß, hat schwarze Haare und trägt einen schwarzen Anzug sowie ein lila Hemd. Magowitz arbeitet meist mit Karten, die er immer bei sich trägt. Als Alter Ego ist er in Entenhausen als Superheld Megamago (ital. Papermagic) unterwegs. Er wurde von Stefano Ambrosio und Giorgio Cavazzano 2006 das erste Mal verwendet.

### Borstinger
Borstinger (engl. Argus McSwine) ist ein hinterlistiger Geschäftsmann mit Schweinsgesicht, der unter Carl Barks öfters versucht hat, Dagobert über den Tisch zu ziehen. Anfangs galt er in den USA einfach als der „Schweinebösewicht“, der unterschiedliche Namen bekam und erst seit den 90ern einheitlich als „Argus McSwine“ bekannt ist. Gelegentlich arbeiten auch die Panzerknacker für ihn. Er hatte auch einen Auftritt in der TV-Serie DuckTales unter dem Namen Victor Luzer.

### Bewohner Entenhausens der 1920er Jahre
In den 20er Jahren schon wurde Entenhausen von Phantomias vor dem Bösen beschützt. Doch da man zu dieser Zeit Donald wahrscheinlich noch lange nicht umherwatscheln sehen konnte, musste jemand anderes für die Sicherheit in der Stadt an der Gumpe sorgen: Der Erste Phantomias, alias Lord Quackett.

#### Lord Quackett
John Quackett, besser bekannt als der erste Phantomias (ital. Fantomius) ist ein ehemaliger Meisterdieb. Als Phantomias stahl er das Geld der Reichen und gab es den Armen. Quackett hatte seinen ersten Auftritt in LTB 41 in Form von Gustav, der Quackett und Detta erwähnt. In LTB 455 erfährt man, dass er immer noch lebt. Der Lord hat noch einen Bruder mit Namen Henry Quackett, auch bekannt als Phantom der Notre Dame.

#### Kommissar Pinkus
Als Lord Quackett gab sich Phantomias sehr tollpatschig, sehr zum Leiden seines Feindes, Kommissar Pinkus (ital. Commissario Pinko), der immer wieder ein Stück von Quacketts Unglück abbekommt. Er ist ständig Phantomias auf der Spur, um ihn endlich hinter Gittern zu bringen. Pinkus' Frau heißt Adele. Sie ist mit Detta befreundet.

#### Detta von Duz und Darendorf Düsentrieb
Unterstützt wurde Quackett von seiner Geliebten Detta von Duz (ital. Dolly Paprika) und Darendorf Düsentrieb (Daniel Düsentriebs (Ur-)Großvater; ital. Copernico Pitagorico). Detta ist listig und hilft des Öfteren Phantomias, während Darendorf lieber im Hintergrund bleibt und für das richtige Equipment mit allem Drum und Dran sorgt. Zusammen leben die drei in der Villa Rosa.

### Prinzessin Marbella
Prinzessin Marbella (ital. Reginella) ist die Herrscherin des pazifischen Planeten Pacificus, ein Planet, der keine feste Umlaufbahn hat und auf dem man subtropisches Wetter vorfindet. Die Bewohner haben immer die Möglichkeit, die Laufbahn ihres Planeten zu ändern. Vor ein paar Jahren stürzte die Prinzessin mit ein paar Einwohnern auf die Erde, wo sie in der Bucht des Schweigens vor Entenhausen eine Unterwasserstadt errichteten. Sie bauten die Stadt unter Wasser, da die Erdatmosphäre für sie den Tod bedeuten kann. Während eines Tauchgangs wird Donald ohnmächtig, wird aber von den Pacificern gerettet, woraufhin er sich in Marbella verliebt. Die Pacificer können nur in Isolation ihre Gesellschaftsform aufrechterhalten, weswegen Donald sich schnell verabschieden muss, da Marbella sich eher für das Volk als für Donald entscheidet. In späteren Geschichten leben Marbella und ihr Volk wieder auf dem Planeten und werden mehrmals von Invasoren (darunter Entenhausener Touristen) belagert. Donald kann diese meist mithilfe von Marbellas Fluchstrahl vertreiben, der Marbella aber viel Energie kostet. Marbella stammt aus der Feder von Giorgio Cavazzano und trat das erste Mal 1972 auf.

### Agent 23
Agent 23 (brasil. 0.0. Duck) ist ein Geheimagent und eine direkte Parodie auf James Bond, erfunden von Al Hubbard und Dick Kinney. Disney entwarf zwischen 1966 und 1970 acht Geschichten, in denen der Charakter eine leitende Rolle innehatte. Danach wurde der Spion in brasilianischen Geschichten eher zu einer Witzfigur, die schon in Richtung Slapstickfigur geht. Äußerlich hat er eine große Ähnlichkeit mit Franz Gans, den Vetter Donalds und Adjutant Omas. Da es sich bei dem Agenten um eine Parodie handelt, trägt er klischeehalber einen Regenmantel mit kariertem Hut sowie anfangs eine Pfeife, die er als Mobiltelefon verwendet. Trotz seines Titels als Geheimagent löst er auch des Öfteren Fälle, die man eher einem (Privat-)Detektiv zuschreiben würde. Wie auch sein literarisches Vorbild besitzt 23 mehrere Geheimwaffen mit raffinierter Technik. Anders als seine Kollegen in der Agentur besitzt er einen eher beschränkten Verstand und löst die Fälle eher durch Zufall als durch wirkliches Können. Begleitet wird er regelmäßig von seiner in ihn verknallten Assistentin Mata Harrier und seinem Hund Wolf. Er wurde noch nie in einen Stammbaum oder ähnliches aufgenommen, man kann aber davon ausgehen, dass er Junggeselle ist.

### Mata Harrier
Mata Harrier (bras. ebenfalls Mata Harrier) ist eine Geheimagentin und stetige Partnerin von Agent 23. Nach acht direkt von Disney produzierten Geschichten wurde sie auch von brasilianischen Künstlern und Autoren verwendet. Vor allem in den 70er- und 80er Jahren trat sie in brasilianischen Geschichten auf, immer an der Seite von 23. Ihre Rolle schwankt immer zwischen einer fest angestellten Mitarbeiterin oder nur der Sekretärin von Agent 23. Aus ihren zweideutigen Aussagen gegenüber dem Agenten kann man schließen, dass Mata in ihren Partner verliebt ist. Diese Bindung wird teilweise so extrem dargestellt, dass man glauben kann, es handelt sich wirklich um eine Liebesbeziehung. Man kann davon ausgehen, dass Mata eine Anspielung auf Miss Moneypenny aus den James-Bond-Filmen ist, die ebenfalls in ihren Partner verliebt ist, jedoch immer gegenüber den typischen Bond-Girls das Nachsehen hat. Wahrscheinlich ist außerdem, dass ihr Name eine Anspielung auf die niederländische Spionin Mata Hari ist.

### Personen um Phantomias

#### Phantomias’ Freunde
Eins (ital. Uno) ist ein superintelligenter Computer, der im 151. Stock des Ducklair-Towers steht und von Everett Ducklair gebaut wurde. Nachdem Ducklair ihn gebaut hatte, zog er in den Himalaya. Niemand wusste von Eins, bis Phantomias ihn fand. Er ist sehr nett und hasst es, „Computer“ anstatt „künstliche Intelligenz“ genannt zu werden.
Xadhoom ist eine Mitstreiterin des Neuen Phantomias. Xadhoom ist sehr launisch und rau. Sie kommt vom Planeten Xerba. Außerdem besteht sie aus Energie, was sie oft als Waffe einsetzt.
Klarissa (ital. Lyla) ist Journalistin beim Kanal 00. Insgeheim ist sie aber ein Android der Zeitpolizei und kämpft mit Phantomias gegen den „Plünderer“. Sie ist gut mit Phantomias befreundet und kennt dessen Identität. Ihre Aufgabe bei der Zeitpolizei ist gegen „Zeitpiraten“ vorzugehen.

#### Phantomias’ Feinde
Zwei ist wie Eins ein Supercomputer, gebaut von Everett Ducklair, der nur als Backup von Eins gedacht war und jahrelang auf der „Ersatzbank“ war und sich langweilte, weshalb er böse wurde und versucht, die Welt zu beherrschen. Als Everett Ducklair zurückkehrte, schaltete er Zwei zusammen mit Phantomias aus.

### Duckoiden
Als Duckoiden (ital. Paperoidi) bezeichnet man die Bewohner des Planeten Alpha-Auri (ital. Beta Centaurum). Sie sind vogelähnliche Wesen mit aufrechtem Gang und besitzen galaktische Kräfte, die sie gegenüber den Erdlingen überlegen machen. Anders als die Erdbewohner tragen sie Ganzkörperanzüge und üppige Frisuren. Beherrscht werden sie von einem Monarchen, der meist, wie sie, friedliebend ist. Alpha-Auri ist aus reinem Gold und liegt ca. 100 Jahre von der Erde entfernt. Auf dem Planeten besteht alles aus Gold, da dieses dort wachsen kann. Die Duckoiden hatten ihren ersten Auftritt 1982 unter Romano Scarpa.

#### König Astroduck
König Astroduck (engl. King Ducklien) ist der ehemalige Herrscher von Alpha-Auri. Während seiner Herrschaft agierte er tyrannisch und wurde nach einem Umsturz des Volkes ins Exil gebracht, während dem er mit dem Auromobil unterwegs ist, dessen Treibstoff, Gold, irgendwann erschöpft sein wird. Aus diesem Grund macht er dann ein Geschäft mit Dagobert Duck. Später ist er auf die Goldmedaillen der Olympischen Spiele aus. Durch eine Erfindung von XZ 1 kann er sich in neuen Geschichten mit den Ducks unterhalten.

#### Prinzessin Daysilia
Prinzessin Daysilia (ital. Zilia) ist die Enkelin von König Astroduck. Sie hatte mit ihm ein unbeschwertes Leben. Daysilia hat eine große Ähnlichkeit mit Daisy, weswegen sie schon mehrmals Donald etwas vorspielen konnte. Sie trägt immer grüne Kleidung und begleitet Astroduck während seiner Verabschiedung ins Weltraum-Exil.

#### Sock und Gonz
Sock und Gonz (engl. Sock and Gonz) sind treue Anhänger von Astroduck. Sie teilen die gleichen Charaktereigenschaften (Verschlagenheit, Überheblichkeit und Treue). Die Ähnlichkeit gilt aber nicht dem Äußeren, da der eine klein und dicklich und der andere groß und dünn ist.

#### XZ 1
XZ 1 (ital. Gallien) ist der treue Erfinder des Königs. Er hat eine starke Ähnlichkeit zu Daniel Düsentrieb und ist ebenfalls technisch begabt, so steuert er das Auromobil oder baute einen Übersetzer, sodass auch die Erdianer Astroduck verstehen.

### Bimbo
Bimbo (ital. Papertotti) ist ein bekannter Entenhausener Fußballspieler, der das erste Mal 2008 auftrat. Markant sind die schlechten Witze, die er jedem jederzeit erzählen muss. Als Kind war er zusammen mit Donald, Gustav, Dussel, Daniel und Franz in einer Fußballmannschaft unter der Leitung von Dagobert und hat dort u. a. gegen Micky, Goofy und Rudi gespielt. Bimbos italienischer Name ist übrigens eine Anspielung auf den Fußballspieler Francesco Totti.

### Rebo
Rebo (ital. ebenfalls Rebo) war der skrupellose Diktator des Saturns. Schon von Anfang an war er daran interessiert, das Volk dieser kleinen roten Männer zu unterwerfen. Die Saturner lieben übrigens das Geld Dagoberts. Deshalb hat dieser sich dafür eingesetzt, Rebo wieder zu vertreiben, damit die Saturner wieder in Ruhe leben können. Leider geht deren Plan nicht auf und der Diktator regiert weiterhin den Planeten. Erst 30 Jahre später schaffen es Donald und Dagobert das Volk zu befreien. Erfunden wurde der Alien von Luciano Bottaro und Carlo Chendi im Jahre 1960.

### Herr Bauz
Herr Bauz (ital. Signor Bunz) ist ein Wissenschaftler, der auf der Insel Ula-Ula lebt. Die Figur trat unter Romano Scarpa 1959 zwar nur einmal auf, wird aber als eine der originellsten Charaktere angesehen, die er je geschaffen hat. In jener Geschichte installiert Dagobert in seinem Büro einen Computer, der aber nicht recht funktionieren will. Deswegen schlägt ihm der Hersteller eine Zusammenarbeit mit Bauz vor, der sich auf dem Gebiet ausgezeichnet auskennt. Und das, obwohl er fernab der westlichen Zivilisation auf dieser abgelegenen Insel lebt. Interessant ist außerdem noch sein Aussehen, da er, außer auf seinen Armen und Beinen, rundum eine Art Fell trägt.

### Genia Gans
Genia Gans (ital. Genialina Edy Son) ist Erfinderin. Sie hat das Design von Phantomime entworfen und Waffen gebaut. Sie hat feministische und emanzipatorische Züge. Sie leitet einen Lieferdienst und kann Karate. Ihre Villa hat ein diamantenförmiges Dach. Trotz ihres Nachnamens ist sie ein Hund. Ihr letzter Auftritt war in LTB 466.

### Berthold Bussard
Berthold Bussard ist eine Figur aus der neuen DuckTales-Serie. Er ist zusammen mit seinen beiden Brüdern Bradford und Buford der hinterhältige Direktor von Dagobert Ducks Vorstand. In der 1. und 2. Staffel war er ein versteckter Antagonist, der Dagoberts Unternehmen oft ins Unglück stürzen wollte. Am Ende der 2. Staffel kam heraus, dass er zusammen mit seinen Brüdern Bradford und Buford der Anführer der Fiesen Organisation für Weltweite Lumpereien (F.O.W.L.) ist. In der 3. Staffel will er alles daran setzen, die Familie Duck zu besiegen, um die Welt neu zu ordnen.

## Figuren im Maus-Kosmos

### Micky Maus

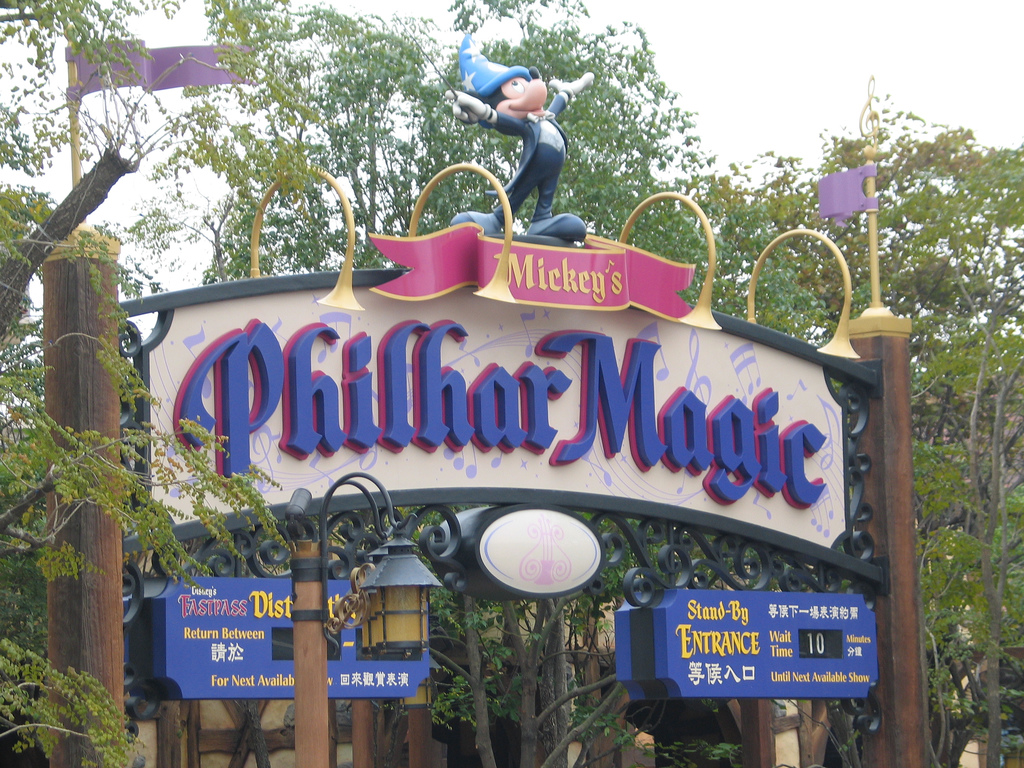
Micky Maus als Statue über dem Eingang des Filmtheaters Mickey’s PhilharMagic im Hong Kong Disneyland

Micky Maus (engl. Mickey Mouse) hatte seinen ersten Auftritt in dem Stummfilm Plane Crazy, bekannt wurde er aber erst durch den Tonfilm Steamboat Willie von 1928.

### Goofy
Goofy (engl. ebenfalls Goofy) ist zusammen mit Micky Maus und Donald Duck eine der ältesten Disney-Figuren und erlebte auch zahlreiche Abenteuer in eigenen Filmen und Comics, dort auch als „Supergoof“.
Zu seinen besten Bekannten zählen Rudi Ross und dessen Freundin Klarabella Kuh.
Goofy wurde von Art Babbitt erfunden. Sein ursprünglicher Name war „Dippy Dawg“ (dt. verdrehter Hund).
In der Zeichentrickserie Goofy & Max hat Goofy einen Sohn namens Max, dessen bester Freund der Junge der Nachbarn ist. Dessen Vater ist Kater Karlo, der berühmte Erzfeind von Micky und Goofy.
Goofy ist ein tollpatschiger, kindlich-naiver, aber freundlicher Geselle, der Micky durch seine Schusseligkeit in dem einen oder anderen Kriminalfall weiterhilft.
In der eigens Goofy gewidmeten Geschichtenreihe Mittwochs bei Goofy betätigt sich Goofy als Schriftsteller und lädt Micky zu sich ein, um ihm seine Romane vorzulesen. Diese Reihe wurde im LTB, vor allem jedoch im Donald Duck Taschenbuch abgedruckt.
Eine Art Running Gag besteht darin, dass Goofy sehr viele verschiedene Verwandte hat, die unter anderem viele verrückte Erfindungen konstruiert haben.

### Indiana Goof
Indiana Goof (ital. Indiana Pipps), ein weltberühmter Archäologe und Vetter von Goofy, wurde 1988 von Bruno Sarda geschaffen. Er hatte seinen ersten Auftritt im LTB Nr. 144 in der 54-seitigen Geschichte Die Jäger des verlorenen Tempels. Der Name der Figur und der der Geschichte sind Anlehnungen an die Abenteuerfilmreihe Indiana Jones.
Indiana sieht fast gleich aus wie Goofy, er hat aber Bartstoppeln am Kinn und eine rundlichere Nase. Wie Indiana Jones trägt er einen braunen Hut und Stiefel, dazu eine weite Hose, ein langärmeliges Hemd, einen Gürtel und Handschuhe. Am Gürtel hat er oft ein Seil, das er in vielen Geschichten als Lasso verwendet. Er hat Angst davor, seinen Hut zu verlieren, und isst Negritas, eine lakritzähnliche Süßigkeit, die nur von seinem Freund Paco Negrita in Brasilien geliefert wird. Um in ein Haus zu gelangen, benutzt Indiana Goof immer ein Fenster. Auch stellt er in jedem Schlafgemach ein Zelt auf, anstatt im Bett zu schlafen.

### Alfons
Alfons (engl. Gilbert) ist der Neffe von Goofy, sehr belesen und trägt fast immer als Zeichen seiner Intelligenz einen Doktorhut. Seine Sprachweise ist meist von sehr hohem Niveau, weshalb er mit Goofy eher nicht über seine Studien, sondern mehr Banales spricht. Meist ist er ein gutmütiger Kerl, es kann aber (besonders in Einseitern) durchaus vorkommen, dass er Goofy bei dessen pseudowissenschaftlichen Vorträgen ins Wort fällt und unflätig wird.
Gelegentlich verwandelt sich Alfons auch in Super-Alfons.

### Pluto
Pluto (engl. ebenfalls Pluto) ist der treue orangebraune Hund von Micky Maus. Micky bekam ihn als Welpe von Kindern auf der Straße geschenkt. Sein Name geht auf den heutigen Zwergplaneten Pluto zurück, der in der Zeit, als Walt Disney den Hund Pluto erfand, entdeckt wurde.
Pluto ist bekannt für seine außerordentlich feine Spürnase, weshalb er in mindestens einer Geschichte den Namen Spurobold trägt. Dieser Name wurde davor aber schon für einen eigenständigen Charakter verwendet. Er wurde als Suchhund auch bisweilen schon von Tick, Trick und Track von Micky Maus ausgeliehen und eingesetzt (so z. B. im LTB Nr. 58, als er die verloren geglaubte Krone des Prinzen von Duckenmark wiederentdeckt).

### Minnie Maus
Minnie Maus (engl. Minnie Mouse) ist die ewige Verlobte von Micky Maus. Sie ist so etwas wie seine Romanze, aber Micky kann manchmal auch einen Korb von ihr bekommen, denn Minnie besitzt ein bisweilen ausgeprägtes Temperament.
Minnie und Micky Maus leben in unterschiedlichen Wohnungen. Allerdings bewältigen sie oftmals ihre Probleme mit Mack und Muck sowie ihre Abenteuer im Team. Minnie ist bei allen sehr beliebt, lediglich mit Kater Karlo verbindet sie keine Freundschaft. Sie engagiert sich oft für soziale Einrichtungen und plaudert gerne mit ihrer besten Freundin Klarabella.
Minnie wird in den neuen Cartoons und Filmen von Diana Borgwardt gesprochen.
Minnies „richtiger“ Name lautet Minerva Maus und sie trat erstmals zusammen mit Micky Maus im Jahre 1928 im Cartoon Plane Crazy auf. In Comicstrips erscheint sie seit 1930 ebenfalls zusammen mit Micky Maus.

### Figaro
Figaro (engl. ebenfalls Figaro) ist Minnies Kater. Er trat das erste Mal 1940 im zweiten abendfüllenden Film von Disney, Pinocchio, auf. Anfang der 2000er wurde er das erste Mal als Minnies Kater dargestellt. Meist stellt er irgendwelches Chaos an, aus dem Minnie ihm wieder heraushelfen muss.

### Kommissar Hunter
Kommissar Albert Hunter (engl. Chief O’Hara) ist Entenhausens Polizeichef. Er zieht Micky Maus häufig zu Rate, wenn er in einem Fall nicht mehr weiter weiß. Dies kommt relativ oft vor, da Hunter immer wieder komplizierte und sonderbare Fälle bekommt. Das Vertrauensverhältnis zwischen Kommissar Hunter und Micky Maus geht so weit, dass Hunter bei Ermittlungen auch Unterstützung von Micky erfährt, ohne ihm einen offiziellen Auftrag erteilt zu haben. Wenn Micky Maus einen Kriminalfall gelöst hat, wird dieser in der Regel von Kommissar Hunter abgeschlossen, der den oder die Verbrecher festnimmt. Hunter ist verheiratet mit seiner nervigen Frau Petunia (ital. Petulia Basettoni). Erstmals aufgetreten ist er 1939 in Jagd auf das »Phantom« (Mickey Mouse Outwits the Phantom Blot, Text: Merril de Maris).

### Inspektor Issel
Inspektor Issel (engl. Mr. Casey oder Detective Casey) ist der ewig Zweite im Polizeirevier. Er ist etwas eifersüchtig auf Micky Maus und vermasselt fast jeden Fall, den er an sich reißt. Dennoch ist er eigentlich ein guter Kerl. Erstmals aufgetreten ist er 1938 in Die Klempner-Bande (Mickey Mouse and the Plumber’s Gang, Text: Merril de Maris).
Charakteristisch ist vor allem die Zigarre, die immer zwischen seinen ausgeprägten Lippen hängt.
In LTB Nr. 239 wird er beinahe zum Kommissar befördert, verzichtet dann aber schließlich mit dem Hinweis, dass Entenhausen ohne ihn nicht auskommen kann, auf diese Ehre. Er wäre in eine andere Stadt versetzt worden, denn es braucht nur einen Kommissar in jeder Stadt, und in Entenhausen ist dies ja bereits Kommissar Hunter.
In neueren LTB löst er verschiedene Fälle mit seinem Kollegen Steinbeiß.

### Inspektor Steinbeiß
Inspektor Steinbeiß (ital. Rock Sassi) ist ein Kollege Issels, der von Giorgio Cavazzano erfunden wurde und ausschließlich in den italienischen Comics auftaucht. Auffallend ist seine Größe und sein ihm namensgebender Unterkiefer. Er kommt aus Texas, was man u. a. an seinen Cowboystiefeln sehen kann. Seine Familie besteht aus erfolglosen Verbrechern, insbesondere sein Onkel, der Falschgeld gedruckt hatte, und zwar 300-Dollar-Noten mit dem Gesicht Thomas Edisons. Da Steinbeiß immer anders war, bewarb er sich als Polizist.

### Klarabella Kuh
Klarabella Kuh (engl. Clarabelle Cow) ist eine der Freundinnen von Minnie und Daisy. Sie ist, gleich nach Kater Karlo, der älteste, kontinuierlich auftretende Disney-Charakter. In älteren Comics heißt sie noch „Kunigunde“. Klarabella ist oft zu den Kaffeekränzchen und dem Sonntagsklatsch bei Minnie eingeladen. Sie spendet Minnie in ausweglosen Situationen Trost. Sie ist die Freundin von Rudi Ross, aber oft auch mit Goofy unterwegs. Klarabella erscheint oft als betont „einfache“ Frau mit „einfachen“ Wünschen und Träumen, ist aber trotzdem durchaus gewitzt. Sie wird auch nicht selten in den Geschichten von Donald Duck eingesetzt – als Freundin von Daisy. Die Chemie zwischen ihr und Donald stimmt nicht.

### Rudi Ross

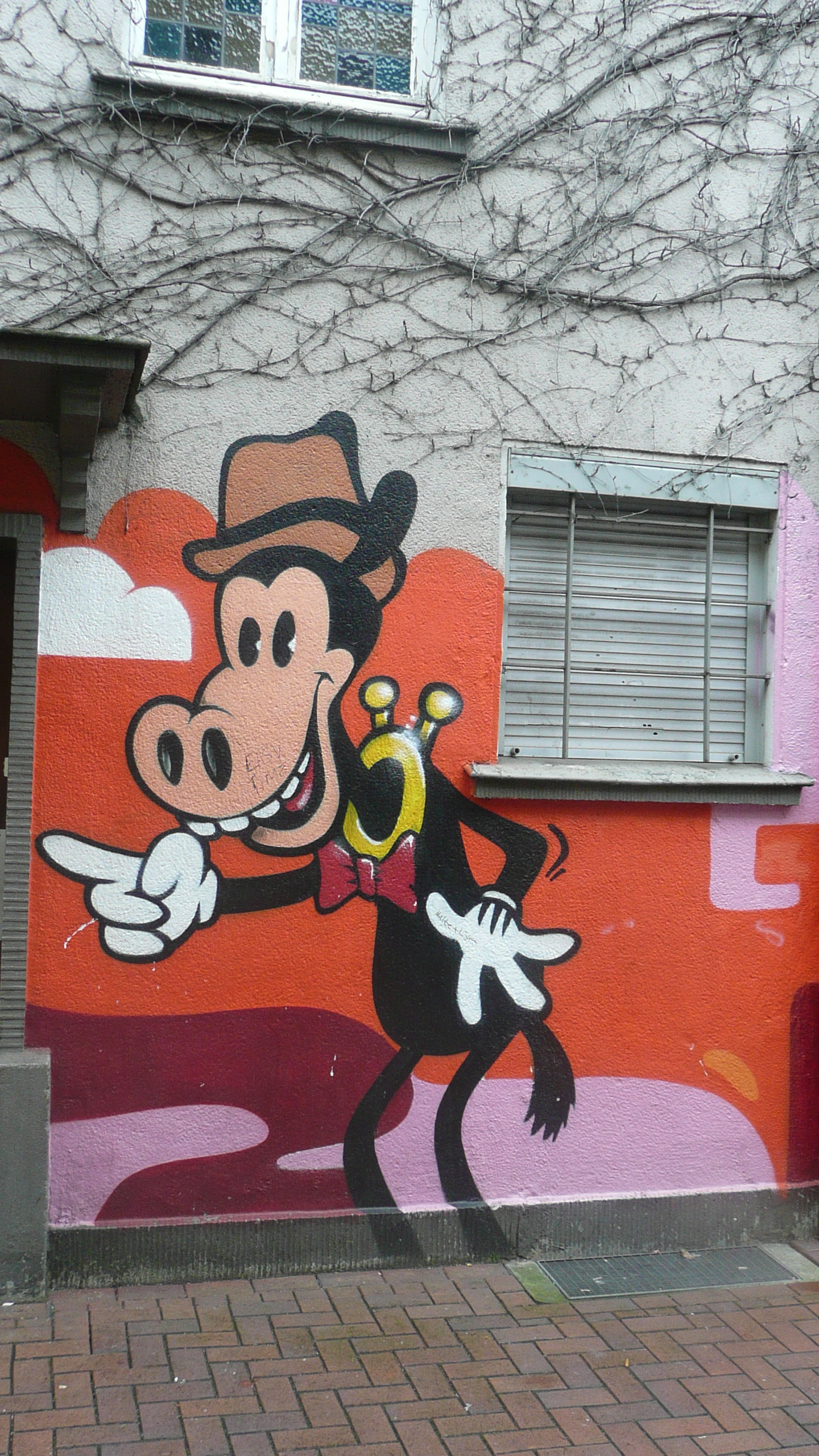
Rudi Ross. Graffito in Hilden

Rudi Ross (früher: Pferdinand, Horaz Pferdehalfter, Otto Oberklister, Horaz Horse; engl. Horace Horsecollar) ist der Freund von Klarabella Kuh. Er fällt durch das Tragen eines Geschirrs und sein wieherndes Lachen auf. Er ist ein begnadeter Handwerker und an sich ein gutmütiger, treuer Geselle, tendiert jedoch manchmal zu Großspurigkeit und Selbstdarstellung. In manchen LTB-Geschichten wird er entsprechend seinem englischen Namen auch Horaz genannt.

### Mack und Muck Maus
Mack und Muck (engl. Morty and Ferdie Fieldmouse) sind die zwei Neffen von Micky Maus. Anders als Tick, Trick und Track zu Donald gehören sie nicht zum festen Bestandteil von Mickys Haushalt, sondern es scheint, als seien sie hin und wieder zu Besuch. Meist lebt Micky allein in seinem Haus mit Pluto. Sie sind des Öfteren zu Streichen aufgelegt und nicht immer folgsam. Sie haben außerdem Micky Maus schon mehrmals geholfen, Fälle zu lösen.

### Atömchen
Atömchen (ital. Atomino Bip-Bip) ist ein Wesen aus der 4. Dimension, das Micky Maus gelegentlich bei Fällen hilft. Atömchen ist, wie sein Name schon sagt, ein stark vergrößertes Atom. Er wurde von Professor Wunderlich zusammen mit seinem Bruder „Betömchen“ vergrößert. Sein Bruder war allerdings von böser Natur und half Kater Karlo bei einem Verbrechen, bis ihm Zweifel kamen und er sich doch für die gute Seite entschloss. Daraufhin verkleinerte Kater Karlo ihn mit der von ihm gestohlenen Maschine wieder und Atömchen blieb der einzige seiner Art. Er ernährt sich aus der Steckdose (ist allerdings auch in der Lage, radioaktiv strahlende Pilze zu essen, und bezeichnet das als „leckeres Uranaroma“) und kann mit seinem Mesonen-Atem Stahl schmelzen. Außerdem kann er mit seinem Mund Licht, Lachstrahlen und Hypnosestrahlen erzeugen. In einer Geschichte in LTB Nr. 9 ersetzt er sogar den Motor, der Micky gestohlen wurde. Atömchen tritt fast ausschließlich in älteren LTB-Geschichten auf, da er fast nur von seinem Schöpfer Romano Scarpa in den 60er Jahren benutzt wurde, der ihn bereits 1959 das erste Mal auftreten ließ.

### Gamma
Gamma (engl. Eega Beeva) ist ein Mann aus der Zukunft, der gut mit Micky Maus befreundet ist und in seinem Zuhause als Professor an einer Universität arbeitet. Gamma, ein 88,88 cm großer Mensch der Zukunft mit Spaghetti-Armen, nascht Naphthalinkugeln, ist allergisch gegen Papiergeld und zieht auch schon mal eine ganze Wohnungseinrichtung aus seinen Shorts. Außerdem schläft er, wenn er bei Micky zu Besuch ist, auf einem der Sockel des Bettes. Früher wurde in Deutschland oft behauptet, Gamma sei ein Außerirdischer und komme vom Rand der Milchstraße, was in neueren Bänden aber widerlegt wird, da er in den USA schon immer ein Zeitreisender war. Band 98 der LTB-Reihe enthält ausschließlich Geschichten, in denen Gamma mitspielt. Gamma wurde 1947 von Floyd Gottfredson geschaffen.

### Fips
Fips (engl. Pflip the Thnuckle-Boo) ist ein Thnuckle-Boo, ein fremdartiges Hundewesen. Er und Gamma sind stark verbunden, sodass er automatisch Gamma warnen kann oder bei Gefahren die Farbe wechselt. Er hatte seinen ersten Auftritt 1948 in Mickey Makes a Killing.

### Beta
Beta (ital. Cometa Beta) ist ein lebendiger Komet und Gammas feste Freundin. Mit ihrem Licht kann sie das Wachstum von Pflanzen beschleunigen. Sie trägt des Öfteren eine rote Fliege. Ihr größter Erzfeind ist ihr Bruder Theta, der immer verkohlt und mit dreckigem Gesicht auftritt. Das erste Mal trat Beta 1992 auf.

### Tabea Trifftig
Dr. Tabea Trifftig (ital. Eurasia Tost) ist eine Archäologin und Freundin von Micky und Goofy. Sie ist das weibliche Pendant zu Indiana, hat jedoch weniger Eigenarten. Tritt sie auf, rücken Micky und Goofy oft in den Hintergrund, da man sich schlecht ihrer Präsenz entziehen kann. Anfangs wurde Tabea noch von Giorgio Cavazzano gezeichnet, mittlerweile aber hauptsächlich von ihrem Erfinder Casty.

### Prof. Zapotek und Prof. Marlin
Die Professoren Zamuel Zapotek (ital. Zapotec) und Marlin (ital. ebenfalls Marlin) arbeiten für das Entenhausener Museum, in dessen Keller sich eine Zeitmaschine befindet, mittels derer Micky und Goofy in die Vergangenheit reisen können, meist, um kulturhistorische Rätsel zu lösen. Häufig stellt sich dabei heraus, dass erst durch das Handeln der beiden in der Vergangenheit die Entstehung eben jenes Rätsels ermöglicht wurde.
Die beiden Professoren streiten sich stetig und prügeln sich auch bisweilen, was daran liegt, dass beide zu Wutausbrüchen neigen und in ihrer jeweiligen Meinung sehr stur sind. Besonders, wenn mit der Zeitmaschine etwas schiefzugehen droht, spart keiner der beiden mit Kritik an der Arbeit des anderen. Marlin ist Physiker und Zapotek Archäologe. In einer Geschichte erfährt man, dass Marlin mit einer Studienkollegin namens Anni verheiratet ist.
Zapoteks erste Solo-Erwähnung kommt in der Geschichte Der geheimnisvolle Kontinent Mu vor, die im LTB Nr. 141 abgedruckt ist, aber eigentlich schon 1979 in der Zeitschrift Topolino erschien. Beide zusammen erscheinen das erste Mal in LTB Nr. 121 in der Geschichte „Der Schatz des Priamos“, allerdings wird im Kontext ersichtlich, dass sich zu diesem Zeitpunkt Micky, Goofy und die Professoren bereits kennen müssen. Hier hält sich das LTB nicht an die chronologische Reihenfolge wie z. B. beim Auftreten von Indiana Goof.

### Dicker
Dicker (selten auch Eddi, engl. Butch) ist ein Freund von Micky und Goofy und taucht gelegentlich in Geschichten der beiden auf. Seinen ersten Auftritt hat er im Comicstrip Micky gegen Ratzo (engl. Mr. Slicker and the Egg Robbers) von 1930. Dicker ist ein ehemaliger Ganove. Er hat kein Benehmen und verbringt seine Freizeit gerne in Bobby’s Billardhalle. Meistens trägt er eine Baskenmütze und einen Pullover. In einer Geschichte erfährt man, dass Dicker eine Nichte hat.

### Prof. Wunderlich
Professor Wunderlich (auch Professor M; engl. Doctor Einmug) ist Atomwissenschaftler in Entenhausen. Er konzipiert seine Erfindungen eigentlich nur für friedliche Absichten, diese werden jedoch ständig von Kater Karlo geklaut und zum Bösen geändert. Er ist Schöpfer von Atömchen. Sein englischer Name ist eine Mischung aus den deutschen Klischee-Wörtern Einstein bzw. Bierkrug (mug). Das erste Mal erschien er unter Floyd Gottfredson 1936.

### Dr. Zweistein
Doktor Zenobius Zweistein (engl. Doctor Static) ist ein Nano-Technologe aus Entenhausen, der mit Micky Maus befreundet ist. Sein Name ist eine Anspielung auf Albert Einstein. Anders als Professor Wunderlich ist Doktor Zweistein noch jung und erfolgshungrig. Er glaubte nicht an den Weihnachtsmann, da seine Existenz nicht wissenschaftlich nachgewiesen werden kann, wurde aber eines Besseren belehrt.
Zweistein wurde 1996 von Ferioli erfunden.

### Spürli
Arnold Spürli (engl. Shamrock Bones) ist ein Meisterdetektiv aus Zürich. Er ist oft mit Micky und Goofy auf der Jagd nach Kriminellen. Er ist eine Parodie auf Sherlock Holmes.

### Mortimer Maus
Mortimer Maus (auch Onkel Mortimer; engl. Uncle Mortimer) ist der Onkel von Minnie Maus. Mortimer wohnt auf einer Farm, auf der er Kühe züchtet. Zum ersten Mal erschien er 1930 in Mickey Mouse in Death Valley, wo er noch mager war und Schnauzbart trug. In The Lair of Wolf Barker bekam er sein „modernes“ Design mit prallem Bauch, Backenbart und Brille. Mortimer war zudem der ursprünglich für Micky Maus vorgesehene Name.

### Linda
Linda (genannt Tante Linda; ital. Zia Topolinda) ist die Tante von Micky Maus. Während Goofy und Minnie über die Zeit viele Verwandte bekamen, hatte Micky nie eine Familie, bis Romano Scarpa 1960 Tante Linda erfand. Sie hatte ihren ersten Auftritt im LTB 9. Dort erfahren wir, dass sie sich früher sehr oft um den kleinen Micky gekümmert hatte, bis er einmal vom kleinen Kater Karlo und Trudi entführt wurde. Letztendlich ging zwar alles gut, Linda hatte aber bis LTB 9 Schuldgefühle gegenüber Micky. Von da an wurde sie fast ausschließlich von Scarpa benutzt. Seit den 2000ern wird sie regelmäßig eingesetzt und als eine feste Verwandte Mickys benutzt. In Micky Maus und die Irokesenkette besitzt sie einen Bauernhof mit Meerschweinchenzucht, bei der mehrmals alle Tiere fliehen, weil sie die Tür offen gelassen hat. Ihr Bruder ist Onkel Maximilian.

### Prof. Trockenstaub
Professor Theophil Trockenstaub (auch Prof. Samuel Scherbe; engl. Prof. Dustibones) ist ein Archäologe. Anders als Indiana Goof geht er stets wissenschaftlich an seine Projekte heran und lässt die Abenteuer seinem „Assistenten“ Micky. Er trägt einen Tropenhelm. Trockenstaub wurde 1940 von Floyd Gottfredson erschaffen.

### Kater Karlo
Kater Karlo (engl. Black Pete, ursprünglich Peg Leg Pete) ist Mickys Erzfeind. Karlo ist ein großer, anthropomorpher und wuchtig bis übergewichtig gebauter Kater mit schwarzem Fell und kantigem Gesicht. In den ersten Kurzfilmen und Comics hat er noch einen Katzenschweif, der ab ca. 1938 fehlt. Auch trägt er keinen Overall mehr, sondern Hose, Jackett, Hemd (alternativ Pullover) und manchmal Krawatte (seltener Fliege). Einzig die weißen „Micky-Maus-Handschuhe“ sind ihm geblieben. Außerdem ist er Hutträger und Zigarrenraucher.
Karlo geht auf die Figur Bootleg Pete aus dem Kurzfilm Alice Solves the Puzzle aus dem Jahr 1925 zurück, wo er noch ein diebischer Bär mit Holzbein und Zylinderhut war. Nachdem er von 1926 bis 1927 in einigen Kurzepisoden mit Oswald, dem lustigen Hasen auftrat und zum ersten Mal Micky Maus begegnete, wurde er in einen anthropomorphen Kater umgezeichnet: Für Disney war es nur logisch, dass ein Kater viel besser zu einer Maus als deren Erzfeind passt. Seinen ersten Auftritt als „Black Pete“ hatte er 1928 in dem berühmten Kurzfilm Steamboat Willie, wo er Kapitän eines Raddampfers ist und mit Micky in Konflikt gerät. Schon zu dieser Zeit hatte Karlo kein Holzbein mehr. In den folgenden Disney-Cartoons war er lange Zeit Konkurrent um die Gunst von Minnie. Kater Karlo ist somit, noch vor Micky Maus, der älteste kontinuierlich auftretende Walt-Disney-Charakter.
In der Übersetzung der Geschichte Micky Maus und der ungebetene Gast wird er in einer Suchmeldung im Radio als „Karl Friedhelm Katermann, genannt 'Kater Karlo'“ bezeichnet. „Kater Karlo“ wäre demnach also nur sein Pseudonym. Ein Vorfahre Karlos ist der Raubritter Karolus (Spitzname „Klauallus“), der in der Geschichte Der Ritter ohne Furcht und Adel (LTB 203) auftaucht.
Etwa ab 1952 ist Karlo ein vielgesuchter Verbrecher der Entenhausener Unterwelt. Ab etwa 1960 hat er eine Verlobte namens Trudi, die beiden verbindet ihr gemeinsamer Hang zu Verbrechen, ihre Gier nach Reichtümern und ihre Völlerei. In der Zeichentrickserie Goofy & Max hat Karlo eine resolute Ehefrau namens Karla. Die beiden geben sich ständig ausgefallene Kosenamen, während sie sich mindestens genauso oft streiten. Karlo und Karla haben einen Sohn namens Karlo junior, zum Leidwesen des Vaters ist dieser der beste Freund von Goofys Sohn Max. Des Weiteren haben Karlo und Karla eine überdrehte und vorlaute Tochter namens Karabinchen. In der Serie wird Karlo weniger als Verbrecher der Unterwelt dargestellt, sondern als dubioser Autohändler, der sich oft unlauterer Geschäftsmethoden bedient. Daneben möchte er nur seine Ruhe haben und nebenher etwas Reichtum und Ruhm anhäufen. Dieses verhindert Goofy aber mit seiner tollpatschigen Art regelmäßig.
In den Comics gibt er sich außerdem häufig als geläutert und gibt vor, das Verbrechen an den Nagel zu hängen, nutzt dies aber meist nur aus, um im Verborgenen Verbrechen auszuüben.
Kater Karlos Standardsprecher in den deutschen Synchronisationen war bis 1999 Wolfgang Kühne, seitdem Tilo Schmitz. In älteren Cartoons wurde er auch sporadisch von Erich Fiedler und Arnold Marquis synchronisiert.

### Trudi
Trudi (ital. Trudy) ist mit Kater Karlo verlobt. Die beiden kennen sich schon seit ihrer Kindheit, wie in Trudis Debütgeschichte Topolino e la collana Chirikawa (Micky Maus und die Irokesenkette, LTB 9) aus dem Jahr 1960 deutlich wird. Erfunden wurde sie von Romano Scarpa, schon bald darauf aber auch von anderen italienischen Autoren eingesetzt. Trudi ähnelt Karlo nicht nur optisch, sondern wird meist als mindestens ebenso gerissen wie er dargestellt.

### Kralle
Kralle (ital. Plottigat) ist ein Cousin von Karlo und wie er ein anthropomorpher Kater. Er ist besonders in den ersten Geschichten noch genauso wuchtig und untersetzt gebaut wie Karlo, bald darauf wird er deutlich hochgewachsener gezeichnet. Sein Markenzeichen sind seine auffallend buschigen, meist weit abstehenden Backenhaare. Diese wechseln von Geschichte zu Geschichte ihre Farbe, von rot über schwarz zu weiß. Weiteres Markenzeichen ist der Labormantel, der moosgrün oder reinweiß sein kann. Kralle gilt als sehr intelligent und er nutzt seine Cleverness ausschließlich für kriminelle Zwecke. Er verfügt außerdem über ein gefährliches Talent als Stimmenimitator, am liebsten ahmt er die Stimmen von Inspektor Issel und Kommissar Hunter nach. Karlo, Trudi und Kralle tauchen vielfach als Trio auf, besonders im LTB, zum ersten Mal in LTB Nr. 130.

### Kater Kuno
Kater Kuno (engl. Peg Leg Pete) ist ein weiterer Verwandter von Kater Karlo, der allerdings eigens nur für das deutsche Micky-Maus-Universum eingeführt wurde. In Wirklichkeit handelt es sich um keinen anderen als Kater Karlo selbst. Der Name wurde nur deswegen in „Kater Kuno“ umgeändert, weil die holzbeinige Urfassung von Karlo (aka „Peg Leg Pete“) im deutschsprachigen Raum zur damaligen Zeit so gut wie unbekannt war. Mit Holzbein hätte man Karlo nicht wiedererkannt. Kuno neigt wie sein Vetter zu Verbrechen und wird daher ebenfalls von Micky gejagt. Sein Markenzeichen ist sein Holzbein, was in seinem englischen Originalnamen zum Tragen kommt: peg leg bedeutet wörtlich „Holzbein“. In späteren Auftritten ist das Holzbein innen hohl und Kuno versteckt verschiedene Utensilien darin (z. B. eine Feile oder einen Dietrich). Kater Kuno taucht nur in älteren LTB-Bänden auf.

### Kat Nipp
Kat Nipp (engl. ebenfalls Kat Nipp – das englische Wort „catnip“ bedeutet Katzenminze) ist ebenfalls ein Kater. Er ist hochgewachsen, hat eine auffällige Wampe, trägt Zylinder- oder Schlapphut und Weste und nicht selten raucht er Zigarre. Sein Charakter ist zwielichtig und schroff und er hegt eine spezielle Abneigung gegen Micky Maus. Kat Nipp taucht in nur drei Schwarzweiß-Trickfilmen aus dem Jahr 1929 auf: The Opry House, When the Cat’s Away und The Karnival Kid.Ein vorerst allerletztes Mal erscheint er als Comicfigur in einem Zeitungscomic aus dem Jahr 1933. Die Kurzgeschichte trägt den Titel Mickey Mouse vs. Kat Nipp. In dieser Geschichte geraten Kat und Micky aneinander, weil die Maus ständig auf des Katers Grundstück herumstromert und Kat besonders Micky nicht in seiner Nähe haben will. Nach diesen Comics tauchte Kat Nipp nur noch äußerst selten auf, meist als zwielichtiger Herumtreiber und Kleinganove.

### Schnauz
Schnauz (engl. Scuttle) ist ein Handlanger von Kater Karlo und hilft diesem oft bei diversen kriminellen Aktivitäten. Er kam 1951 erstmals in einer Geschichte vor und stammt aus der Feder von Paul Murry. In manchen Geschichten wird angedeutet, dass Schnauz heimlich Klarabella Kuh verehrt.

### Das Schwarze Phantom
Das Schwarze Phantom (engl. The Phantom Blot im deutschen auch als Tinten-Phantom) ist ein Feind von Micky Maus, der zwar natürlich nicht gewinnen, aber meist wenigstens entkommen kann. Unter dem schwarzen Umhang des Phantoms steckt der Gauner Plattnase, wie in Jagd auf das »Phantom« (Mickey Mouse Outwits the Phantom Blot, Text: Merril de Maris) 1939 und im LTB Nr. 62 zu erfahren ist.
Des Weiteren kommt noch hinzu, dass in einem neueren LTB Micky Maus und das Schwarze Phantom eine Geschichte in einer Art Parallel-Entenhausen erleben. Dort ist jeder Entenhausener Bürger genau das Gegenteil seiner normalen Persönlichkeit. In dieser Geschichte wird dann das Schwarze Phantom aus der Parallelstadt Entenhausen enttarnt und es kommt zum Vorschein, dass es Goofy (in jenem Universum ein Millionär) ist. Jedoch bemerkt das Schwarze Phantom, mit Hinweis auf Goofys Ungeschicktheit, dass es wohl schwerlich Goofy sein könne. In LTB Nr. 239 in der Geschichte Kommissar Issels lange Nacht steckt dann wieder Plattnase unter dem Umhang. Dort erfährt man übrigens auch, dass das Phantom ein passionierter Kunstmaler ist.
Die Figur wurde 1939 von Floyd Gottfredson erschaffen und hatte ihren ersten Auftritt – gemeinsam mit Kommissar Hunter (Chief O’Hara) – im Zeitungsstrip Micky Maus und die Jagd nach dem Phantom (YM 039). Außer durch seinen schwarzen Umhang fiel das Phantom bei seiner Premiere durch seine geschraubte Sprache sowie die Unfähigkeit, jemanden sterben zu sehen, auf, weshalb es mehrfach erfolglos versuchte, Micky mit Hilfe von ausgeklügelten Todesfallen zu eliminieren, anstatt direkt Hand an ihn zu legen. Zu guter Letzt von Micky gefangen und demaskiert, erschien unter der Kapuze die Figur Plattnase.
Das Motto des Phantoms lautet: „Wer mir was tut, sei auf der Hut!“

### Mortimer
Mortimer (auch Moritz oder Ratzo; engl. Montmorency Rodent) war in früherer Zeit und ist in neuen Produktionen ein Konkurrent von Micky Maus. In der Regel geht es darum, Micky Minnie auszuspannen. Er ist nach Floyd Gottfredson, von dem er auch eingeführt wurde, eine Ratte.
Gottfredson zufolge ist er Fahrer bei einem Millionär. Während dieser verreist ist, benutzt er seine Kleidung und seinen Wagen und tritt als Hochstapler auf.

### Balduin Beutelschneider
Balduin Beutelschneider (engl. Sylvester Shyster) ist ein verbrecherischer Anwalt und Partner von Kater Karlo. Er ist ein anthropomorpher, hochgewachsener und schlacksiger Beagle. Er hat einen leichten Buckel, geht stark gebeugt und schlurft ein wenig beim Gehen. Balduin ist auffallend schäbig gekleidet, sein Zylinderhut, sein Jacket (alternativ ein langer Mantel) und seine Hose wirken allesamt abgenutzt. Sein Charakter ist boshaft, arglistig und gehässig. Er war die erste Figur, die extra für Disney-Comics geschaffen wurde, und wurde von Walt Disney persönlich eingeführt. Wenig bekannt ist, dass Balduin Beutelschneider und Kater Karlo einen gemeinsamen schöpferischen „Vorfahren“ haben, nämlich Bootleg Pete. Balduin sieht den Konzeptzeichnungen zu Bootleg Pete bis heute überraschend ähnlich (bloß schlanker). Balduins erster Auftritt war 1930 in Micky Maus im Tal des Todes. Bis 1934 bildete er ein festes Duo mit Kater Karlo, in dem er das Gehirn war und Karlo der „Mann fürs Grobe“. 1941 verschwand er aus den Comicstrips. Erst 1961 wurde er in Italien wieder aufgegriffen. In den 90ern erfuhr er ein Revival und tritt seitdem wieder öfter auf. Jahrelang wurde er mit Eli Squinch gleichgesetzt, weswegen man beide mit Kurt Kropp übersetzte.

### Kurt Kropp
Kurt Kropp (engl. Eli Squinch) ist ein Gegenspieler von Micky Maus. Seinen ersten Auftritt hatte er 1934, wo er versuchte, einen Elefanten zu stehlen. 1935 verbündete er sich erstmals mit Kater Karlo. Nach Floyd Gottfredson zeichneten ihn u. a. noch Giovan Battista Carpi und César Ferioli.

### Dr. Krantz
Dr. Krantz (ital. Kranz) ist Indiana Goofs Gegenspieler und wie er Archäologe, ein kleiner Brillenträger, Haarfarbe je nach Comic von blond über rot, braun bis weiß gehend. In neueren Comics ist seine Haarfarbe meist orange. Er bedient sich oft verbrecherischer Methoden, um sein Ziel zu erreichen, weshalb er mit Indiana Goof ständig im Clinch liegt und meist den Kürzeren zieht.
Krantz ist ein Meister der Verkleidung und macht oft auch Micky Maus zu schaffen. Früher waren Krantz und Indiana Kollegen, bis Ersterer sich von der Profitgier hat vom rechten Weg abbringen lassen. Außerdem betont Indiana Goof regelmäßig, dass es Krantz nicht um die Wissenschaft, sondern um den Profit gehe.

### Jade
Jade (ital. Giada) ist die große Liebe von Indiana Goof. Einer Hochzeit würde nichts im Weg stehen, außer der Tatsache, dass Jade eigentlich eine Fee ist. Und diesen ist es untersagt, zu heiraten. Unter diesen Umständen müssen sich beide ständig trennen, da Feen nur eine bestimmte Zeit auf der Erde weilen dürfen. Als Fee hat man außerdem die Eigenschaft, länger zu leben als Menschen, weswegen Jade schon über 400 Jahre alt ist. Sie debütierte 1995 unter Bruno Sarda und Roberto Vian.

### Zwerg Zwetschge
Zwerg Zwetschge (engl. Idgit The Midgit) ist ein Gauner aus Entenhausen. Er ist nicht sonderlich groß, hat buschige Augenbrauen und einen dunklen Haarkranz. Er trägt immer eine schwarze Melone. Seine Komplizen sind oft Kater Karlo, Schnauz oder der gefährliche Gregor.

### Der Gefährliche Gregor
Der Gefährliche Gregor (bzw. Der Grimmige Gregor; engl. Dangerous Dan McBoo) ist ein Verbrecher. Er arbeitet meistens mit Zwerg Zwetschge zusammen. Auffallend ist sein großer, gezwirbelter Schnauzer. Gregor mag die Farbe Rosa. Wenn er mit Zwerg Zwetschge zusammen arbeitet, ist er meist der „Mann fürs Grobe“.

### Wombat
Bei Onkel Wombat (engl. Uncle Wombat) handelt es sich um einen Onkel Goofys, der sich auf das Erfinden von kuriosen Gerätschaften konzentriert. Er glaubt von sich selbst, ein Genie zu sein, obwohl bei seinen Erfindungen meist etwas falsch läuft. So lief es schon bei seinem ersten Auftritt, wo er Micky durch ein Versehen durch die Zeit schickt. Anscheinend war der Charakter so markant, dass er nach mehreren Auftritten während der 50er in amerikanischen Comics auch in Italien etabliert wurde. Der schräge Erfinder wurde das erste Mal 1951 unter Floyd Gottfredson und Bill Walsh verwendet.

### Rudi Rohrbruch
Rudi Rohrbruch (engl. Joe Piper) ist ein krimineller Klempner und Anführer der Klempner-Bande. Seinen ersten Auftritt hatte er 1938 bei Floyd Gottfredson. Dort wollen Micky Maus und Inspektor Issel Rohrbruchs Schuld beweisen, indem sie Micky als Praktikant einschleusen. Mit der Zeit hat Rohrbruch Micky verziehen. Rudis größter Gegner im Klempner-Geschäft ist der grimmige Ebenezer Higglesby. Mittlerweile ist Rohrbruch nicht mehr wirklich in Deutschland bekannt, während er in Italien nach wie vor auftritt. Rohrbruch hat mit der Zeit viele Übersetzungen bekommen: Beppo Rohr, Nikodemus Nippel (LTB 16), Elektro-Egon (LTB 84), Schnucki Schieber (Mickyvision 02/1975), Rudolph Rohrmeier (LTB 63), Theo Tropfhahn (DD 353) und Josef Gulli (DD 4).

### Käpt’n Orang
Käpt’n Orang (auch Admiral X; engl. Doctor Vulter) ist ein intelligenter Schurke. Er ist Piratencaptain und Wissenschaftler, angespielt an Jules Vernes Kapitän Nemo. Mit einem riesigen Schiff stiehlt er andere Boote, um die Welt zu beherrschen. Sein Schiff sondert Magnetstrahlen aus, die er als Magnet benutzt. All seine Pläne behält er im Kopf und schreibt sie nicht auf. Sein im Original deutscher Name, Uniform und Monokel sowie das Streben nach der Weltherrschaft machen ihn zu einem Ebenbild der damaligen Nazis. Das erste Mal erschien er 1935 in Mickey Mouse and the Pirate Submarine unter Floyd Gottfredson.

### Professoren Ecks, Duplex und Triplex
Die Professoren Ecks, Duplex und Triplex (engl. Professors Ecks, Douplex and Triplex) sind ein Trio aus Verbrechern. Die Brüder wurden zwar nur einmal von Gottfredson in Blaggard Castle verwendet, waren aber markant genug, um später wieder von europäischen Autoren aufgegriffen zu werden. In den 90ern wurden Ecks und Duplex als zweiköpfiges Monster in Mickey Mouse Adventures mit Namen Dr. Doublecross gezeigt. In einer Geschichte wird erklärt, dass Ecks und Duplex hypnotisiert waren, gut wurden und Micky bei Erfindungen halfen, bis Mack und Muck sie bei einem Picknick mit Wasserbomben beworfen haben und die Hypnose aufgehoben wurde.

### Superjux
Schorschi Schabernack, besser bekannt als Superjux (ital. Vito Doppioscherzo) ist ein Schurke, der auf hinterlistige Art und Weise Leute mithilfe von Scherzartikeln aufs Glatteis führt. Er war früher Schulkamerad von Micky, flog jedoch wegen seiner schlechten Witze bzw. Streiche von der Schule und schwor sich daraufhin Rache. Seinen ersten Auftritt hatte er 2004 unter dem beliebten Micky Maus-Autor und -Zeichner Casty.

### Hicksi
Hicksi (Voller Name Walburga Hicksomera; engl. Witch Hazel) ist eine besonders liebenswerte und gutmütige Hexe. Mit ihrem Charakter bildet sie faktisch ein Gegenstück zu Gundel Gaukeley. Sie versucht ständig, Goofy davon zu überzeugen, dass sie tatsächlich eine Hexe ist, bisher ohne Erfolg, da Goofy nicht an Hexen und Zauberei glaubt (jedoch nur in Geschichten mit Hicksi). Wie man in den Donald-Duck-Heften erfährt, hat sie sich in Hexenkreisen einen Namen damit gemacht, „Sterbliche“ von der Magie überzeugen zu können, daher bezeichnet sie Goofy des Öfteren als ihren „einzigen Fehlschlag“. Da sie keine bösen Absichten verfolgt, gerät sie auch oft mit ihrer „Oberhexe“ aneinander. In LTB 11 erfährt man, dass sie begeisterte Teilnehmerin am „Hexensabbat“, einer Art Walpurgisnacht ist, der auf dem Mond ausgerichtet wird. Im Englischen heißt sie Witch Hazel oder auch Hazel the Witch.

#### Beelzebub
Beelzebub (auch Urian) ist Hicksis Besen. Er führt ein Eigenleben und hilft Hicksi oder ärgert sie. Beelzebub verfügt nicht über die Fähigkeit zu sprechen. Seinen ersten Auftritt hatte er im LTB 11.

### Käpt’n Kirchmaus
Käpt’n Nathaniel Kirchmaus (engl. Captain Churchmouse) ist ein Freund von Micky Maus. Er ist das Ebenbild eines typischen Seemannes, mit Pfeife und blau-weißer Uniform. Er hat eine Frau mit Namen Frau Kirchmaus (engl. Mrs. Churchmouse) und einen Affen namens Bombo (engl. Bombo The Gorilla). Sein erster Auftritt war in Mickey Mouse Sails for Treasure.

### Schorschel Schräuble
Schorschel Schräuble (auch Köppke; engl. Gloomy the Mechanic) ist Mechaniker und Freund von Micky Maus. Sein erster Auftritt war 1932 in The Mail Pilot, in dem er als Flugzeugreparateur beauftragt ist. Hier lehrt er Micky auch das Fliegen sowie die damit verbundenen Gefahren und wie ein Flugzeug zusammengebaut ist. Schorschels Charakter ist das Gegenteil von Micky. Während Letzterer abenteuerlustig ist, ist Schorschel sehr pessimistisch gegenüber dem Abenteuer eingestellt. 1935 spielt er in Mickey and the Pirate Submarine eine aktivere Rolle. Er baut hier für Micky eine Mischung aus Boot und Flugzeug namens Submarplane. Er ist zwar nicht die spannendste Figur, aber bei Micky-Fans trotzdem beliebt, da er in den besten Geschichten mitgespielt hat. Schorschel wurde von Floyd Gottfredson erschaffen.

### Käpt’n Dobermann
Käpt’n Dobermann (engl. Captain bzw. Colonel Doberman) ist Kapitän der Luftwaffe. Seinen ersten Auftritt hatte er, wie Schorschel, in The Mail Pilot unter Floyd Gottfredson. Dort bildet er Micky zum Fliegen aus. Nachdem Micky den Grund für das Verschwinden der Flugzeuge herausgefunden hat und Kater Karlo und Balduin Beutelschneider festgenommen wurden, wird er zum Chef des Geheimdienstes ernannt. Als Käpt’n Kirchmaus und Micky von Kater Karlo und Balduin Beutelschneider auf deren Schiff gefangen genommen werden, baut Dobermann ein Luftschiff für sie, womit sie letztendlich auch entkommen. Des Weiteren ist er am Bau von Schorschels Submarplane beteiligt. Dobermann ist derjenige gewesen, der Micky und Professor Wunderlich miteinander bekannt gemacht hat. Seit Mickey Mouse: The Ghost Town Airport wird er als Colonel bezeichnet und wird der Direktor des Geheimdienstes.

### Maxi Smart
Maxi Smart ist im Deutschen der Name zweier verschiedener Vögel. Der ältere heißt im englischen Original Ellsworth und trat erstmals 1949 in einem Zeitungsstrip von Bill Walsh und Manuel Gonzales auf. Im Deutschen wurde er manchmal auch Moses genannt (so in LTB 178). Der jüngere Vogel heißt im italienischen Original Bruto (auch: Gancetto), ist der Adoptivsohn des älteren und trat erstmals 1975 in der Geschichte Smart und Sohn von Romano Scarpa auf. In den LTB 130 und 534 wird er Bruno genannt.

### Betty
Tante Betty (engl. Aunt Tessie) ist die Tante von Goofy, die 1976 von Ed Nofziger und Owen Fitzgerald eingeführt wurde. Sie hält sich sehr an die Familientradition der Goofs: sie ist die überwältigendste von allen. Betty gilt als optimistisch, extravagant und unberechenbar. Diese Eigenschaften sind so extrem ausgeprägt, dass sogar Goofy sie für verrückt hält. Eigentlich wohnt sie außerhalb von Entenhausen und kommt Goofy mithilfe eines getunten Rollers hin und wieder besuchen.

### Peter und Paul
Peter und Paul (ital. Pierino und Pieretto) sind die ungezogenen Neffen Karlos mit kriminellen Hintergedanken. Diese vererbte Charaktereigenschaft sah man bereits bei deren ersten Auftritt 1991: dort kann sich Karlo wegen eines Besuches hinter Gittern nicht um sie kümmern, weswegen sie bei Micky ausgesetzt werden, der sich dann mit den Plagegeistern herumärgern muss. Die beiden wurden von Carlo Panaro und Corrado Mastantuono erschaffen.

### Maximilian Maus
Onkel Maximilian (ital. Zio Jeremy) ist Mickys Onkel, der aber durch kriminelle Gedanken gesteuert wird, weswegen Micky versucht, ihn auf die Seite von Recht und Ordnung zu bewegen. Er lebt mit seinem Boot samt Papagei im Entenhausener Hafen, wo er es bevorzugt, von unehrlichen Geschäften zu leben. So kommt es immer wieder zu Streitereien zwischen ihm und seinem Neffen.
Maximilian ist (wahrscheinlich) der Bruder von Linda. Insgesamt ist er das „graue“ Schaf der Familie, da er als einziger von schmutzigen Geschäften lebt. Doch trotz all den Schwierigkeiten der beiden lieben Maximilian und Micky sich trotzdem und er würde alles riskieren, falls sein Neffe in Gefahr steckt.

### Der Dichtende Spion
Der Dichtende Spion (engl. The Rhyming Man) ist ein Spitzel und Gegner Mickys, der sich ausschließlich in Reimen unterhält. Dieses Gimmick ist eine Anspielung auf die typischen ausländischen James-Bond-Schurken, die meist in einem absurden Akzent sprechen. Erfunden wurde er von Floyd Gottfredson, hatte danach aber noch Auftritte in Italien, u. a. bei Casty.

### Zenobia
Zenobia II. (ital. ebenfalls Zenobia) ist eine afrikanische Königin und Geliebte von Goofy. Ihren ersten Auftritt hatte sie 1983 unter Romano Scarpa. Hier versucht sie mit unehrlichen Methoden, Goofy zu ihrem Ehemann zu machen. Micky und Maxi können dann ihren Plan durchkreuzen. In einer Geschichte von 1984 verlässt sie den Thron und hängt die Krone an den Nagel, um nach Entenhausen zu ziehen. Dort wird sie allerdings von Kater Karlo, Trudi und Kralle entführt. Letztendlich wird sie von Micky, Goofy und Maxi gerettet. 1985 versucht sie sich als Schauspielerin in einem Shakespeare-Stück. In einer weiteren Geschichte hat Zenobia eine Freundin in Paris. 2013 wurde sie nach langer Zeit von Enrico Faccini wieder verwendet.

### Patrizia und Percy
Die Freundin Minnies und deren Geliebter, Patrizia und Percy (engl. Patricia und Percy Pigg) sind zwar mit der Zeit in Vergessenheit geraten, waren aber schon von Anfang an mit dabei: schon 1930 benutzte Floyd Gottfredson Patrizia (und ein Jahr später Percy) das erste Mal. Letztendlich nimmt sie aber mehr oder weniger die gleiche Rolle wie Klarabella ein. Percy ist weit unbekannter. So wird er eigentlich nur als Hintergrundfigur eingesetzt. Kurz gesagt sind beide eigentlich nur „Phantomcharaktere“ ohne wirkliche Geschichte oder Charakter.

### Jota
Jota (ital. Zombi Baturzo) ist ein außerirdischer Freund Mickys, der von Luciano Gatto und Guido Martina geschaffen wurde. Er kann unsichtbar werden, Infrarotstrahlen aussenden und Fingerabdrücke erkennen, indem er an dem Objekt knabbert. Jota kann sich alleinig von Eisen ernähren. Sein Kopf ähnelt einem Amboss und er trägt Strumpfhosen. Seinen ersten Auftritt hatte er 1977.

### Samuel Spinnweb
Samuel Spinnweb (ital. Nataniele Ragnatele) ist ein Entenhausener Antiquat und Historiker, der Micky und Atömchen des Öfteren auf deren Abenteuern hilft. Er trägt meist eine Brille, die so dick ist, dass man nicht einmal seine Augen erkennen kann. Spinnweb wurde 1959 von Romano Scarpa erfunden.

### Märzhase
Der Märzhase (ital. Pacuvio) ist ein Karnickel, das Micky und Goofy in surreale Welten begleitet. Er besitzt einen magischen Pinsel, der ihm zu dieser Eigenschaft verhilft. So zeichnet er die gewünschte, fantasievolle Landschaft an einen Platz (z. B. die Straße oder eine Wand) und springt dann einfach hinein. Er ist einer der wenigen Charaktere, die die vierte Wand durchbrechen können. Goofy und er sind gut befreundet, während Micky immer noch Probleme hat, an seine Existenz zu glauben. Märzhase trat das erste Mal unter Luciano Gatto und Fabio Michelini auf.

### Grooby
Grooby (ital. Pappo) ist der von Romano Scarpa geschaffene Bruder Goofys. Es kann sogar davon ausgegangen werden, dass es sich hier um Zwillinge handelt, da man bei Groobys erstem Auftritt ein Bild aus der Kindheit der beiden sehen kann, auf dem die beiden sich nicht unterscheiden lassen.
Grooby verließ Entenhausen ohne jegliche Benachrichtigung und zog sich nach Kenia zurück. Das Ganze übrigens nur, weil er keine Kokosnüsse mag und es die in seiner Heimatstadt zuhauf gibt. Bei jenem Stamm von Eingeborenen, bei denen er damals ankam, wurde er als mächtig angesehen und zu deren Herrscher gemacht. Doch gegen die Erwartung Goofys und Mickys lebt er in jenem Stamm nicht in einer typischen Hütte, sondern in einer dem westlichen Lebensstil entsprechenden Villa mit Kino, Kühlschränken und Luxusautos. Diesen Lebensstandard erhält er durch Handel mit den USA, indem er seinen Handelspartnern im Tausch gegen jegliche Luxusgüter seltene, um das Gebiet des Stammes befindliche Mineralien anbietet. Trotz des Wohlstandes zieht er sich hin und wieder in eine Höhle im Dickicht des Dschungels zurück, wo er zusammen mit Affen das Leben eines Primaten führt. Doch falls er dieses Leben voller Entbehrung satt hat, kehrt er meist einfach wieder in seine Villa zurück. Außerdem läuft er durchgehend in einem Lendenschurz herum und ist ansonsten komplett nackt.
Das erste und einzige Mal trat er im LTB 74 in einer Geschichte aus dem Jahre 1957 auf. Dort wird aber entgegen der Originalversion behauptet, Grooby sei Goofys Vetter und nicht sein Bruder.

### Toby Tortoise
Die Schildkröte Tobias taucht in den Ward-Kimball-Filmen The Tortoise and the Hare (1935) und Toby Tortoise Returns (1936) auf. Der britische Disney-Illustrator Wilfried Haughton zeichnete unter anderem Geschichten, in denen Toby mit Goofy ein Detektivbüro teilt.

## Entenhausener Wald
Ob der Wald, in dem die Familie Wolf und die kleinen Schweinchen leben, wirklich zu Entenhausen gehört, ist umstritten. Der Vollständigkeit halber werden die Figuren aber hier erwähnt.

### Die drei kleinen Schweinchen
Die drei kleinen Schweinchen (engl. Three Little Pigs) kamen hin und wieder in frühen Nummern der LTBs und im Micky-Maus-Magazin vor. Zwei Schweinchen, Fiedler und Pfeiffer (engl. Fiddler und Piper) tragen Matrosenanzüge, das dritte, Schweinchen Schlau (engl. The Practical Pig) einen Blaumann und eine blaue Mütze. Sie werden von Ede Wolf gejagt, doch jeder Versuch, die kleinen Schweinchen zu fressen, scheitert, denn sein Sohn Kleiner Wolf unterstützt die Schweinchen und warnt sie immer vor seinem Vater.

### Ede Wolf
Ede Wolf (engl. Zeke Wolf oder The Big Bad Wolf) kam früher sowohl im Micky-Maus-Magazin als auch in den LTBs vor, wurde aber seit Mitte der 1990er nur mehr selten verwendet. In den meisten Geschichten ist er auf der Jagd nach den drei kleinen Schweinchen, in wenigen anderen Geschichten versucht er sich an anderen kleineren Gaunereien oder versucht, seinen Sohn Kleiner Wolf zu einem bösen Wolf zu erziehen. Alle seine Versuche enden mit einem Fiasko und Ede wird meist mehr oder weniger heftig verletzt, oft durch Gevatter Bär. Denn sein Sohn warnt die Schweinchen vor ihm oder befreit sie, nachdem sein Vater sie erfolgreich fangen konnte. Dies basiert auf der Geschichte Die drei kleinen Schweinchen.

### Kleiner Wolf
Kleiner Wolf (engl. Li’l Bad Wolf, in Großbritannien Li’l Wolf) ist der Sohn von Ede Wolf und der beste Freund der drei kleinen Schweinchen. Er warnt diese jedes Mal vor Versuchen seines Vaters, sie zu fressen; deshalb wird er in den Versionen von Fuchs von seinem Vater auch häufig als „Tugendbold“ bezeichnet. Da sie immer rechtzeitig gewarnt werden, gelingt es seinem Vater nie, sie zu fangen; vielmehr kommt er von der erfolglosen Jagd häufig mit einer Verletzung nach Hause zurück. In den frühen 1990er Jahren wurde dann eine modernisierte Version des kleinen Wolfs verwendet. In ihr trägt er im Gegensatz zu früher keine Latzhose und Hut, sondern Jeans, Turnschuhe und T-Shirt.

### Gevatter Bär
Gevatter Bär ist ein großer Bär mit braunem Fell. Er trägt einen Hut und hat meist eine schwere Keule dabei. Sein Charakter ist in den Geschichten sehr unterschiedlich. Manchmal wird er als gutmütig beschrieben, manchmal als rücksichtsloser Jäger. Er ist mit Gevatter Fuchs befreundet und meistens ist Ede Wolf sein Prügelopfer, ab und zu aber auch Gevatter Fuchs. Zudem ist er Inhaber eines kleinen Gemischtwarenladens.

### Gevatter Fuchs
Gevatter Fuchs ist ein Fuchs, der sowohl mit Ede Wolf als auch mit Gevatter Bär befreundet ist. Er ist wie Ede Wolf Mitglied im Böse Buben Club. Zusammen mit Gevatter Bär macht er Jagd auf Hansi Hase.

### Ureinwohner Amerikas
Im Wäldchen lebt außerdem noch ein Stamm amerikanischer Ureinwohner an einem See.
Klein Adlerauge (engl. Little Hiawatha) ist ein Sohn des Häuptlings Groß-Adlerauge. Des Weiteren gibt es noch dessen Schwester Silberschlange, die ebenfalls Teil des Stammes ist.
Alle Figuren traten fast ausschließlich in den ersten Ausgaben der Micky Maus auf. Damals sprachen sie mit verkorkstem klischeehaftigen Akzent, aus dem eine relativ schlechte Grammatik hervorging: „Silberschlange gehen zum See, fangen Fische“.

## Benennung der Figuren
Die Anfangsbuchstaben der Vor- und Nachnamen (sofern vorhanden) zahlreicher Figuren sind identisch, so z. B.: Micky Maus, Donald Duck, Dagobert Duck, Gustav Gans, Gundel Gaukeley, Zacharias Zorngiebel, Daniel Düsentrieb, Karl Katermann bzw. Kater Karlo etc.
Mittels dieser Alliterationen (Stabreime) wird ein besseres Einprägen der Figuren bewirkt. Die Nachnamen bezeichnen in der Regel die Gattung der Tierfiguren oder deren besondere Eigenschaften.